# Szabolcs-Szatmár-Bereg vármegye
Szabolcs-Szatmár-Bereg vármegye, 1950 és 1990 között Szabolcs-Szatmár megye, 1990 és 2022 között Szabolcs-Szatmár-Bereg megye, közigazgatási egység Magyarországon, az Észak-Alföldi régióban. 5935,83 km2-es területével hazánk hatodik legnagyobb vármegyéje, amely Magyarország teljes területének mintegy 6,3%-át adja. Ugyanakkor közel 530 ezer fős lakosságával a 3. legnépesebb vármegyénk, ezzel hazánk népességének 5,51%-ával rendelkezik, népsűrűsége nem sokkal marad el az országos átlagtól.
Északkeletről Ukrajna, délkeletről Románia, délnyugatról Hajdú-Bihar vármegye, északnyugatról Borsod-Abaúj-Zemplén vármegye, északról pedig Szlovákia határolja. Székhelye a "Nyírség fővárosa", az ország hetedik és a régió második legnépesebb települése, Nyíregyháza. De nevezetesebb települései közé tartozik a történelmi jelentőségű Nyírbátor, a könnyező Szűzanya képe miatt búcsújáró kegyhellyé vált Máriapócs, illetve a tejüzeméről ismert Mátészalka. Gyakran nevezik a területet régiesen Nyírország néven, melynek homokos talajú síkságát a szél formálta, jellegzetes buckás-dombos felszínné. Gazdaságilag főként mezőgazdasági terület, híres a gyümölcstermesztéséről, különösen az almáról.
A vármegye történelme a mai nevét adó három vármegye mellett részben az Ung és Ugocsa vármegyék történetét is magába foglalja. A terület már az újkőkorban is lakott volt, majd a honfoglalás idején a régió kulcsszerepet játszott. Az államalapítás után I. István három királyi vármegyét alapított ezen a területen: Szabolcs, Borsova és Szatmár néven. A török hódítás elkerülte a vidéket, de a gyakori rablótámadások és a gazdaságot sújtó hatások miatt a térség gazdasági élete megrendült. Az is nehézséget okozott, hogy a térség a Habsburgok uralta Királyi Magyarország és Erdély ütköző zónájában helyezkedett el, így rendszeresen átvonultak rajta a háborúzó hadak, gyakran sarcolták.
A 16. században a térség a magyarországi reformáció központja lett, és a Habsburg-ellenes függetlenségi harcok egyik bázisává vált. A függetlenségi küzdelmek után, a 18. századra béke következett, és fokozatos gazdasági fejlődés indult, bár a fejlődés üteme szerény volt. A 19. század közepén, a jobbágyfelszabadítással és a Tisza szabályozásával együtt társadalmi változások következtek be. Az ipari fejlődés a 60-as években indult meg, de addig a munkaerő-felesleget az ország más vidékein dolgozták fel, ingázás vagy elvándorlás révén. A 80-as évek elejére már egy jelentős munkásréteg és első generációs értelmiség alakult ki.

## Nevének eredete

### Szabolcs
Szabolcs vármegye (németül: Komitat Saboltsch, latinul: Comitatus Szabolcsensis) neve személynévből keletkezett magyar névadással. A honfoglalás idejéből származik, és Szabolcs vezérről kapta, aki a magyarok egyik törzsfője volt. A történeti források, mint például Anonymus krónikája, valamint a terület honfoglalás kori eseményeinek leírásai szerint Szabolcs vezér a Tisza és a Bodrog folyók találkozásánál építtette a szabolcsi földvárat.

### Szatmár
Szatmár vármegye (németül: Komitat Sathmar, latinul: Comitatus Szathmariensis, románul: Comitatul Sătmar) neve puszta személynévből keletkezett magyar névadással. Az eredeti személynév már 1128-ban előfordult Sothmar formában, majd a 13. században Zathmar illetve Sacmar formában. Lehetséges, hogy ebben a személynévben a török „sat-” (elad, kereskedik) szó rejlik, és kapcsolatos a szatócs és Szatymaz szavakkal.
Anonymus feljegyzései szerint viszont a név a Salzmarkt (németül „sópiac”) szóból eredhetett. Ez összhangban áll azzal a történeti ténnyel, hogy a sót a Szamos folyón tutajokon szállították Dés irányából. A magyarázat szerint a Szent István korában betelepült német telepesek, akik valószínűleg Hollandia területéről, a sót „sat”-nak nevezték, míg más, Niederlandish-nyelvjárásokat beszélők „zout”-nak hívták. Így a „Satmarkt” vagy „Zoutmarkt” alakult át idővel magyarosan „Zothmár”-ra, majd „Szakmár”-ra, ami végül a mai Szatmár formát nyerte el.

### Bereg
Bereg vármegye (németül: Komitat Bereg, latinul: Comitatus Bereghiensis, ruszinul: Жупа Берег) nevének eredete szorosan kapcsolódik a vidék földrajzi és történeti jellemzőihez. A megnevezés a középkori magyar "berek" szóhoz köthető, amelynek jelentése „liget”.
A szó eredetére vonatkozó további feltételezések szerint a "bereg" a szláv nyelvekből is eredeztethető, mivel a szláv nyelvekben partot vagy vízparti területet is jelenthet, és lehetséges, hogy ez a jelentés hatással volt a név kialakulására a helyi vízrajzi adottságok miatt.

## Címere
A vármegye címere összetett: a központi, álló szatmári címer mellett, jobbra Szabolcs, balra pedig Bereg vármegye címerpajzsa dől.

Szabolcs vármegye történelmi címere

Szabolcs vármegye címere egy barokk, halfarkú, ezüst és kék színekkel négyelt pajzs. Az első mezőben három arany búzakalász nő egy zöld dombon. A második mezőben egy arany hal úszik felfelé. A harmadik mezőben két zöld domb között egy csonkolt arany fatörzs látszik. A negyedik mezőben egy balra mutató arany nyílvessző helyezkedik el, amelyet egy íj irányoz.

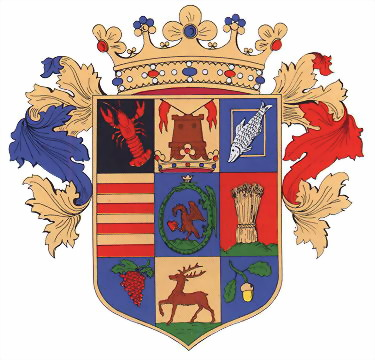
Szatmár vármegye történelmi címere

Szatmár vármegye címere egy kilenc mezőre osztott, álló pajzs. Az első mezőben egy vörös rák úszik felfelé. A második mezőben egy ezüst kapubástya lebeg, melyet fekete ágyúcsövek kísérnek. A harmadik mezőben egy ezüstkecsege úszik lefelé. A negyedik mezőben négy ezüstpólya tagolja a területet. Az ötödik mezőben egy szárnyas aranysárkány körül zöld hármashalom és egy szívét emelő ezüsthattyú található. A hatodik mezőn aranyló búzakéve áll. A hetedik mezőben szőlővessző lebeg, míg a nyolcadik mezőben egy szarvasbika lép jobbra. A kilencedik mezőben egy háromlevelű tölgyágról aranymakk csüng.

Bereg vármegye történelmi címere

Bereg vármegye címere egy halfarkú barokk pajzs, melyet ezüstkereszt négyel. Az első mezőben szőlővessző lebeg, a második mezőn két zöld levél és három aranyló makk található. A harmadik mezőn arany medve áll, a negyedik mezőben pedig két ezüstpisztráng úszik.
A címerekhez tartozó mázak heraldikai szabályait nem teljesen hagyományosan alkalmazták, így a három pajzsot vörös és arany, valamint kék és ezüst foszlányok ölelik körül. A közepén egy arany leveleskoronát tartanak, amelyet rubinok és zafírok díszítenek.
Szabolcs vármegye területét Szent István alapította. A 13. század végén nemesi vármegyévé vált, és a törökök, a királyi területek és Erdély határvidékeként szerepelt. Szabolcs vármegye pecsétjét 1714-ben nyerte el, melyet 1729-ben III. Károly megújított. Az első pecsétleírás szerint a közbezárt mezeje négyelt, és a gabonakalász, hal, íj, valamint egy kéz ábrázolása szerepelt rajta.
Szatmár vármegye a honfoglalóktól kezdve az ország keleti határát védte. Címerét III. Károly 1721-ben adta, melynek leírása háromszor három mezőre osztott pajzsként jelenik meg. A Károlyi család címere a középső mezőben helyezkedik el, körülötte szimbólumok, mint a rák, Szatmár vára, kecsege, a folyók, a gabonakéve és a vadászatot szimbolizáló elemek.
Bereg vármegye területén már a honfoglalás idején is éltek emberek. A 11. század közepén Borsova vármegyét hozták létre, melyet a tatárjárás után Bereggel egyesítettek. A területet a 16-17. században a Királyi Magyarország és Erdély közötti háborúk színtereként ismerték. A megyét 1686-1688 között Zrínyi Ilona védte, később a Schönborn-család birtokolta. A trianoni békeszerződés után a megye magyar része jelentősen csökkent. Címere a gazdagon termő borvidékeket, a tölgyeseket és a folyókat idézi.
A címerek hivatalos használata 1949-ben megszűnt, de 1992-ben a megyei közgyűlés helyreállította őket.

## Földrajz

### Geológia
A miocén kor közepéig a felszín domborzati képe a maitól teljesen eltérő volt; a környéken tektonikus árkokkal és kismedencékkel tagolt röghegységek helyezkedtek el. Ezeknek a prekainozoos rögöknek a kristályos és metarmorf kőzeteit 1978-ban a 3446 méter mélységet elérő komorói mélyfúrás érte el.
Az óidei és középidei képződményeket a felső miocén szarmata korszakának heves vulkáni működése általában 1000-2000 méter, de Nagyecsednél 3000 métert elérő vastagságú láva- és tufatakaróval borította be. A miocén közepétől megindult a Kárpátok homokkőövezetének felgyűrődése, és ezzel egyidejűleg megindult az Alföld medencéjének kialakulása. A vármegye mai területén is a mélybe süllyedtek az alaphegységi rögök. A miocén végén és a pliocén időszakában a lesüllyedt területre 1000-2000 méter vastagságú pannon-tavi és beltavi üledék, agyag, agyagmárga, homok rakódott.
A felszín szárazzá vált, majd a pleisztocén és a holocén idején a folyóvizek és a szél eróziója alakította a tájat a tektonikus mozgások mellett. A Würm glaciális idején az Északkeleti-Kárpátokból és Erdélyből érkező folyók (a mai Tapoly, Ondava, Laborc, Ung, Latorca, valamint a Tisza és Szamos ős-folyói 120-200 méter vastag hordalékkúpot raktak le. A pleisztocén és a holocén határán, amikor az Alföld peremén süllyedékek alakultak ki, mint a Szatmár-Beregi-síkság, a Rétköz, a Bodrogköz és a Taktaköz, megállt a hordalékkúp növekedése. A Tisza megváltoztatta folyását, és míg korábban (a pleisztocén végétől) az Ér völgyében folyt a Körös-vidék felé, ettől kezdve a tektonikailag kiemelkedő Nyírséget megkerülve, új vízrajzi hálózatot alakított ki.
A pleisztocén végén helyenként megindult a futóhomok kialakulása, majd a löszös homok, homokos lösz, (Balsa és Rakamaz térségében pedig a valódi lösz képződése. Borsy Zoltán professzor kutatásai szerint a würm idején két nagy homokmozgásra került sor, az első i. e. 26.000-20.000 között, a második i. e. 11.000-10.000 között zajlott le.
A holocénben az éghajlati változások nyomán a terület beerdősült. Az őskőkorszaktól a honfoglalásig sokféle nép települt meg a Nyírség ártérre néző peremén és a folyóhátakon. A Nyírség erdős sztyepp jellegű vidékén állattenyésztő és földművelő népek éltek. Ez a korai termelő tevékenység azonban még nem változtatta meg érdemben a táj képét.
A honfoglaló magyarságot nagy erdőségek fogadták a Szatmár-Beregi-síkság, a Rétköz vidékén, az alsó-szabolcsi ártéren, valamint erdős sztyeppékre találtak a Nyírség területén. A tájváltozás, a kultúrtáj kialakulása a honfoglalás és különösen az államalapítás korában indult meg. A 9. és 10. században a szabolcsi földvár építéséhez 500-600 hektár erdő kiirtása volt szükséges. A szántóföldek és legelők kialakítása is sok erdő kitermelését követelte meg. A 18. századra a Szatmár-Beregi-síkságnak már csak mintegy a felét, a Nyírség egyharmadát borították erdők. A vármegye területének nagy részét állandó és időszakos vízfelületek, mocsarak és lapok foglalták el, mint az Ecsedi-láp, a Rétköz, a Tiszalök környéki mocsarak.

### Tájak, domborzat, talajviszonyok
Földrajzilag a vármegye változatos, dombság és síkság is található itt. Két tájegységre tagolható, a Nyírségre és a Felső-Tisza-vidékre, de ezek további kistájakra tagolhatók. A Tiszavasvári környéki löszös-homokos kistájat az ottani lakosság például nyíri Mezőségnek nevezi. Az Alföld legkeletibb részét alkotó Nyírség kb. 78%-a tartozik a vármegyéhez, a Felső-Tisza-vidék kistájai közül a Rétköz teljes mértékben, a Szatmári-síkságnak, a Beregi-síkságnak és az Ecsedi-lápnak pedig egy-egy része tartozik a vármegyéhez. A vármegye legmagasabb pontja a Kaszonyi-hegy (240 m), de jelentős még a Hoportyó (183 m) is.

#### Nyírség
A Nyírség 20-30, helyenként 50 m magasan emelkedik ki a környező ártéri síkságokból. Ez Magyarország második legnagyobb hordalékkúp-síksága, amit a Kárpátokból érkező ősfolyók építettek fel a pleisztocén idején egymást követő eljegesedések, glaciálisok idején. A hordalékkúp anyagát nagyrészt a futóhomok alkotja, ennek vastagsága néhány dm-től 32 m-ig terjed. A futóhomokban az aprószemű (0,1-0,2 mm átmérőjű) homok az uralkodó. A futóhomok helyben, a hordalékkúp folyami homokjából képződött az északi, északkeleti szelek hatására. A homok sokfelé lösszel keveredik. Nyírség északi részén gyakori a löszös homok, az északnyugati területeken a homokos lösz. Az úgynevezett típusos lösz csak a Balsa és Rakamaz közötti területeken fordul elő (5 méteres maximális vastagságban.
A szél által kivájt, deflációs mélyedésekben gyakori a barna föld, az ősi folyóvölgyekben és a laposok területén az öntéstalajok jellemzők.
A Nyírség domborzatilag a legváltozatosabb alföldi táj, a szélbarázdák, a maradékgerincek, a nagyobb homokfelhalmozódások, garmadák, deflációs mélyedések és a folyóvölgymaradványok váltakozása révén. Ilyen homokmezőn épült fel a Nyírség legmagasabb pontja, a 182 m-es Hoportyó. Az ősi folyóvölgyekben a homok által elgátolt területeken tavak képződtek, mint a nyíregyházi Sóstó. A legtöbb nyírségi homokbuckában 1–5 cm vastag, 15–20 cm-es távolságban ismétlődő kemény, barna rétegek, úgynevezett kovárványsávok találhatók. Ezeket a dús növényzetű földtörténeti periódusokban az erdei talajból mélybe szivárgó vasas oldatok hozták létre. Az agyagos-vasas kovárványok csökkentik a párolgást, tartalékoljak a nedvességet.

#### Felső-Tisza-vidék
Ez a tájegység is a jégkorszaki hordalékkúp része. A pleisztocén rétegek a Szatmár-Beregi-síkságon 150–200 m, a Rétközben 100–150 m vastagok. Az itteni folyók sokat változtatták medrüket, ez a táj mai képében is nyomokat hagyott. Például a Szamos egykori lefutási irányát jelzi a Nagy-Éger és a Sár-Éger.
A folyók töltötték fel hordalékukkal az itteni síkságokat. A durvább hordalékanyag 1-3,5 m magas, 2–3 km széles folyóhátak formájában halmozódott fel, mint a Szamoshát, beregi Tiszahát, Krasznahát, Túrhát lettek az ősi települési szintek, ezek nyújtottak lehetőséget az ember letelepedésére. A Szamoshát és a Nyírség között alakult ki az Ecsedi-láp, amit az emberi tevékenység is megnövelt a középkorban, védelmi célú elárasztással.
A Szatmár-Beregi-síkság löszfelszínéből két szarmata korszaki vulkáni kúp, a barabási Tipet (179 m) és a tarpai Nagy-hegy (164 m) emelkedik ki. Az előbbi riolitból, az utóbbi dacitból épült fel.
Önálló kistáj a Rétköz. Ezt is fiatal, túlnyomórészt jelenkori lápos-kotus képződmények, öntéstalajok borítják. Az ebből kiemelkedő 2-3 méter magas pleisztocén homoktérszínek voltak a vízrendezések előtt a letelepülés helyei.

#### Talaj
A vármegye talajföldrajzi képe igen változatos. A talajok alakulására az emberi tevékenység is erősen hatott, például az erdőtalajok a szántóföldi művelés hatására mezőségi jelleget vettek fel.
A Felső-Tisza-vidék talajai a folyók fiatal öntésképződményein (homok-, agyag- és iszapfelszínein) alakultak ki. Az Ecsedi-láp a 19. század derekán még nádas tőzeglápvidék volt, ma – kisebb lápfoltmaradványoktól eltekintve – mezőgazdasági művelés alatt áll. Az öntéstalajok peremterületein réti talajok alakultak ki. Az Erdőhát földjét az egykori mocsári erdők gyenge talajai jellemzik. Az ősszikesek a Szamos mentén mindössze 2000-3000 éves folyóhordalékon képződtek Csenger, Porcsalma, Szamossályi határában.
A Nyírségben a löszös-homok és homokos-lösz felszíneken mezőségi talajok alakultak ki. A táj északi részét kovárványos barna erdőtalaj, déli területeit laza futóhomok, jellegtelen váztalaj fedi. A már művelés alá vett futóhomokon a humuszosodás jelei mutatkoznak. A Nyírség ősi folyóvizeinek medreiben tápanyagokban viszonylag gazdag réti talajok alakultak ki. A humuszos réteg alatt mészkiválások, mészkőpadok fordulnak elő, továbbá gyepvasérces réti talajok is találhatók itt, amint az Bátorliget mellett is megfigyelhető.

### Éghajlat
Éghajlatában a Magyarországot jellemző három fő klimatikus hatás, a kontinentális, az óceáni és a mediterrán közül leginkább a kontinentális érvényesül. Északi fekvése miatt itt általában hűvösebb van, mint a dél-alföldi, belső-alföldi tájakon, A nyarak mérsékelten melegek (20-23 °C júliusi átlaghőmérséklettel), mérsékelten szárazak, a telek hidegek, -3 és -3,9 °C közötti januári középhőmérséklettel. A zord telek kialakulásában az északkeleti szeleknek nagy szerepe van. A havas napok száma (30-35) az Alföldön itt a legmagasabb, a hótakaró segít a kemény téli fagyok kártételének megakadályozásában. Évi középhőmérséklete 9-10,5 °C között ingadozik.
A napsütéses órák száma a Tisza és a Szamos völgyében éves átlagban 1950, a Nyírségben 2000-2050, a vármegyei átlag 2000 óra körül mozog (országosan 1700-2100 között van). Az évi besugárzás összege 105-107 kcal/cm². A sok napfény kedvező a hő- és fényigényes mezőgazdasági kultúrák (gyümölcs, szőlő, dohány, napraforgó, paradicsom) számára. A tavaszi fagyok azonban gyakran ismétlődnek és jelentős károkat okozhatnak.
Az évi közepes hőmérséklet-ingadozás 23-24 °C, az abszolút hőmérséklet-ingadozás 67-68 °C.
A éves csapadék mennyisége a Nyírségben 550–600 mm/év, az Északkeleti-Kárpátok előterében mutatkozó feláramlás következtében a Szatmár-Beregi-síkságon, a Rétköz és a Nyírség északi területein 650–700 mm/ év. A Nyírségben az éves vízhiány 75–125 mm, és a csapadék időbeli megoszlása ráadásul gyakran nem kedvez a mezőgazdaságnak. Gyakori a belvíz és az időszakos aszály okozta kár egyaránt, ezért fontos a csatornázás és az öntözés.
A változó irányú, de leginkább északkeleti és délnyugati szelek a homokverés, szélerózió azaz defláció révén nagy területen veszélyeztetik a termőtalajt.

### Vízrajz

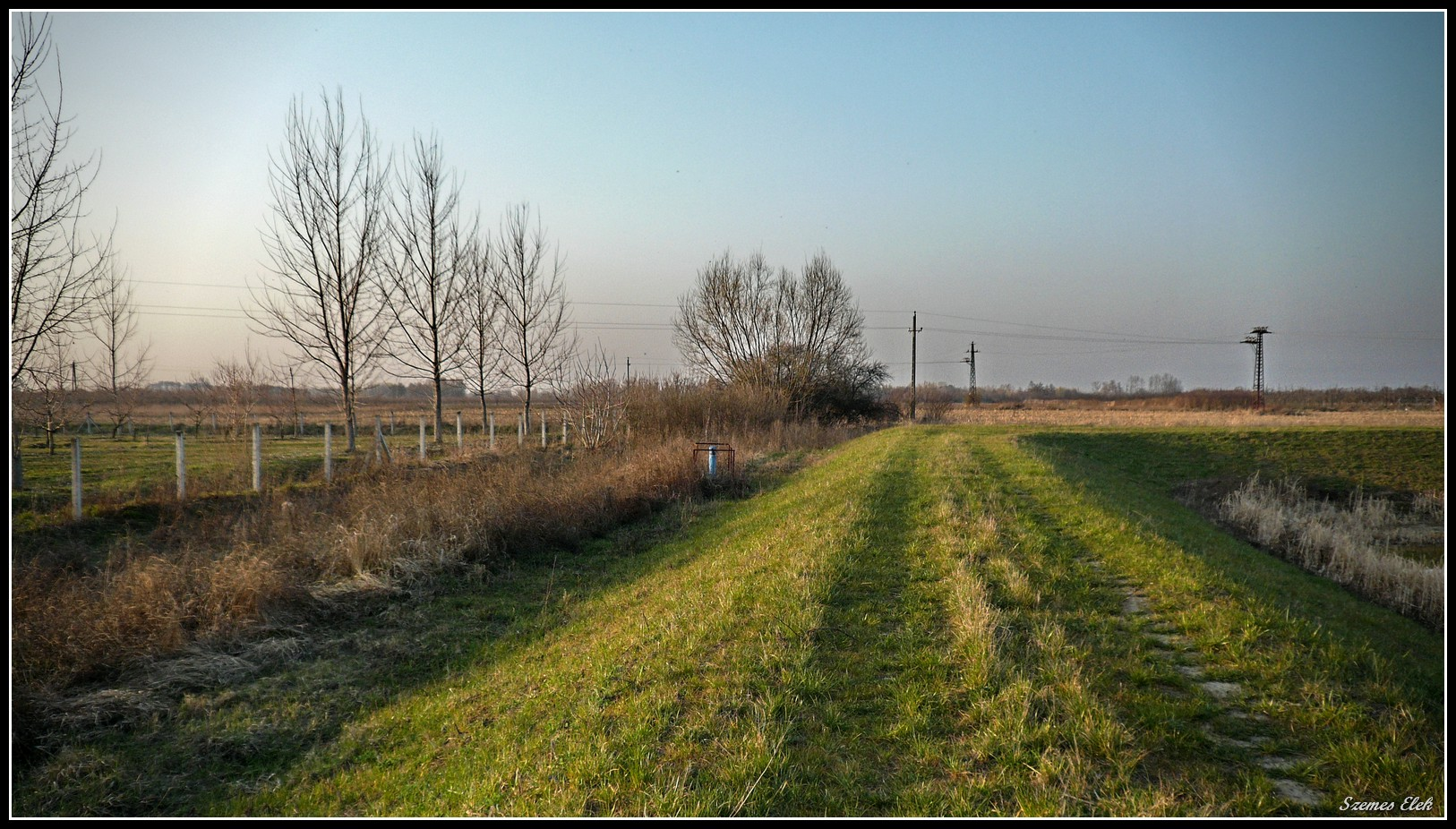
Felsőtiszavidéki táj (Mátészalka)

Szabolcs-Szatmár-Bereg vármegye hidrogeográfiai szempontból is két részre oszlik. A Felső-Tisza-vidék gazdag folyóvizekben, a Nyírség vízhálózatát viszont többnyire az emberi erővel létrehozott, helyi nevükön „nyírvíz-csatornák” alkotják. A felszíni vizek 98%-a a határon túlról, Ukrajnából és Romániából érkezik. A felszín alatti talaj- és rétegvizek készlete is jelentős. A Nyírség pleisztocén rétegsora kb. 100 milliárd m³ vizet tárol. A mélyebb (pannon-tengeri) üledékek termálvizét balneológiai, ipari és mezőgazdasági célokra hasznosítják (Nyíregyháza, Kisvárda, Mátészalka, Tiszavasvári). Már 800–1000 m mélységű kutakból is 55-65 °C-os hévizek hozhatók felszínre.
Szabolcs-Szatmár-Bereg vármegye legjelentősebb folyója természetesen a Tisza. Tiszabecsnél érkezik Magyarország és a vármegye területére, és Tiszadobnál hagyja el azt. A folyó itteni szakasza 235 km hosszú, ebből 208 km a Felső-Tiszához tartozik, ami Tokaj-Rakamaz térségéig, a Bodrog torkolatáig terjed. A 27 km-es alsó-szabolcsi folyószakasz már a Közép-Tisza része.
A Felső-Tisza rendkívül kanyargós, középszakasz-jellegű folyó, eredetileg meanderekkel. Mindkét oldalon feltöltődő holtágak, morotvák kísérik. A folyó esése magyar földön itt a legnagyobb (Tiszabecs és Vásárosnamény között kilométerenként 20–40 cm). A kis- és nagyvíz közötti különbség több mint 80-szoros lehet. (Vásárosnaménynál a legkisebb vízmennyiség 44 m³/s, a legnagyobb 3900 m³/s). A folyónak három árvize van: a kora tavaszi, a kora nyári ("zöldár") és a késő őszi. Tokaj-Rakamaz térségében a kora tavaszi és a zöldár összetalálkozik, így itt egyetlen tavaszi árhullám figyelhető meg. Az árvizek alkalmával felerősödik az egyébként is jelentős medererózió és hordalékszállítás. A folyó nagyjából Tivadar községig durva és finom kavicsot görget, innen tovább már csak homokot szállít, és azt több helyen (Tivadar, Vásárosnamény) lerakja. Vásárosnaménynál a Szamos lebegtetett iszaphordalékának beáramlása miatt a Tisza „szőkévé” válik, vize átlátszatlan lesz.
A Felső-Tisza és mellékfolyói mentén a szabályozás előtt gyakoriak voltak a mederpartokat megszakító nyílások, az úgynevezett fokok. Az ezeken át kiáramló víz a mélyebb árterületekre ömlött, majd apadáskor ugyanitt nagyrészt visszaáramlott a folyóba. A fokok a középkori ártéri vízgazdálkodás (halászat, vízi szállítás, vízimalmok) fontos összetevői voltak.
A nagy folyószabályozási munkák a vármegyében a 18. században kezdődtek néhány Tisza- és Szamos-kanyarulat átvágásával. Ekkor történtek az első kísérletek az Ecsedi-láp lecsapolására is. Az egész Tisza-völgy átfogó szabályozása Vásárhelyi Pál tervei 1846-ban Tiszadob határában indult. A nagy munka nyomán a Felső-Tisza hossza 335 km-ről 208 km-re csökkent, megnőtt a folyó esése és meggyorsult a nagyvizek levonulása. Az árvízvédelmi gátak rendszere Felső-Tisza és mellékfolyóinak árvízvédelmi gátrendszere a 21. század elejére meghaladja a 600 km-t.
Az alsó-szabolcsi Tisza-szakaszokon, Tiszalök mellett vízlépcső, erőmű és öntözőrendszer létesült. A Felső-Tisza magyarországi mellékfolyói a Batár, a Palágyság kisebb folyóvizeit (Paládi-víz, Sár-Éger, Nagy-Éger) összegyűjtő Túr-főcsatorna, továbbá a Csamota, Szenke vizével bővülő Öreg-Túr, a Szamos, a Kraszna majd a Rétközben a "nyíri főfolyásokat" levezető Lónyai-főcsatorna. A Beregi-síkság vizeit a Csaronda és a Szipa egyesíti. A Szipa-csatorna Tiszaszalkánál folyik a Tiszába.
A Szamos 53 km-es magyarországi szakasza folyószabályozások során egyenesebb lett és töltések közé került, átlagosan 600 méter széles ártérrel. A Szamos vízhozam-ingadozásai a Tiszáénál is nagyobbak (kisvíz 10 m³/s, nagyvíz 1500 m³/s). A Kraszna régen az Ecsedi-lápon áthaladva Olcsvánál folyt a Szamosba. Az Ecsedi-láp lecsapolásával egyidejűleg a Krasznát is csatornázták, és Vásárosnamény alatt közvetlenül a Tiszába vezették.
A Nyírség a nagy folyószabályozások előtt jórészt lefolyástalan terület volt. Az terület deflációs mélyedéseiben, valamint az ősi folyóvölgyekben tavak, mocsarak és lápok alakultak ki. Ezek vízfeleslegét a terület szélein a helyileg „nyírvíz-patakoknak” nevezett vízfolyások vezették le a Rétköz és az Ecsedi-láp felé. A Nyírség sekély vizű tavainak (többek között a Nagy-Vadas-tó, Szelkó-tó, Fehér-szik-tó, Sóstó, Nyírteleki-tó, kállósemjéni Mohos-tó) kiterjedése az időjárás függvényében széles határok között változott. Ezt a vadvízi világot szüntette meg az 1806-ban az első nagy vízlevezető árok, az úgynevezett „vármegyei árok” kimélyítésével indult vízszabályozó és talajjavító munka.
A vármegye nagy vízrendezési munkálatai közül az utolsó az 1970-es, súlyos veszteségekkel járó árvíz után a Szatmári-síkságon a Szamostól a Tiszáig megépült nagy lokalizációs gát volt. Ez a román határtól néhány kilométerre épült védelmi mű véget vetett annak a veszélynek, hogy egy romániai gátszakadás Magyarországon is károkat okozzon.
A nagy folyószabályozások, lecsapolások újabb gondokat is okoztak. A térség kiszáradása, az erdők kiirtásával párhuzamosan előidézte a futóhomok megjelenését, a helyenkénti sivatagosodást. Ez ellen a fehér akác megtelepítésével védekeztek, ami azonban egysíkúvá tette a vármegye faállományát.

A vármegye megmaradt nagyobb állóvizei a Nagy-Vadas-tó Újfehértó mellett (124 hektár), a Királyteleki-tó Nyírtelek mellett (23 hektár), valamint Nyíregyházán a Bujtos-tó és a Sóstó. Öntözési célokra a Nyírség ősfolyóvölgyeiben 12 kisebb-nagyobb víztároló létesült, mintegy 20 millió m³ térfogattal, többek között Császárszállás (Nyíregyháza), Harangod (Nagykálló), Érpatak, Laskod, Levelek, Rohod, Vaja térségében.

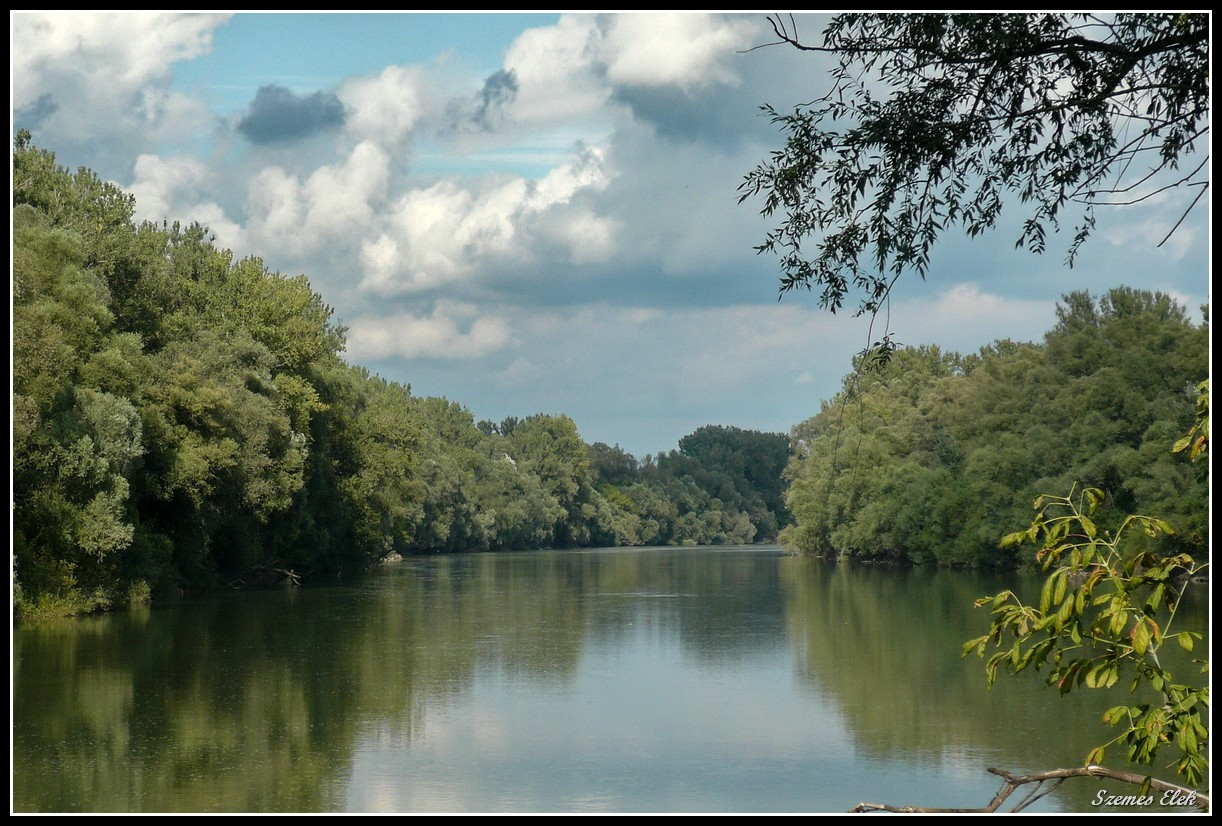
Tisza
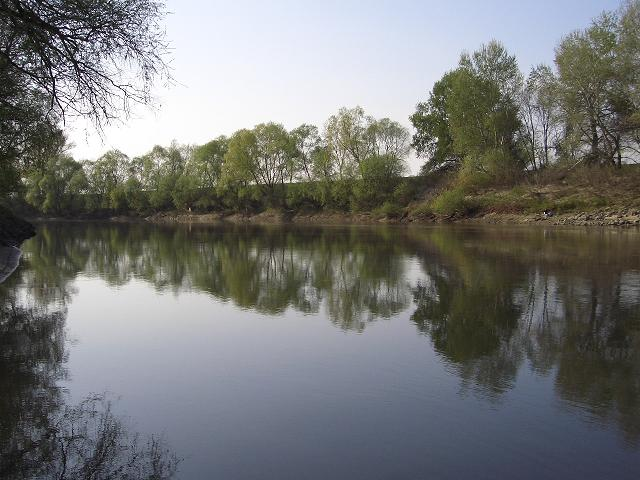
Szamos
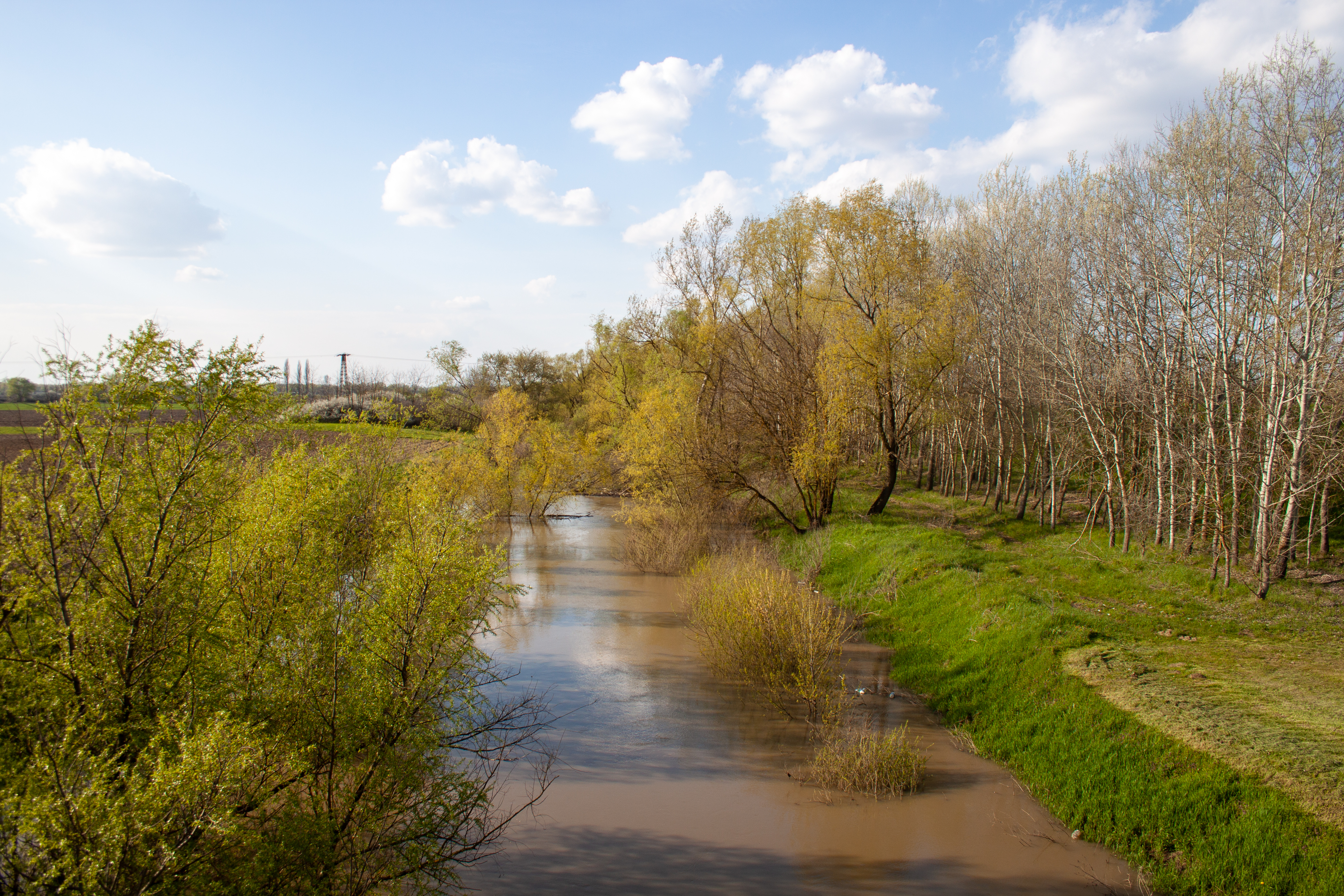
Kraszna
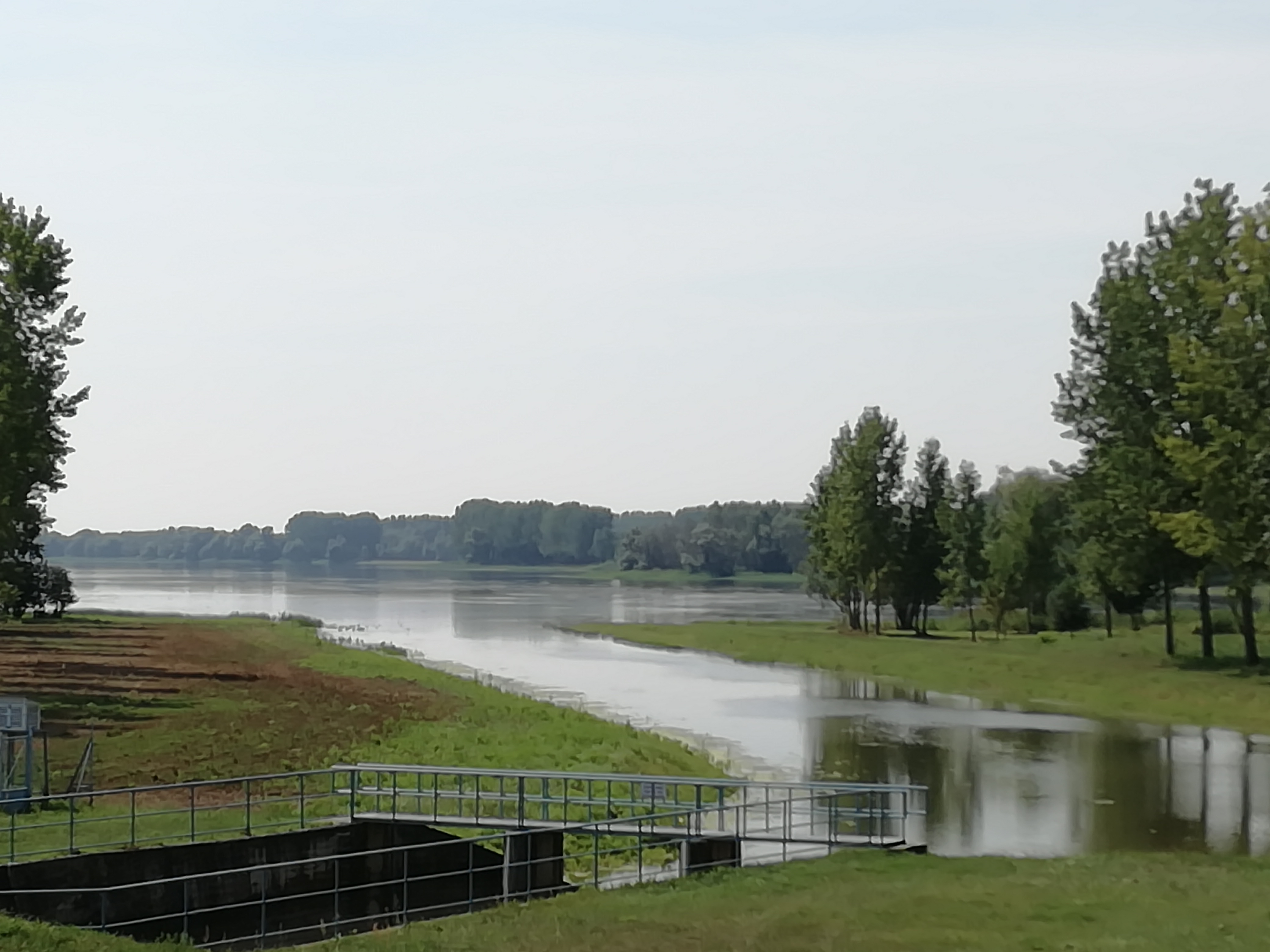
Rétközi-tó
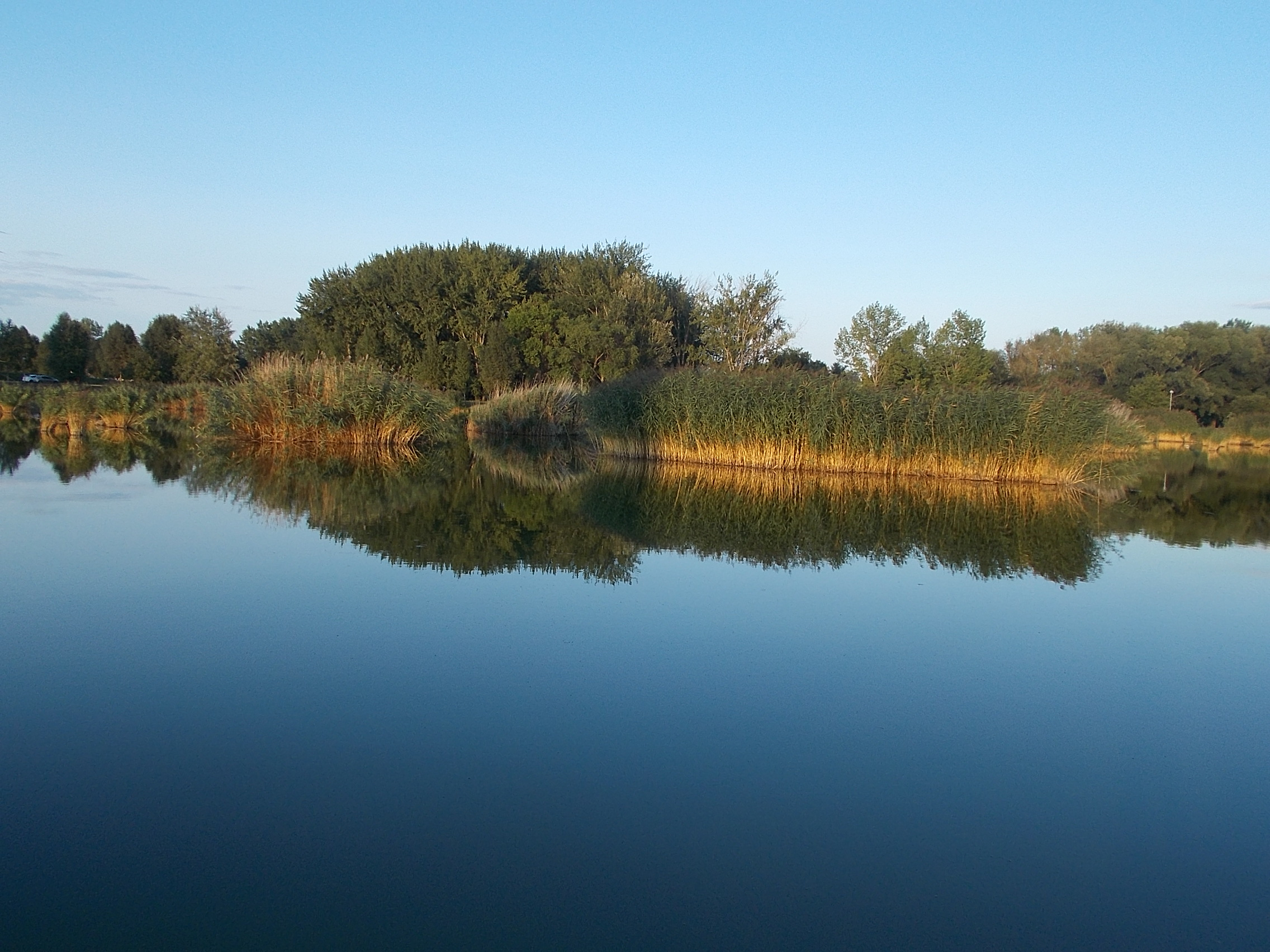
Bujtosi-tó

### Élővilág, természetvédelem

#### Növényvilág
Szabolcs-Szatmár-Bereg vármegye mai képére a kultúrnövényzet, a szántóföldek, gyümölcsösök és kertgazdaságok a jellemzőek. A Felső-Tisza-vidék és a Nyírség agrártájait a félkultúr kaszálók és legelők teszik változatossá. Kisebb-nagyobb foltokban megtalálhatók még az ősi flóra maradványai is, a lápok, mocsarak, ligeterdők és az erdős sztyepp növényzete is. Modern növényföldrajzi felosztás szerint nagyjából a Nyírségense flórajárás és a Samicum flórajárás területével esik egybe.
A Felső-Tisza-vidék a honfoglaláskor és az azt követő századokban ligeterdős táj volt. A folyók és holtágak térségében gazdag hínár-, mocsári és lápi vegetáció élt. A mező- és erdőgazdasági tevékenység, majd a 18-19. századi folyószabályozás és ármentesítés nyomán az ősi tájkép nagy mértékben átalakult. Az eredeti erdők megfogyatkoztak, a szántóföldek, kaszálórétek és ártéri legelők egyre nagyobb területeket foglaltak el. Az egykor erdős-mocsaras vidék döntően mezőgazdasági területté vált, főleg takarmánytermelő és állattenyésztő jelleggel.
A Felső-Tisza-vidéken a legtöbbet a Szatmári- és a Beregi-síkság őrzött meg a természetes növény- és állatvilágból. A tájat átszelő vízfolyások (Tisza, Szamos, Kraszna) mentén a növénytakaró már néhány méteres szintkülönbségek szerint is karakteresen rendeződik. Az élővizekben és egykori folyómedrek maradványaiban a hínártársulások, a nádasok, majd a magassás- és mocsárrétek, a láprétek és az égeres láperdők jellemzőek. A Csaroda határában található – már 1952-ben természetvédelmi területté nyilvánított – tőzegmohalápok (Nyírestó, Babtava és a Navat-patak melléke) különleges botanikai értéket képviselnek. Az égeres láperdőkben a mézgás éger és a magyar kőris a jellegadó, de ritkábban a kocsányos tölgy is előfordul (pl. a Beckereki-erdő Csaroda mellett). A magas ártereken kőris-szil ligetek alakultak ki, s ezekben a kocsányos tölgy, a mezei szil, a magyar kőris és helyenként a szürke nyár az uralkodó fa. Beregdaróc határában az ugyancsak védelem alatt álló Dédai erdőben – talajvíz közeli (1,5 m) helyzetben – a gyertyános-tölgyes foltok mellett a bükk is megjelenik. A kőris-szil ligeterdő legszebb állományai Csaroda, Tarpa, továbbá Fehérgyarmat, Jánkmajtis és Túrricse közelében vannak. A Szatmár-Beregi-síkság kőris-szilligeterdeiben él a Kárpátokban endemikus ritka alhavasi növény, a kárpáti sáfrány is.
Az egykori erdők irtványföldjein legelők és kaszálók jöttek létre. A táj kis szigethegyein (a barabási Tipet és a tarpai Nagy-hegy) cseres-tölgyes erdőrészek és a sztyeppei rét foszlányai élnek, a déli kitettségű lejtőkön pedig szőlőket és gyümölcsösöket telepítettek. A Szatmár-Beregi-síkság jelentős (225 km²-es) részét már 1982-től tájvédelmi körzetté nyilvánították. A Rétközben a kultúrtájfejlődés nyomán ennél is kevesebb maradt meg a múlt természetes növénytakarójából és állatvilágából.
A Nyírség eredetileg erdős sztyeppe volt, kiterjedt lápokkal és mocsarakkal. A 18. századi kéziratos térképek azt bizonyítják, hogy 200 éve még a terület egyharmadát erdők borították. A nyírségi tölgy és pusztai erdők földrajzi megoszlása – a gyakori erdőirtások miatt – már akkor is egyenetlen volt. A táj nyugati fele (pl. a nyíri Mezőség) homokpuszta és kultúrtáj volt.
A Nyírség homokfelszínét tagoló ősfolyóvölgyek és a deflációs mélyedések ("nyírvíz-laposok") a lecsapolás előtt lápos, mocsaras, pangóvizes térségek voltak gazdag élővilággal. A sekély tavakban hínártársulások alakultak ki, amelynek maradványait a kállósemjéni Mohos-tó őrzi.
A növényvilág következő lépcsőit a nádasok, a magassás-társulások, a zsombékosok, a fűz- és nyírlápok, majd a tölgy-szil ligetek alkották. A lápnövényzet a leggazdagabban Bátorligeten maradt fenn, melyet a kállósemjéni Mohos-tó úszólapjával együtt természetvédelem alá helyeztek. Szórványosan a kőris-szil ligeterdők is megtalálhatók (Bátorliget, Fényi-erdő). Ezek a 19. században végrehajtott lecsapolási munkálatok következtében (vagyis a talajvíz leszállása miatt) sokfelé átalakultak gyöngyvirágos tölgyessé (Sóstói-erdő, Baktalórántháza, Fényi-erdő). A gyöngyvirágos tölgyesekben a főszereplő kocsányos tölgy mellett gyakori a mezei szil, a mezei juhar és a rezgő nyár (Bátorliget), de ritkábban előfordul a nyír is (Tornyospálca). A nyírfaállomány rohamos csökkenése is a csatornázásra, a talaj szárazabbá válására vezethető vissza. A Nyírség magasabb homokfelszíneit pusztai tölgyesek és homokpuszta-társulások (pl. csenkesz, ezüstperje) borították.
Az ősi homokpusztarétek és a pusztai tölgyesek degradációja a homoki legelők kialakulásához vezetett (Dél-Nyírség). A szikes tavak (Sóstó, Fehér-szik-tó, Szelkó-tó stb.) környékén kotus és meszes-szódás talajon sótűrő és sókedvelő növénytársulások élnek.

A letelepedett lakosság földszükséglete a honfoglalás óta folyamatosan, de természetesen az utóbbi századokban egyre jelentősebb mértékben természet-átalakító tevékenységgel járt, és ez különösen éreztette hatását a növényvilágra. Az emberi hatásra létrejött változások gyakran újabb, más irányú beavatkozást tettek szükségessé. Az erdők irtása azzal járt, hogy helyenként újra megjelent a felszínen a futóhomok, ami a jégkorszak után, a nagy erdőségek kialakulása előtt jellemezte a tájat. A folyóvizek lecsapolása szikesedéssel járt. Az emberi tevékenység a középkorban először az Ecsedi-láp nagymértékű kiterjedéséhez vezetett várvédelmi okok miatt, majd sor került annak szinte teljes lecsapolására. A futóhomok megkötésére betelepítették az akácot, ami ma már a vármegye – az országos átlagnál egyébként alacsonyabb arányú – faállományának több mint 50%-át adja, és egyre inkább inváziós fajként viselkedik. Az akác térhódítását már a rendszerváltás előtt szükségesnek tartották visszafogni, de helyette a nemes nyár telepítésébe kezdtek, hogy a papíriparnak hazai nyersanyag álljon a rendelkezésére. Ezek a szigorúan négyzetesen telepített nyárfaültetvények azonban hasonlóképpen távol állnak a természetes erdő látványától és természeti szerepétől, mint az akácosok. A természetes élővilág megmaradt szigeteit is a főleg amerikai származású özönnövények erősödő inváziója szorongatja.

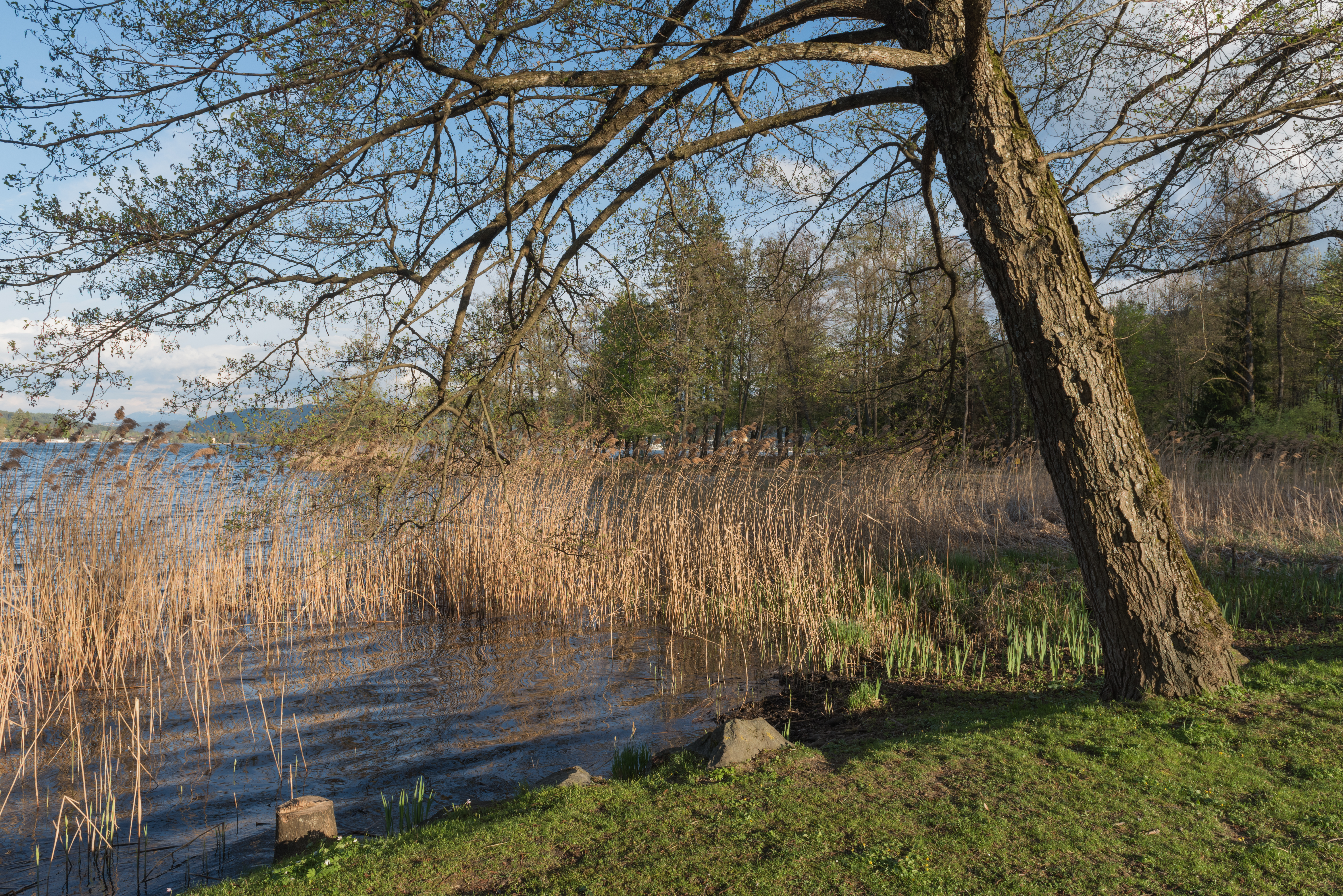
Mézgás éger
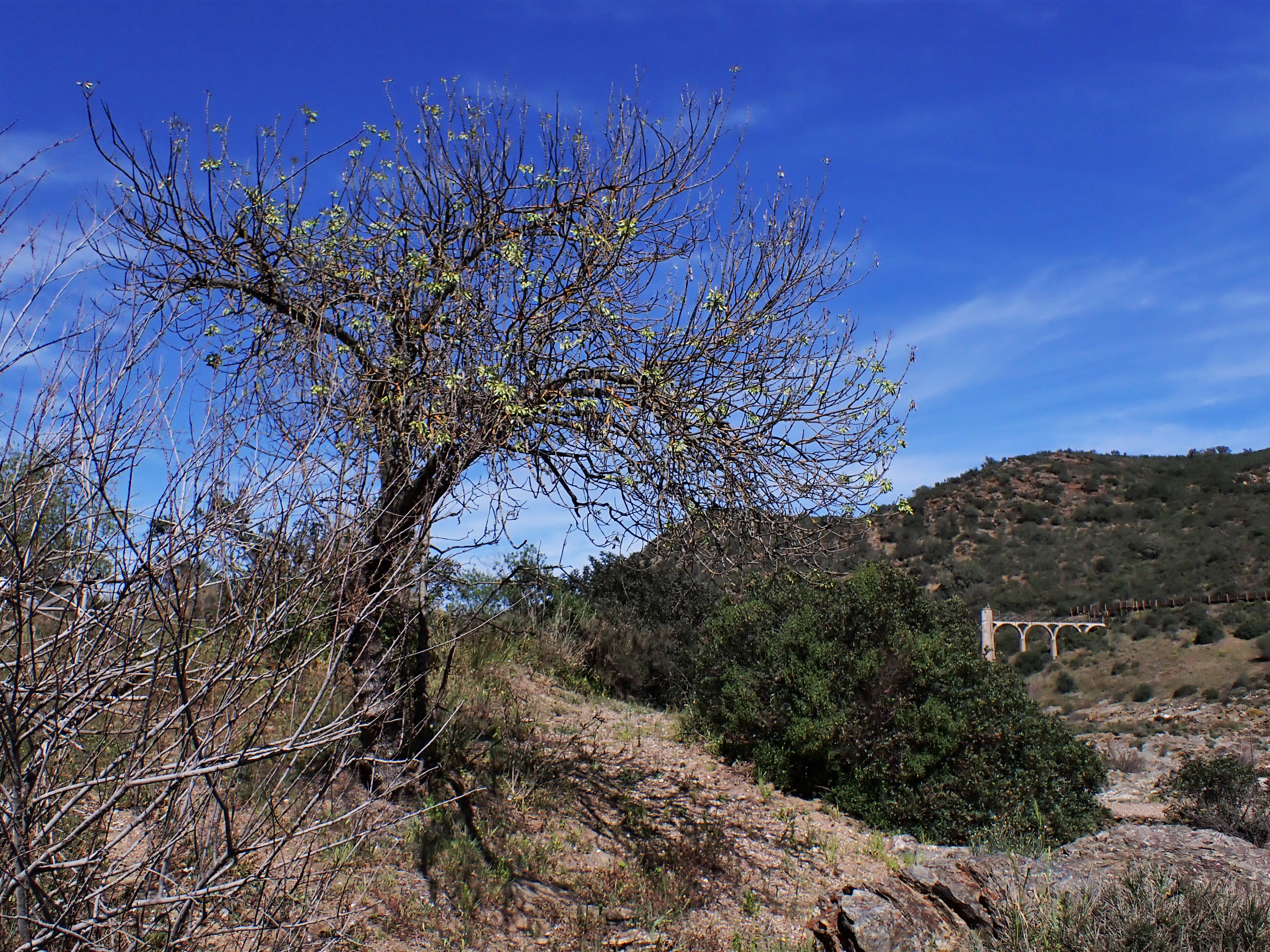
Magyar kőris
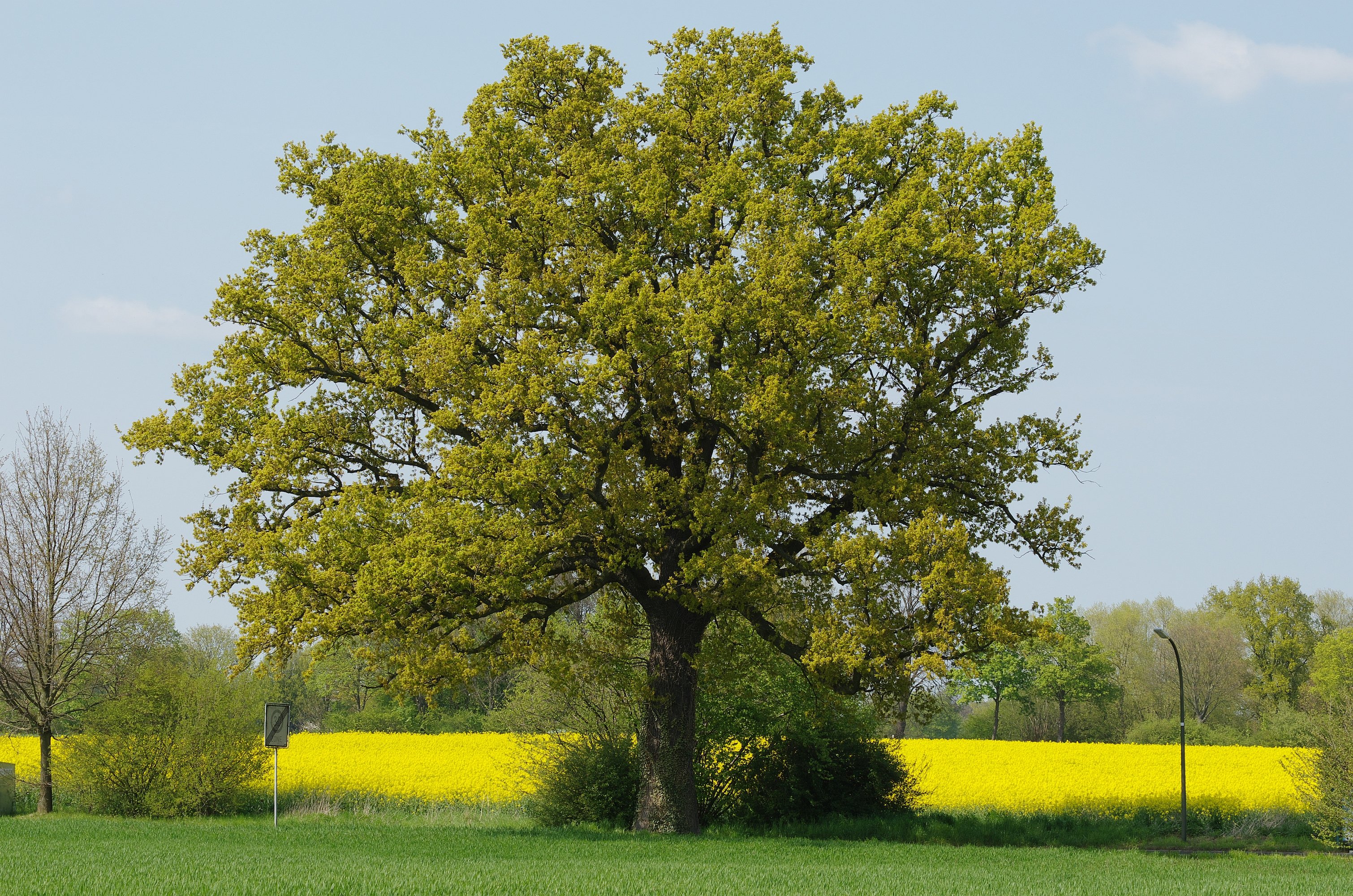
Kocsányos tölgy
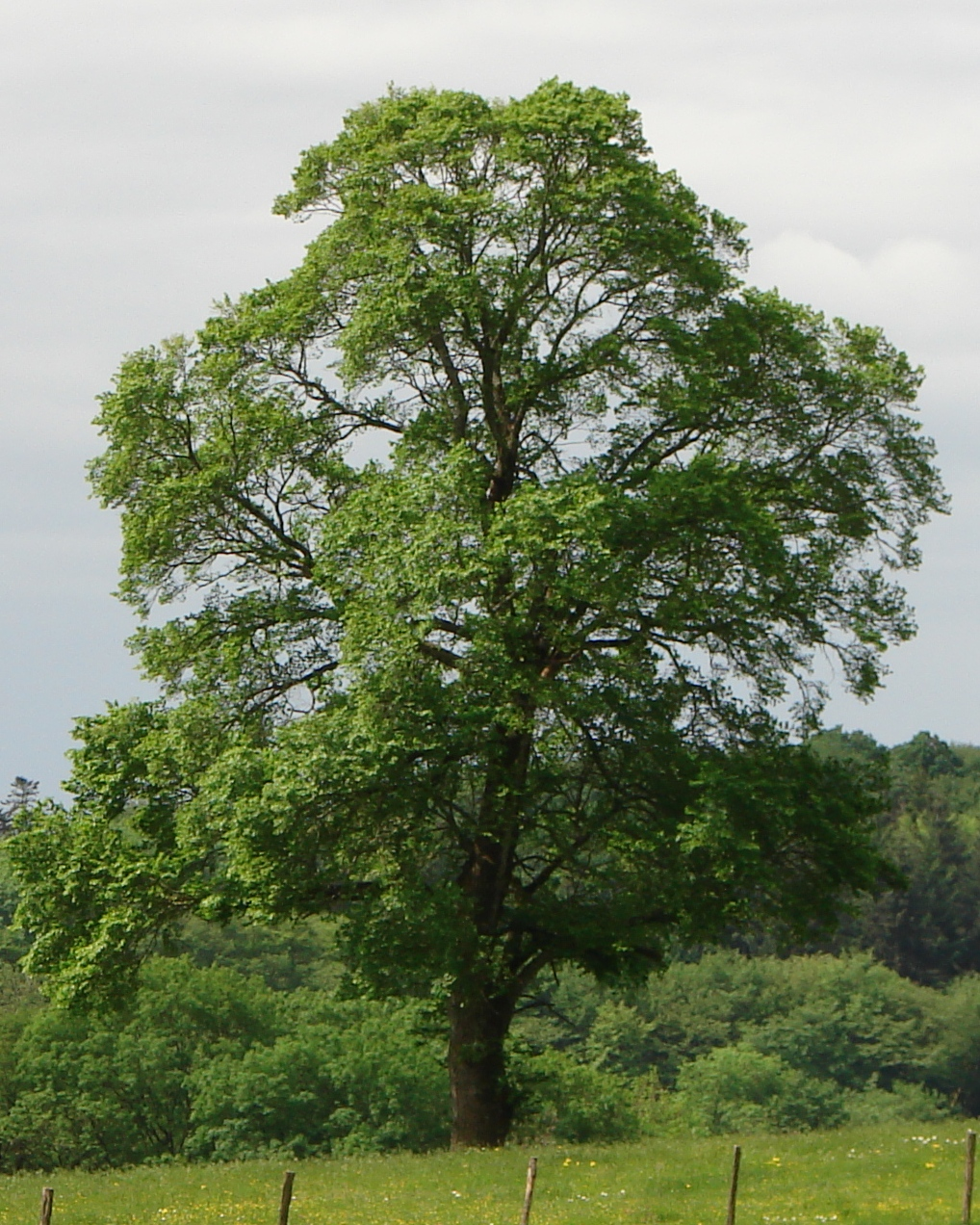
Mezei szil
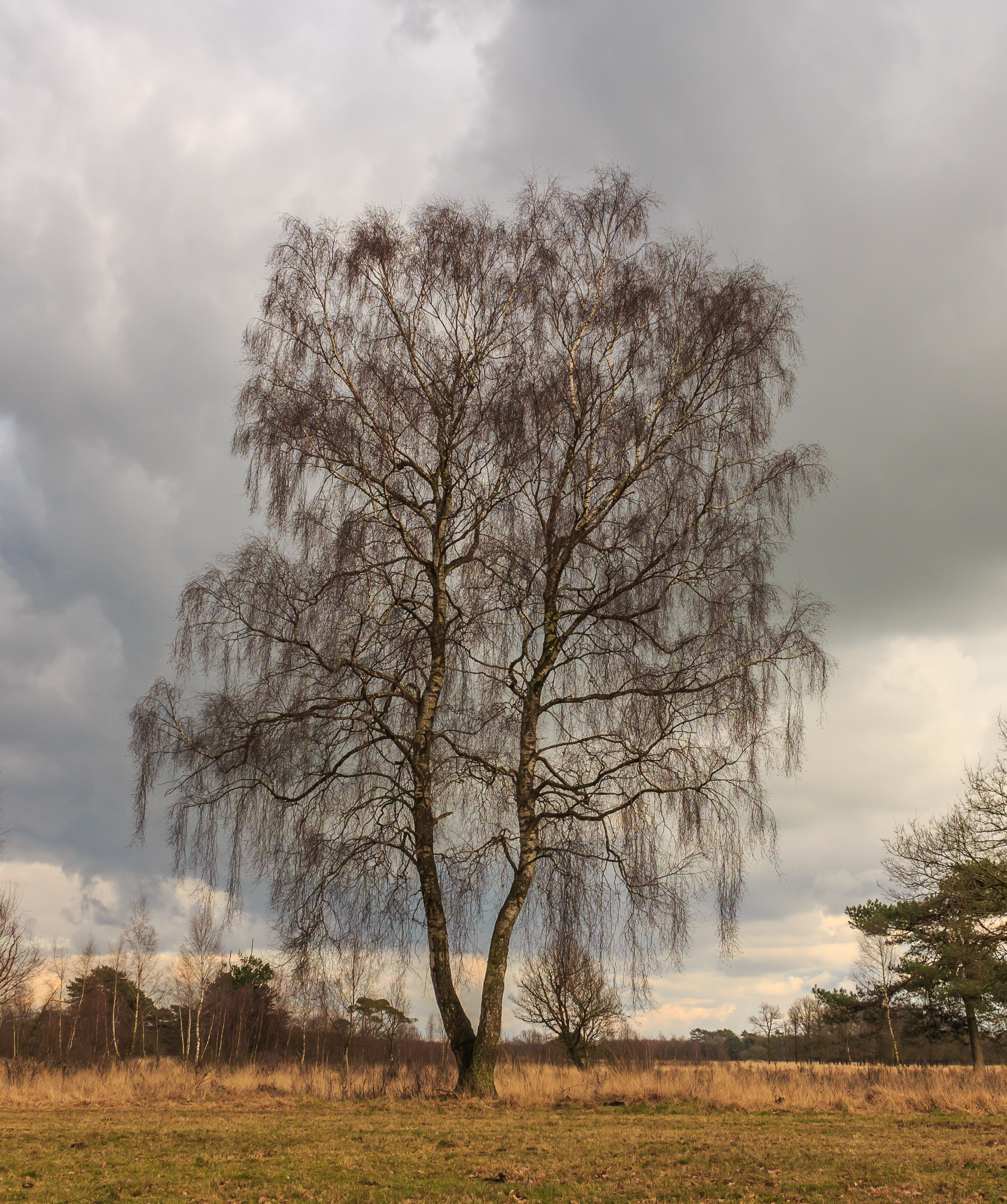
Nyír

#### Állatvilág
Az aktív emberi környezetalakítás előtti állatvilágra a legrégebbi adatok csak a 18-19. századból maradtak fenn (Bél Mátyás, Szirmay Antal munkái). Eszerint a leggyakoribb a dámvad, továbbá az őz és a nyúl volt, de előfordult a szarvas, vaddisznó és medve is. Feljegyezték a farkasfalkák kártevéseit, a vízimadarak sokaságát és a folyóvizek, tavak halbőségét is.
Az élővilág ma Bátorliget térségében a leggazdagabb, ahol a múlt század 80-as éveiben a kutatók 4672 állatfajt figyeltek meg. A vármegyében a 20. század folyamán intenzív vadgazdálkodás indult meg. A Felső-Tisza-vidék és a Nyírség erdőségeinek jelentős vadászati értéke a gímszarvas és az őz, amelyek törzsállománya 100-as illetve 1000-es nagyságrendű. A vaddisznó sokfelé túlszaporodott. A nyúl és a fácán is igen gyakori.
A Felső-Tisza-vidék vizeiben mintegy 45 halfaj előfordulása ismeretes (köztük a ponty, compó, márna, petényi-márna, dévérkeszeg, sügér, fogassüllő, kősüllő). A kétéltűek és hüllők közül említést érdemel a mocsári béka, a tarajos gőte és a pettyes gőte, a hegyi vagy elevenszülő gyík (Csaroda, Bátorliget), a foltos szalamandra (Lónyai- és Bockereki-erdő) és a keresztes vipera (Lónyai-, Bockereki- és Dédai-erdő).

A Tiszavasvári Fehér-szik Természetvédelmi Terület a jelentős madárátvonulások miatt kiemelt természeti értéket képvisel, többek között különféle gémfajták és a kis kócsagok telepeivel.

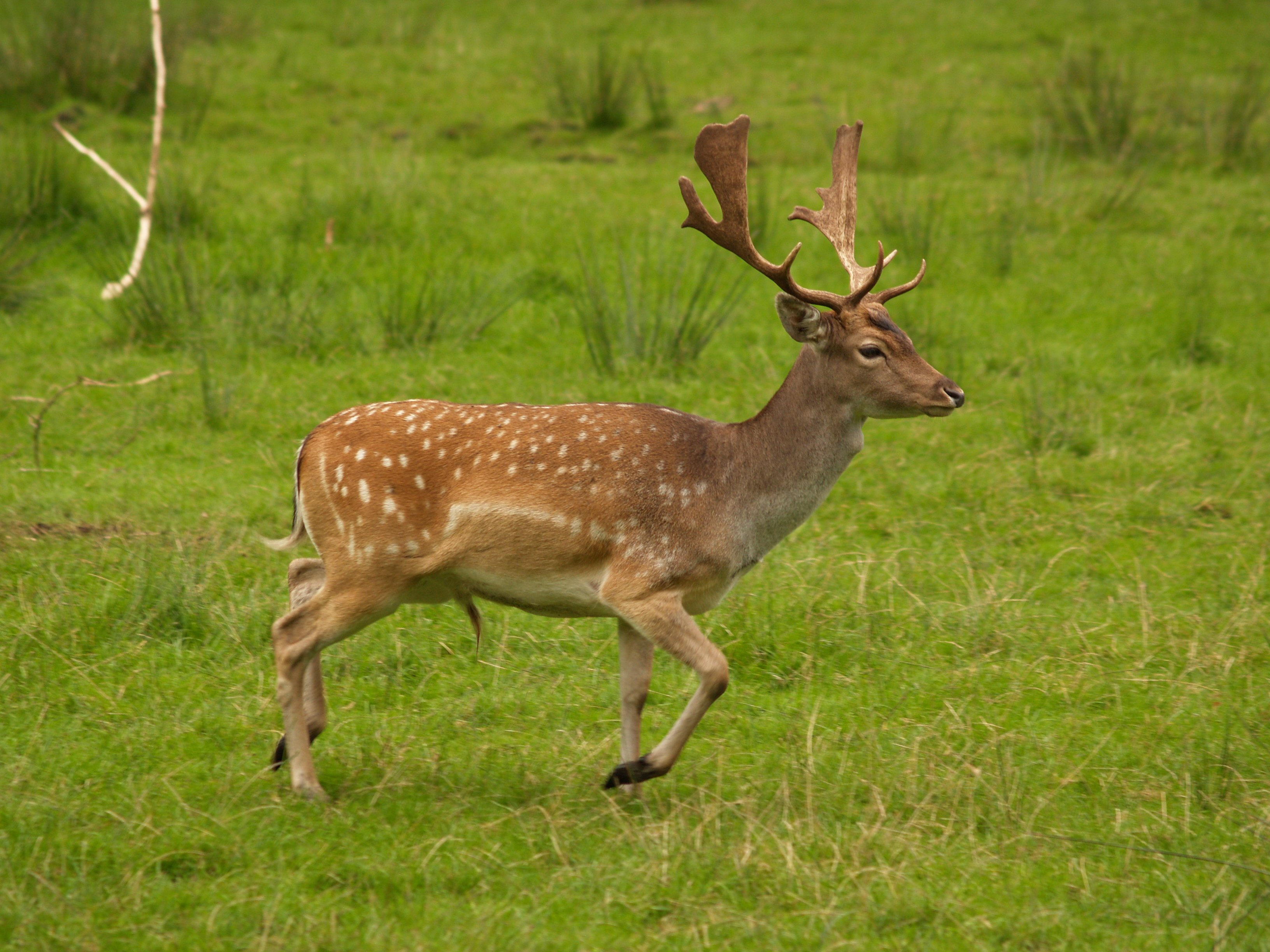
Dámvad
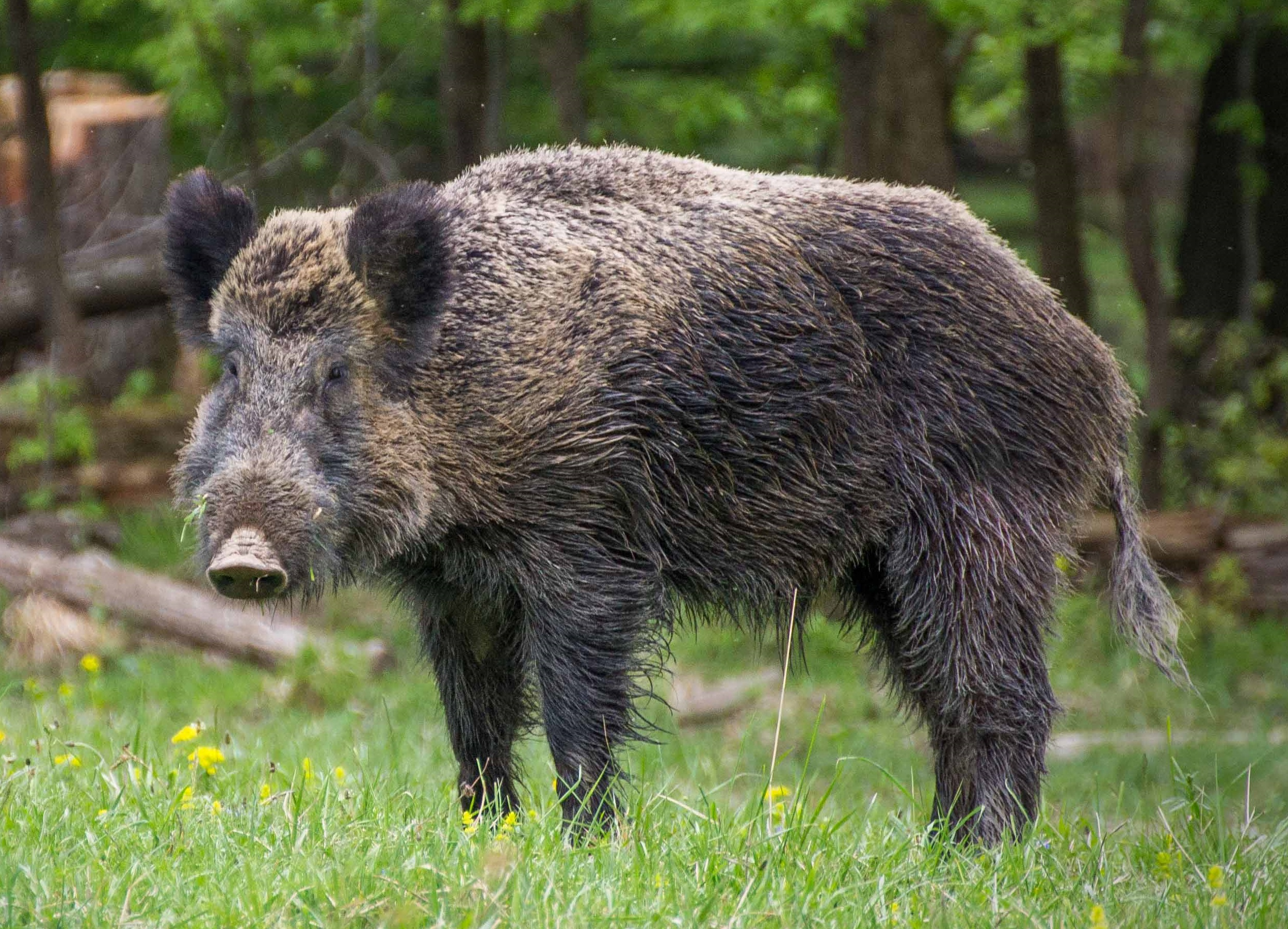
Vaddisznó
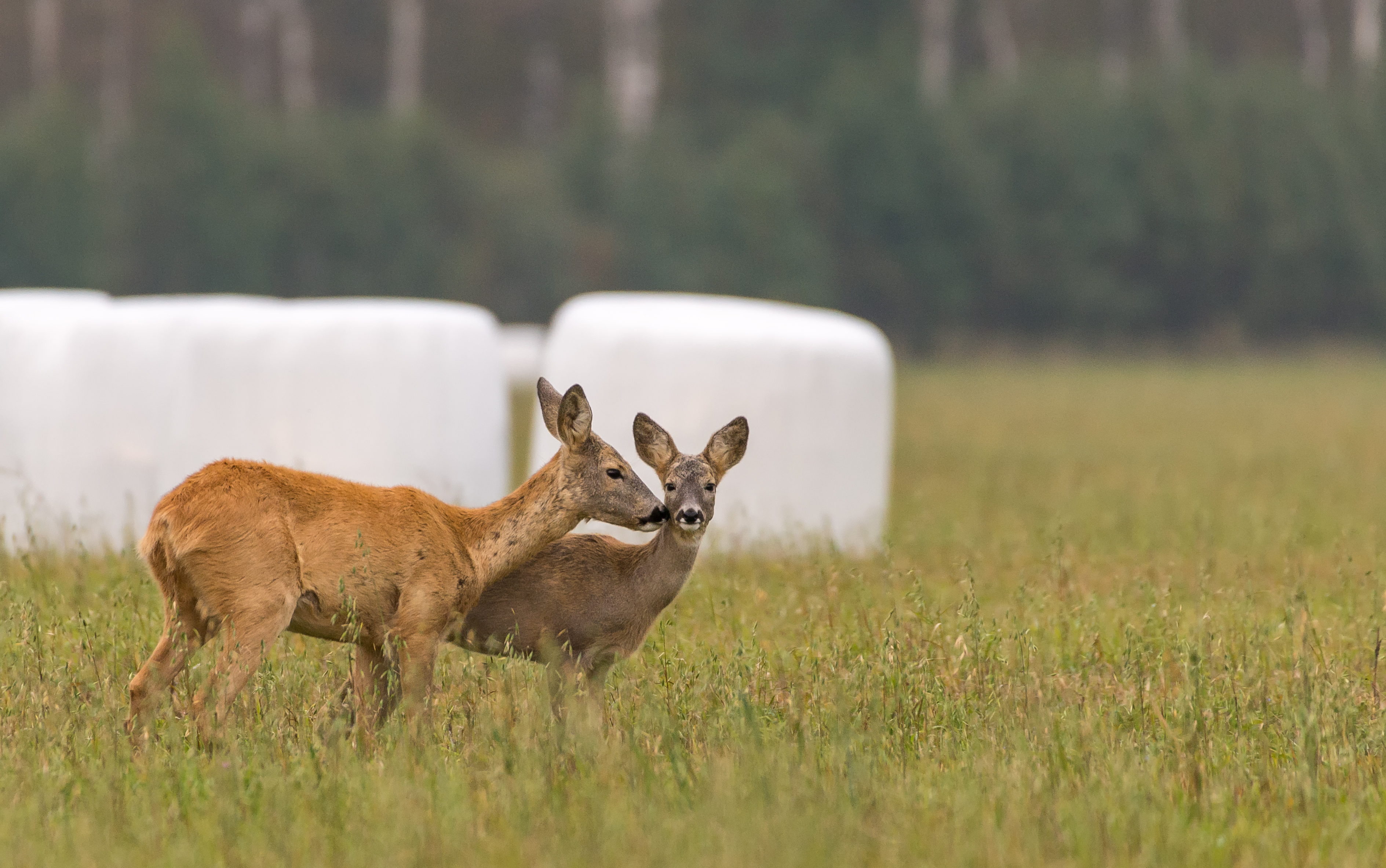
Őz
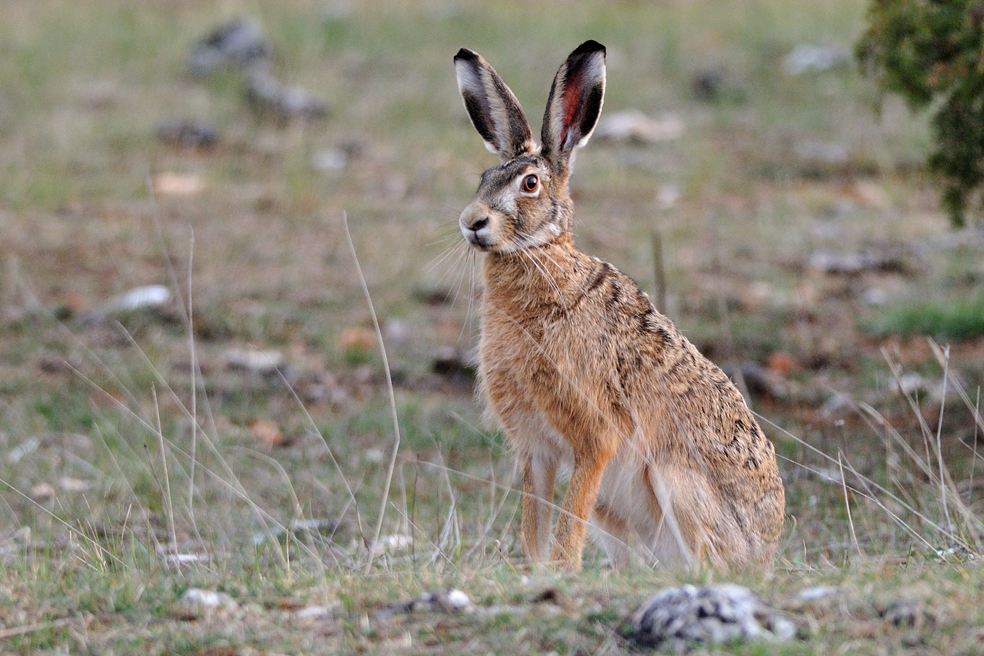
Mezei nyúl
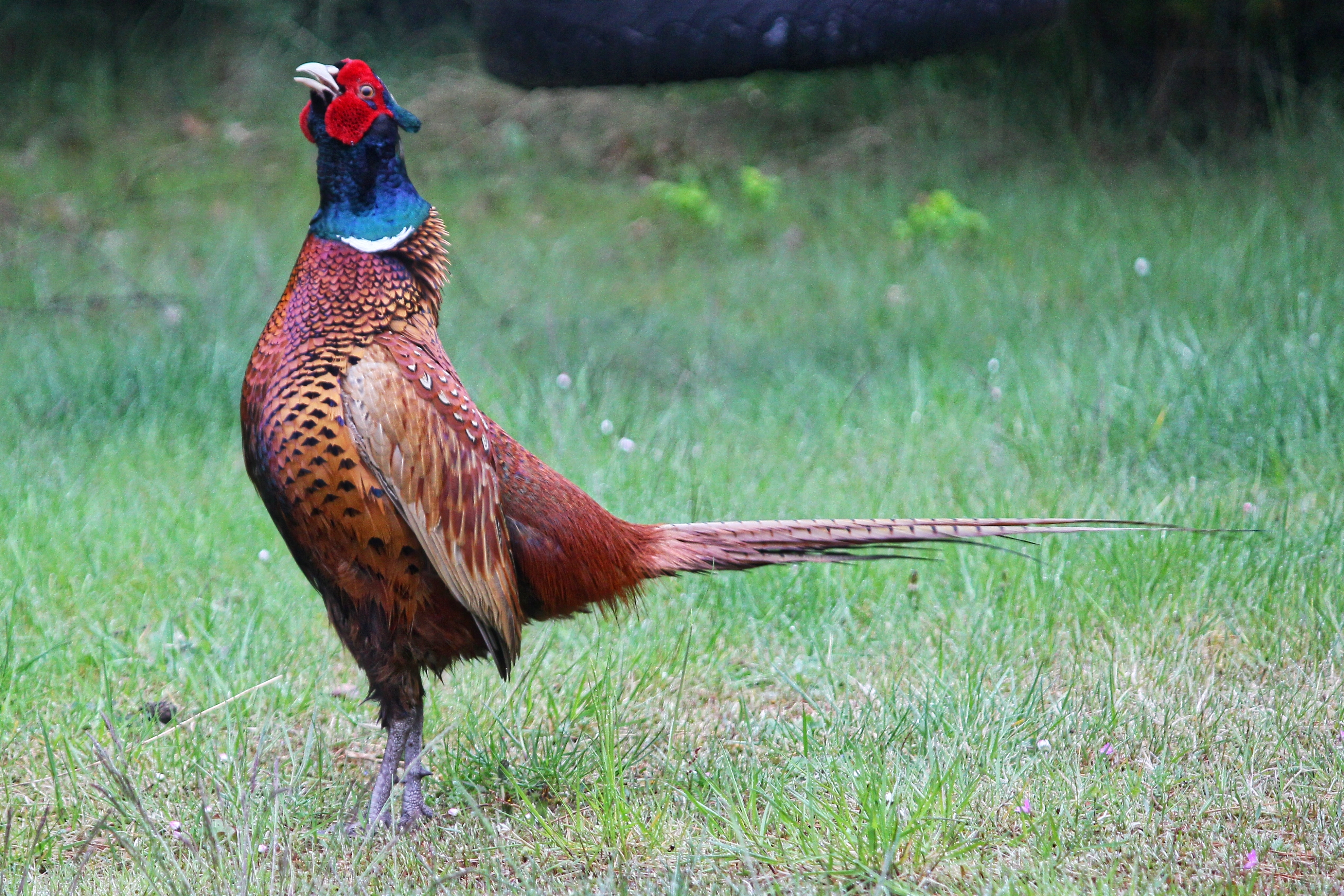
Fácán

### A vármegye jellemző földrajzi pontjai
- Szélső települések égtájak szerint:
  - a megye legészakibb települése Zsurk (Záhonyi kistérség),
  - a megye legdélibb települése Penészlek (Nyírbátori kistérség),
  - a megye legkeletibb települése Garbolc (Fehérgyarmati kistérség),
  - a megye legnyugatibb települése Tiszadob (Tiszavasvári kistérség).
- Tengerszint feletti magasság:
  - legmagasabb pontja a Kaszonyi-hegy (240 m).

## Történelem
Szabolcs-Szatmár-Bereg vármegye története a nevében említett három régi vármegye által képviselt magyarországi régió történetét foglalja magába, beleértve a történelmi Ung és Ugocsa vármegye históriáját is. Földrajzilag a terület a Nagyalföld északkeleti részén a mai Kárpátaljához csatlakozik.
Már az újkőkor embere birtokba vette a terület gazdag természeti erőforrásait. A honfoglalás ezen a tájon kezdődött, a kor leleteinek nagy része itt került elő. Az államalapítás után I. István három királyi vármegyét hozott létre ebben a régióban, Szabolcs, Borsova és Szatmár néven. A török nem hódoltatta meg a területet, de gyakori rablótámadásaival szétzilálta a gazdasági életet. Hasonló hatása volt annak, hogy a vidék egyben a Habsburgok uralta királyi Magyarország és Erdély ütköző zónájában is feküdt, és rendszeresen sarcolták az átvonuló hadak.
A 16. században az itteni megyék a magyarországi reformáció egyik központját adták, majd ettől nem függetlenül, a Habsburg-ellenes függetlenségi harcok bázisai közé tartoztak. A függetlenségi küzdelmek bukása utáni béke idején, a 18. században szerény gazdasági fejlődés indult a térségben.
A 19. század derekán, a jobbágyfelszabadítás és a Tisza szabályozásával együtt járó nagy természetátalakító munkák során alapvetően megváltozott a térség társadalma is. A birtokszerkezet átalakult, a külterjes gazdálkodást folytató új nagybirtokok nem tudták felszívni a fölös munkaerőt. Az elégedetlenség gyakran öltött erőszakos formákat.
A két világháború között sem sikerült javítani az életkörülményeken. Az új háború előtt és annak első szakaszában a bécsi döntések révén jelentősen változott az ország és ezzel a megye területe is, de ez nem volt tartós.
A második világháború után a megyében is megtörtént a kommunista hatalomátvétel. Itt is sor került a mezőgazdaság erőltetett szövetkezetesítésére. Az ipari fejlődés csak az 1960-as években indult meg, addig a megye munkaerő-feleslege az ország más vidékein vett részt a nagy ipari építkezéseken, elvándorlás vagy ingázás révén. A nyolcvanas évek elejére már jelentős létszámú munkásság és első generációs értelmiségi réteg alakult ki a megyében is.

## Közigazgatási beosztás 1950–1990 között

### Járások 1950–1983 között
Az 1950-es megyerendezés előtt Szabolcs megyéhez kilenc járás tartozott: Dadai alsó (székhelye Tiszalök volt), Dadai felső (Gáva), Kisvárdai, Ligetaljai (Nyíradony), Nagykállói, Nyírbaktai (Baktalórántháza), Nyírbátori, Nyírbogdányi (Kemecse) és Tiszai (Mándok). Ugyanakkor Szatmár-Bereg megyéhez négy járás tartozott (Csengeri, Fehérgyarmati, Mátészalkai és Vásárosnaményi). A megyerendezéskor a Ligetaljai járás területét felosztották Szabolcs-Szatmár és Hajdú-Bihar megye között és megszüntették, így az új Szabolcs-Szatmár megyében 1950. március 16-ától tizenkét járás volt.
Az 1950-es járásrendezés során, június 1-jén a Tiszai járást felosztották a Kisvárdai és a Vásárosnaményi járások között. Ugyanekkor a Dadai felső járás is megszűnt, de területéből néhány Nyíregyháza környéki községgel kiegészítve létrehozták az új Nyíregyházi járást. Szintén ekkor igazították az összes járás elnevezését a székhelyéhez. Mindennek következtében a tanácsrendszer bevezetésekor Szabolcs-Szatmár megye tizenegy járásra oszlott (Baktalórántházi, Csengeri, Fehérgyarmati, Kemecsei, Kisvárdai, Mátészalkai, Nagykállói, Nyírbátori, Nyíregyházi, Tiszalöki és Vásárosnaményi).
Ezt követően 1983-ig a tizenegyből öt járás szűnt meg: a Kemecsei (1956-ban), a Csengeri (1969-ben), a Baktalórántházi és a Tiszalöki (1970-ben) végül a Nagykállói (1978-ban). A járások megszűnésekor, 1983 végén tehát a megyéhez hat járás tartozott (Fehérgyarmati, Kisvárdai, Mátészalkai, Nyírbátori, Nyíregyházi és Vásárosnaményi).

### Városok 1950–1983 között

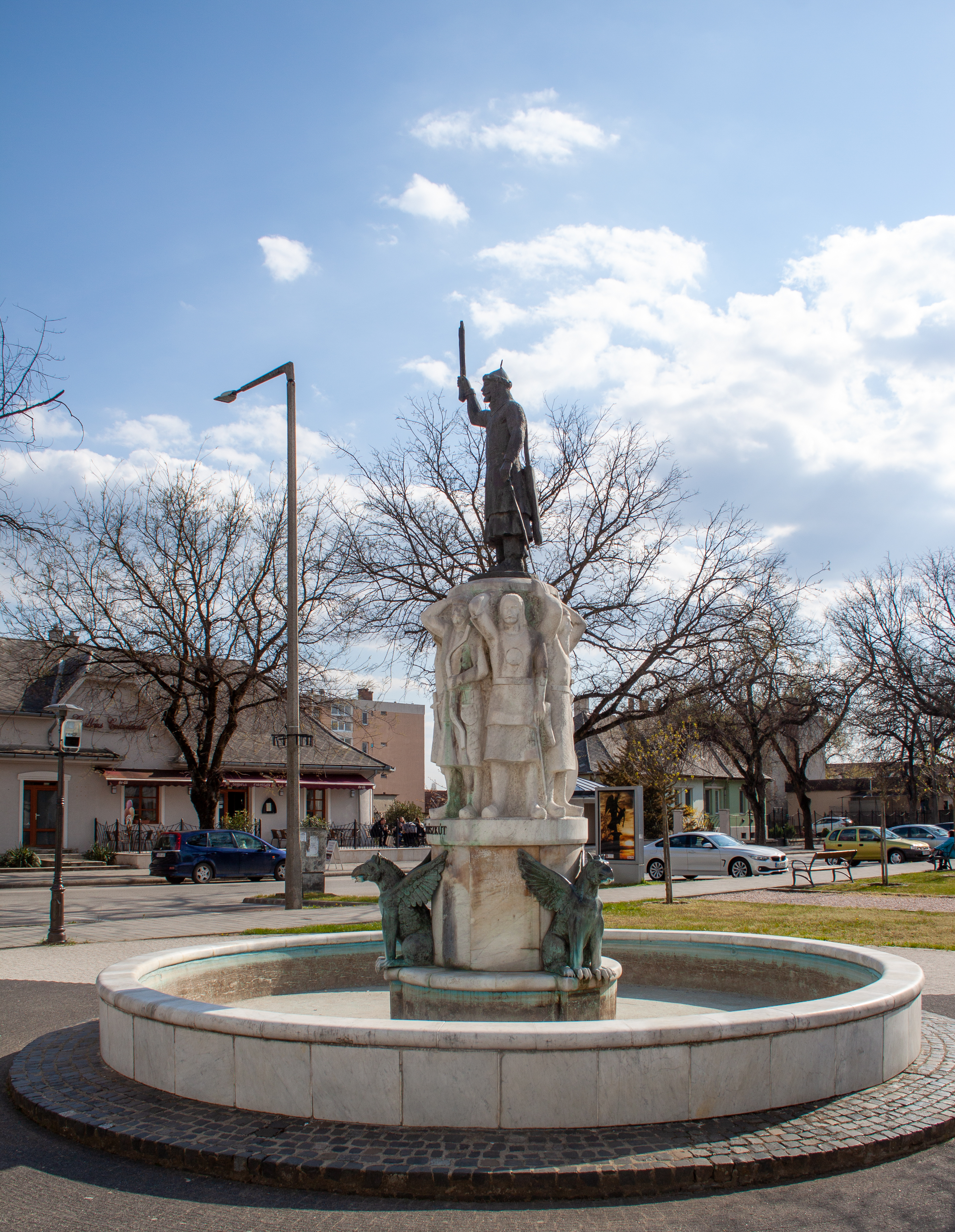
Mátészalka, Hét vezér díszkút (Bíró Lajos alkotása)

Az 1950-es megyerendezéskor Szabolcs megyéhez egy megyei város tartozott, Nyíregyháza, Szatmár-Bereg megyéhez pedig egy sem. 1983-ig öt másik település szerzett városi rangot a megyében: Mátészalka (1969-ben), Kisvárda (1970-ben), Nyírbátor (1973-ban), végül Fehérgyarmat és Vásárosnamény (1978-ban), így 1983-ra a városok száma hatra nőtt.
A tanácsok megalakulásától 1954-ig Nyíregyháza közvetlenül a megyei tanács alá rendelt város volt, 1954 és 1971 között a megye összes városának jogállása járási jogú város volt, azután pedig egyszerűen város.

### Városkörnyékek 1971–1983 között
Szabolcs-Szatmár megye városai közül 1983-ig négy körül alakult városkörnyék: a Kisvárdai, Mátészalkai és Nyírbátori 1977-ben, a Vásárosnaményi pedig 1978-ban. Ezek mindegyike csak a városhoz legszorosabban kapcsolódó községeket foglalta magába, a megye valamennyi városa járási székhely maradt 1983 végéig.

### Városok és városi jogú nagyközségek 1984–1990 között
1984. január 1-jén valamennyi járás megszűnt az országban és a megye valamennyi városa városkörnyékközponttá vált. Ugyanekkor alakult városi jogú nagyközséggé és lett nagyközségkörnyék-központ Tiszavasvári, mely aztán 1986-ban várossá alakult. 1989-ben kapott városi rangot Csenger, Nagykálló és Záhony, de ezek már nem lettek városkörnyékközpontok.
1989-ben Nyíregyháza azon három megyeszékhely között volt, amelyeket az Elnöki Tanács megyei várossá nyilvánított, így 1990-ben, a tanácsrendszer megszűnésekor Szabolcs-Szatmár megyében már tíz város volt, közülük egy megyei város.

## Önkormányzat és közigazgatás

### Vármegyei közgyűlés
A vármegye önkormányzatának legfőbb döntéshozó testülete. Tagjai a választópolgárok által ötévente, az önkormányzati választásokon megválasztott képviselők. A közgyűlés feladatai közé tartozik a megyei fejlesztési tervek, közlekedési, területrendezési és gazdaságfejlesztési programok kidolgozása és elfogadása, valamint az európai uniós források felhasználásának koordinálása. Mivel a vármegyei önkormányzatok nem tartoznak közvetlenül az oktatási, egészségügyi vagy szociális intézmények fenntartásához, inkább stratégiai, területfejlesztési szerepük van. A közgyűlést az elnök vezeti, aki a testület tagjai közül kerül megválasztásra.
A 2019-es magyarországi önkormányzati választáson megválasztott Szabolcs-Szatmár-Bereg megye közgyűlése 25 képviselőből állt, az alábbi pártösszetétellel:
| Párt | Párt                  | Mandátum | 2019-2024 megyei közgyűlés | 2019-2024 megyei közgyűlés | 2019-2024 megyei közgyűlés | 2019-2024 megyei közgyűlés | 2019-2024 megyei közgyűlés | 2019-2024 megyei közgyűlés | 2019-2024 megyei közgyűlés | 2019-2024 megyei közgyűlés | 2019-2024 megyei közgyűlés | 2019-2024 megyei közgyűlés | 2019-2024 megyei közgyűlés | 2019-2024 megyei közgyűlés | 2019-2024 megyei közgyűlés | 2019-2024 megyei közgyűlés | 2019-2024 megyei közgyűlés | 2019-2024 megyei közgyűlés | 2019-2024 megyei közgyűlés | 2019-2024 megyei közgyűlés |
| ---- | --------------------- | -------- | -------------------------- | -------------------------- | -------------------------- | -------------------------- | -------------------------- | -------------------------- | -------------------------- | -------------------------- | -------------------------- | -------------------------- | -------------------------- | -------------------------- | -------------------------- | -------------------------- | -------------------------- | -------------------------- | -------------------------- | -------------------------- |
|      | Fidesz-KDNP           | 18       |                            |                            |                            |                            |                            |                            |                            |                            |                            |                            |                            |                            |                            |                            |                            |                            |                            |                            |
|      | Jobbik-Momentum       | 3        |                            |                            |                            |                            |                            |                            |                            |                            |                            |                            |                            |                            |                            |                            |                            |                            |                            |                            |
|      | MSZP                  | 2        |                            |                            |                            |                            |                            |                            |                            |                            |                            |                            |                            |                            |                            |                            |                            |                            |                            |                            |
|      | Demokratikus Koalíció | 1        |                            |                            |                            |                            |                            |                            |                            |                            |                            |                            |                            |                            |                            |                            |                            |                            |                            |                            |
|      | Összefogás megyénkért | 1        |                            |                            |                            |                            |                            |                            |                            |                            |                            |                            |                            |                            |                            |                            |                            |                            |                            |                            |

A 2024-es magyarországi önkormányzati választáson megválasztott Szabolcs-Szatmár-Bereg vármegye közgyűlése 25 képviselőből áll, az alábbi pártösszetétellel:
| Párt | Párt                  | Mandátum | 2024-2029 vármegyei közgyűlés | 2024-2029 vármegyei közgyűlés | 2024-2029 vármegyei közgyűlés | 2024-2029 vármegyei közgyűlés | 2024-2029 vármegyei közgyűlés | 2024-2029 vármegyei közgyűlés | 2024-2029 vármegyei közgyűlés | 2024-2029 vármegyei közgyűlés | 2024-2029 vármegyei közgyűlés | 2024-2029 vármegyei közgyűlés | 2024-2029 vármegyei közgyűlés | 2024-2029 vármegyei közgyűlés | 2024-2029 vármegyei közgyűlés | 2024-2029 vármegyei közgyűlés | 2024-2029 vármegyei közgyűlés | 2024-2029 vármegyei közgyűlés | 2024-2029 vármegyei közgyűlés |
| ---- | --------------------- | -------- | ----------------------------- | ----------------------------- | ----------------------------- | ----------------------------- | ----------------------------- | ----------------------------- | ----------------------------- | ----------------------------- | ----------------------------- | ----------------------------- | ----------------------------- | ----------------------------- | ----------------------------- | ----------------------------- | ----------------------------- | ----------------------------- | ----------------------------- |
|      | Fidesz-KDNP           | 17       |                               |                               |                               |                               |                               |                               |                               |                               |                               |                               |                               |                               |                               |                               |                               |                               |                               |
|      | Mi Hazánk Mozgalom    | 4        |                               |                               |                               |                               |                               |                               |                               |                               |                               |                               |                               |                               |                               |                               |                               |                               |                               |
|      | Összefogás megyénkért | 2        |                               |                               |                               |                               |                               |                               |                               |                               |                               |                               |                               |                               |                               |                               |                               |                               |                               |
|      | Demokratikus Koalíció | 2        |                               |                               |                               |                               |                               |                               |                               |                               |                               |                               |                               |                               |                               |                               |                               |                               |                               |

### Szabolcs-Szatmár-Bereg Vármegyei Önkormányzat
A vármegyei önkormányzat területi önkormányzat, jogi személy, melynek feladatait és hatáskörét a közgyűlés látja el. A vármegyei önkormányzat képviselő-testülete a közgyűlés. A vármegyei testületek és tisztségviselők munkáját vármegyei önkormányzati hivatal segíti, melynek feladata a döntések szakmai előkészítése, valamint a döntések végrehajtásának szervezése és ellenőrzése.
| Tag: | Tag:                          | Párt                                    |                                         |
| ---- | ----------------------------- | --------------------------------------- | --------------------------------------- |
| 1    | Seszták Oszkár                | Fidesz-KDNP                             | a közgyűlés elnöke                      |
| 2    | Baracsi Endre                 | Fidesz-KDNP                             | a közgyűlés alelnöke                    |
| 3    | Gál Zoltán                    | a közgyűlés nem közgyűlési tag alelnöke | a közgyűlés nem közgyűlési tag alelnöke |
| 4    | Bakó József                   | Mi Hazánk                               |                                         |
| 5    | Bakti János                   | Fidesz-KDNP                             |                                         |
| 6    | Czirják Mihály                | DK                                      |                                         |
| 7    | Dócs Attila                   | Fidesz-KDNP                             |                                         |
| 8    | Farkas Ernő                   | Fidesz-KDNP                             |                                         |
| 9    | Filep Sándor                  | Fidesz-KDNP                             |                                         |
| 10   | Gosztola Zoltánné             | Fidesz-KDNP                             |                                         |
| 11   | Gyügyei Éva                   | Fidesz-KDNP                             |                                         |
| 12   | Dr. Helmeczy László           | Összefogás Megyénkért                   |                                         |
| 13   | Kerekes Miklós                | Fidesz-KDNP                             |                                         |
| 14   | Kiss András                   | Fidesz-KDNP                             |                                         |
| 15   | Kiss Ernő                     | Fidesz-KDNP                             |                                         |
| 16   | Kovács Dániel Sándor          | Fidesz-KDNP                             |                                         |
| 17   | Lipők Sándor Zoltán           | Fidesz-KDNP                             |                                         |
| 18   | Makai Tamás                   | Fidesz-KDNP                             |                                         |
| 19   | Pálosi László                 | Fidesz-KDNP                             |                                         |
| 20   | Paré Attila                   | Mi Hazánk                               |                                         |
| 21   | Radvánszki Ágnes              | Mi Hazánk                               |                                         |
| 22   | Sárosy Zoltán                 | DK                                      |                                         |
| 23   | Dr. Simonné Dr. Rizsák Ildikó | Fidesz-KDNP                             |                                         |
| 24   | Sztolyka Zoltán               | Fidesz-KDNP                             |                                         |
| 25   | Váradi Barna                  | Mi Hazánk                               |                                         |
| 26   | Dr. Veres János               | Összefogás Megyénkért                   |                                         |

### Járások
Szabolcs-Szatmár-Bereg vármegye járásainak főbb adatai a 2013. július 15-ei (akkor még megyei) közigazgatási beosztás szerint az alábbiak:
| Sorszám | Járás neve             | Székhely        | Település | Ebből város | Népesség (2013. január 1.) | Terület (km²) | Népsűrűség (fő/km²) |
| ------- | ---------------------- | --------------- | --------- | ----------- | -------------------------- | ------------- | ------------------- |
| 1       | Baktalórántházai járás | Baktalórántháza | 12        | 1           | 19 521                     | 254,47        | 77                  |
| 2       | Csengeri járás         | Csenger         | 11        | 1           | 13 839                     | 246,51        | 56                  |
| 3       | Fehérgyarmati járás    | Fehérgyarmat    | 50        | 1           | 38 363                     | 707,37        | 54                  |
| 4       | Ibrányi járás          | Ibrány          | 8         | 2           | 23 850                     | 304,91        | 78                  |
| 5       | Kemecsei járás         | Kemecse         | 11        | 2           | 22 185                     | 246,41        | 90                  |
| 6       | Kisvárdai járás        | Kisvárda        | 23        | 3           | 57 050                     | 523,09        | 109                 |
| 7       | Mátészalkai járás      | Mátészalka      | 26        | 3           | 64 810                     | 624,7         | 104                 |
| 8       | Nagykállói járás       | Nagykálló       | 8         | 2           | 30 430                     | 377,36        | 81                  |
| 9       | Nyírbátori járás       | Nyírbátor       | 20        | 3           | 43 557                     | 695,94        | 63                  |
| 10      | Nyíregyházi járás      | Nyíregyháza     | 15        | 4           | 166 684                    | 809,61        | 206                 |
| 11      | Tiszavasvári járás     | Tiszavasvári    | 6         | 2           | 27 306                     | 381,61        | 72                  |
| 12      | Vásárosnaményi járás   | Vásárosnamény   | 28        | 2           | 36 689                     | 617,94        | 59                  |
| 13      | Záhonyi járás          | Záhony          | 11        | 2           | 19 369                     | 145,95        | 133                 |

### Országgyűlési képviselők
Magyarországon az országgyűlési választások során az ország területét egyéni választókerületekre osztják, és mindegyik kerületnek egy képviselője van a parlamentben, akit közvetlenül választanak. Az egyéni választókerületek országgyűlési képviselői tehát azok a politikusok, akik egy-egy adott földrajzi terület választópolgárait képviselik az Országgyűlésben.
Az egyéni választókerületek képviselői általában valamelyik párt jelöltjei, de független képviselők is indulhatnak a választáson. A választókerületek képviselői meghatározó szereplők, mivel közvetlen kapcsolatban állnak választóikkal, és elsősorban az adott terület helyi érdekeit képviselik az országos politikai döntéshozatalban.
| Választókerület                  | Választókerület          | Országgyűlési képviselő | Párt | Párt        |
| -------------------------------- | ------------------------ | ----------------------- | ---- | ----------- |
| Szabolcs-Szatmár-Bereg 01. OEVK  | Székhelye: Nyíregyháza   | Szabó Tünde             |      | Fidesz–KDNP |
| Szabolcs-Szatmár-Bereg 02. OEVK. | Székhelye: Nyíregyháza   | Vinnai Győző            |      | Fidesz–KDNP |
| Szabolcs-Szatmár-Bereg 03. OEVK. | Székhelye: Kisvárda      | Seszták Miklós          |      | Fidesz–KDNP |
| Szabolcs-Szatmár-Bereg 04. OEVK. | Székhelye: Vásárosnamény | Tilki Attila            |      | Fidesz–KDNP |
| Szabolcs-Szatmár-Bereg 05. OEVK. | Székhelye: Mátészalka    | Kovács Sándor           |      | Fidesz–KDNP |
| Szabolcs-Szatmár-Bereg 06. OEVK. | Székhelye: Nyírbátor     | Simon Miklós            |      | Fidesz–KDNP |

## Népesség
A vármegye hagyományosan az ország "népességellátójának" tekinthető, ugyanis a vitális, jó népmozgalmi arányszámokkal rendelkező (korábbi) mezőgazdasági népesség (református és katolikus egyaránt) főleg az 1950-es évektől (a mezőgazdaság modernizációját követően) tömegesen vándorolt az ország iparosodó megyéibe (főleg a szomszédos Borsodba), és – az országban a legkevésbé vitális népességének köszönhetően az 1960-as évektől egyre inkább demográfiai vákuumba került – Budapestre, biztosítva ezáltal a megfelelő számú munkaerőt ezen térségek számára.

### Nemzetiségek
Szabolcs-Szatmár-Bereg vármegye lakóinak nemzetiségi összetétele 2011-ben
A magyar többségen kívül a megye főbb kisebbségi csoportjai a romák (kb. 44 000 fő), a németek (kb. 2 000 fő) és az ukránok (kb. 1 000 fő).
A teljes népesség (2011-es népszámlálás szerint): 559 272 fő
Etnikai csoportok (2011-es népszámlálás szerint):
- Magyarok: 476 256 fő (90,55%)
- Romák: 44 133 fő (8,40%)
- Egyéb és meghatározhatatlan: 5 569 fő (1,06%)

Az adott térség etnikai összetétele sokszínű, bár a lakosság jelentős része magyar nemzetiségű. A 2011-es népszámlálás adatai alapján a megye 559,272 fős lakosságából 476,256 fő (90,55%) vallotta magát magyarnak. Ez egyértelművé teszi, hogy a magyar közösség alkotja a domináns csoportot.
A legnagyobb kisebbséget a roma közösség képviseli, melyhez 44,133 fő (8,40%) tartozik. A romák a térség társadalmi és kulturális életében is fontos szerepet töltenek be, különösen a déli határ menti részeken és néhány városi körzetben.
A német nemzetiségűek száma megközelítőleg 2,000 fő, akik a lakosság 0,36%-át teszik ki. Jelenlétük történelmi gyökerekre vezethető vissza, mivel a 18. században számos német telepes érkezett a régióba.
A megye ukrán közössége kisebb, körülbelül 1,000 főt számlál. Történelmileg az ukránok a keleti határ közelsége miatt telepedtek meg itt, és ma is őrzik kulturális identitásukat. Ugyanakkor ez az orosz-ukrán háború következtében gyökeresen megváltozott, sokezer ukrán nemzetiségű állampolgár menekült el a szomszédos országból. Sokan a vármegyeszékhely, illetve a nagyobb városok környékén telepdtek le.
A fennmaradó 5,569 fő (1,06%) egyéb kisebbségekhez tartozik vagy nem határozta meg etnikai hovatartozását. Ide sorolhatók például szlovák, szerb, román vagy más nemzetiségek tagjai. Emellett a népszámlálás során mintegy 66,000 fő nem nyilatkozott etnikai hovatartozásáról, ami a lakosság közel 12%-át jelenti.

### Vallás
Szabolcs-Szatmár-Bereg vármegye lakóinak vallási összetétele 2022-ben
Szabolcs-Szatmár-Bereg vármegye vallási összetétele színes képet mutat, amelyben a keresztény vallások dominálnak, de más vallási hovatartozású és nem vallásos lakosok is jelen vannak.
A legnagyobb vallási közösséget a reformátusok alkotják, akik a lakosság 44,6%-át teszik ki. Ez a vallási arány a térség történelmi gyökereit és református hagyományait tükrözi, amelyek hosszú időre nyúlnak vissza, különösen a vidéki területeken. A reformáció hatásai a Hajdúság mellett itt érvényesült a leginkább.
A római katolikusok a második legnagyobb csoportot alkotják, a lakosság 21,1%-ával. A katolikus közösség évszázadokon át jelentős szerepet játszott a térség vallási és kulturális életében, különösen a nagyobb városokban és környékükön.
A görögkatolikus közösség a lakosság 17,1%-át képviseli. Tagjai jelentős részben rutén és észak-erdélyi román származású, de mára elmagyarosodott családok leszármazottai. Ez a felekezet különösen fontos a megye északkeleti részén jelentős, ahol erős kulturális és vallási gyökerekkel rendelkezik.
Az evangélikus valláshoz tartozók aránya 2,4%. Ez a csoport elsősorban a 18. században Nyíregyházára és környékére betelepült tirpákok leszármazottaiból áll, akik máig őrzik evangélikus hagyományaikat.
A zsidó közösség, amely egykor jelentős volt a térségben, mára csak töredékében maradt fenn. Egyéb vallásokhoz tartozók és kisebb felekezetek, például ortodoxok, baptisták vagy muszlimok, szintén jelen vannak, de nagyon alacsony létszámmal.

A lakosság körülbelül 20%-a nem adott választ vallási hovatartozására, ami jelentős arányt képvisel. Ez a csoport ateistákból, agnosztikusokból és azokból állhat, akik nem kívánták feltüntetni vallási meggyőződésüket. Ez az adat a vallási élet összetettségére és változatosságára is rámutat a térségben.

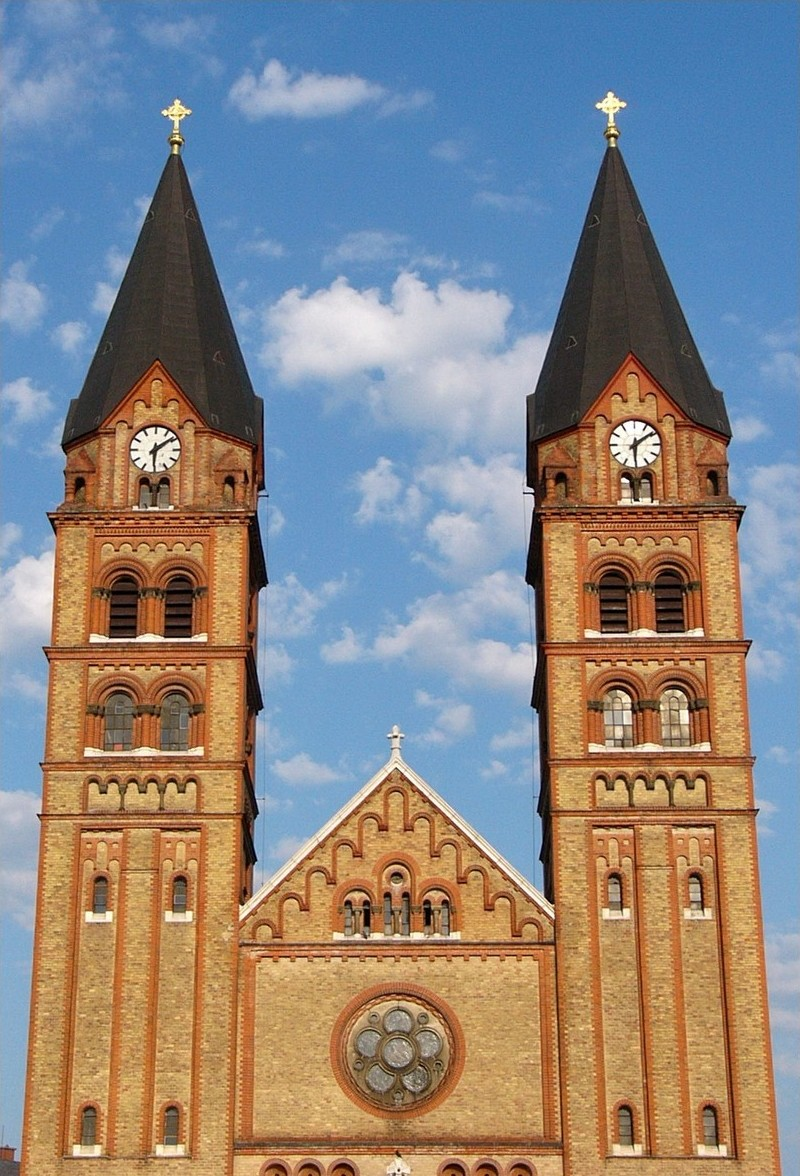
A nyíregyházai Magyarok Nagyasszonya-társszékesegyház
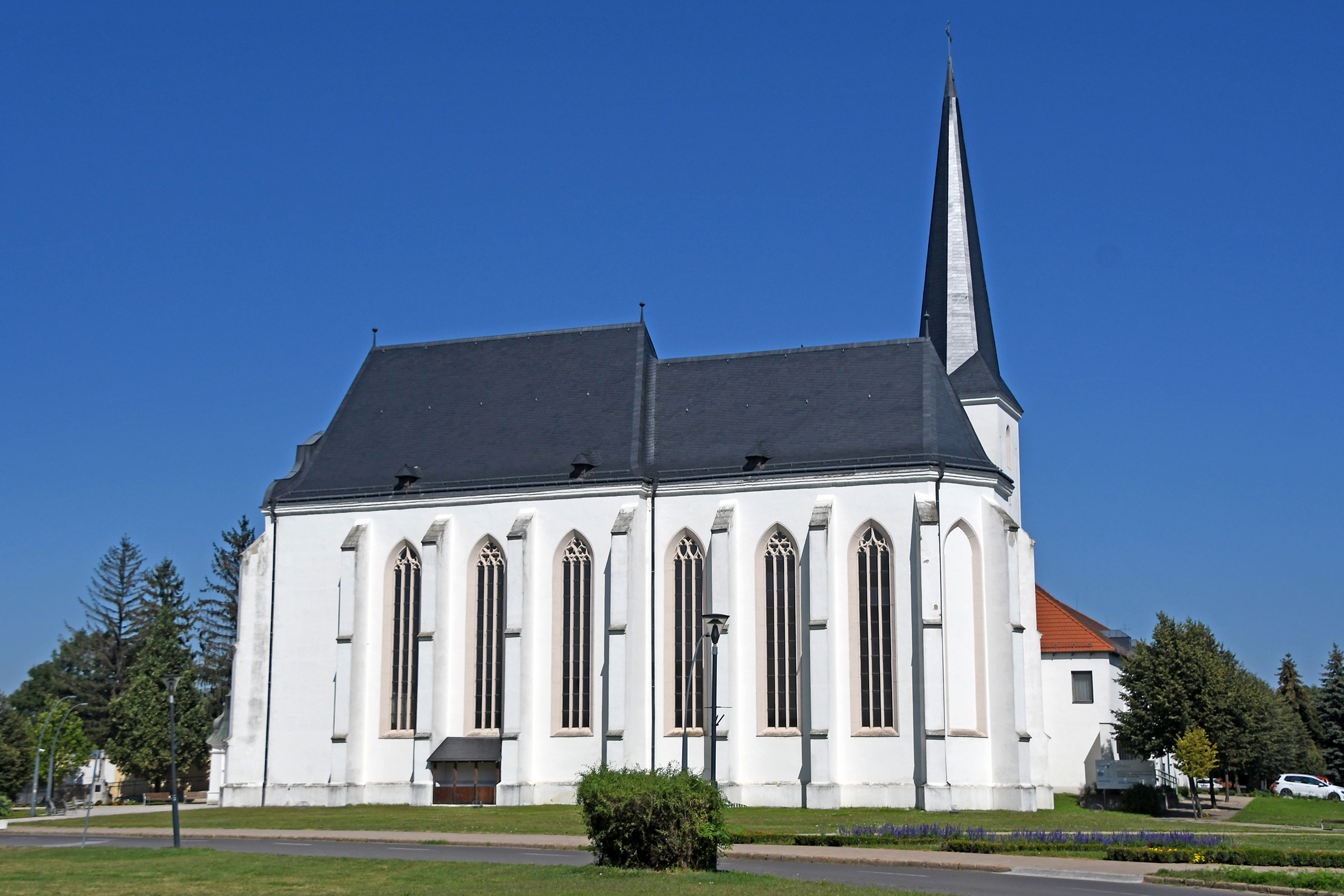
A nyírbátori Minorita templom
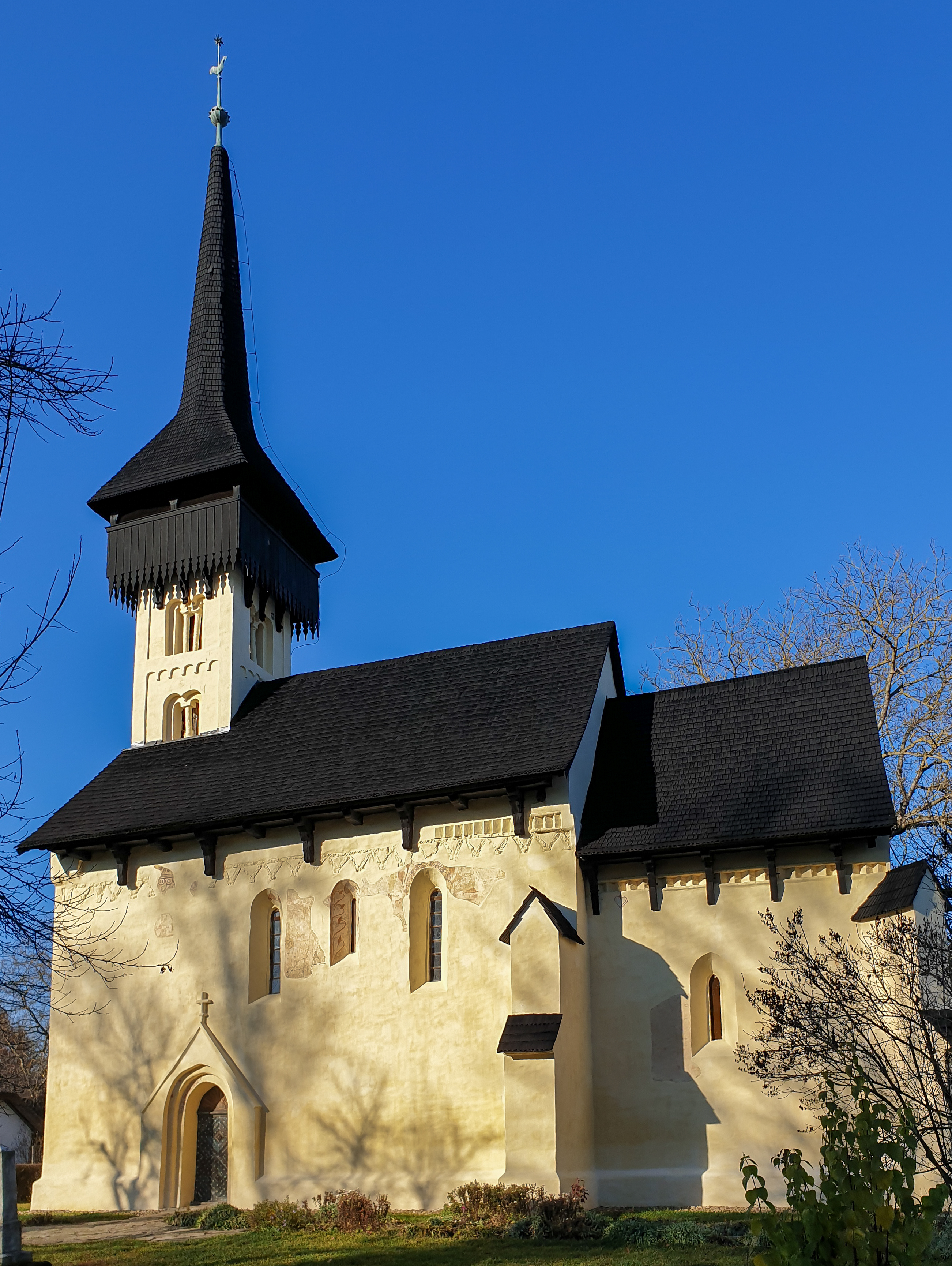
A csarodai református templom
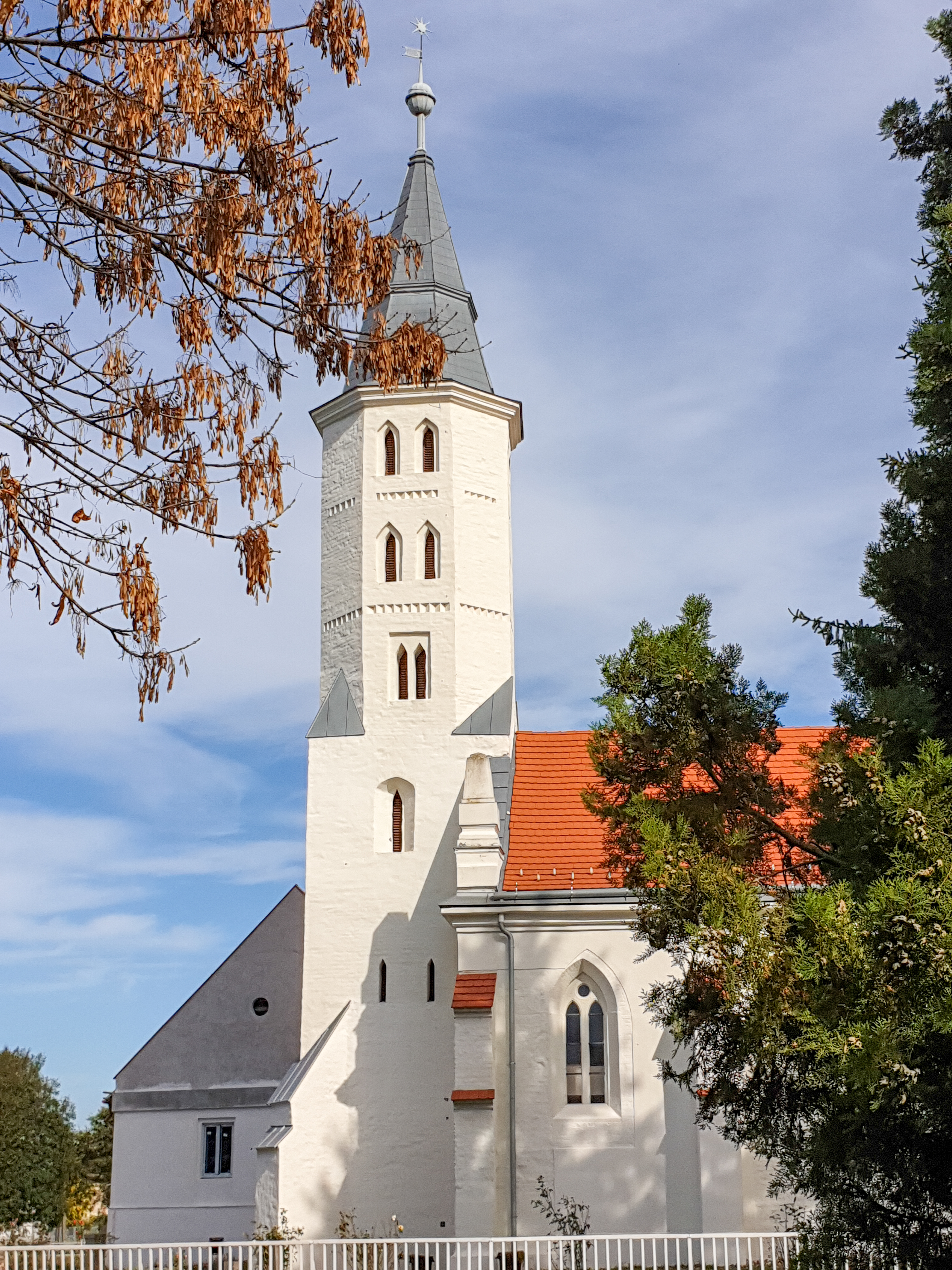
A gacsályi református templom
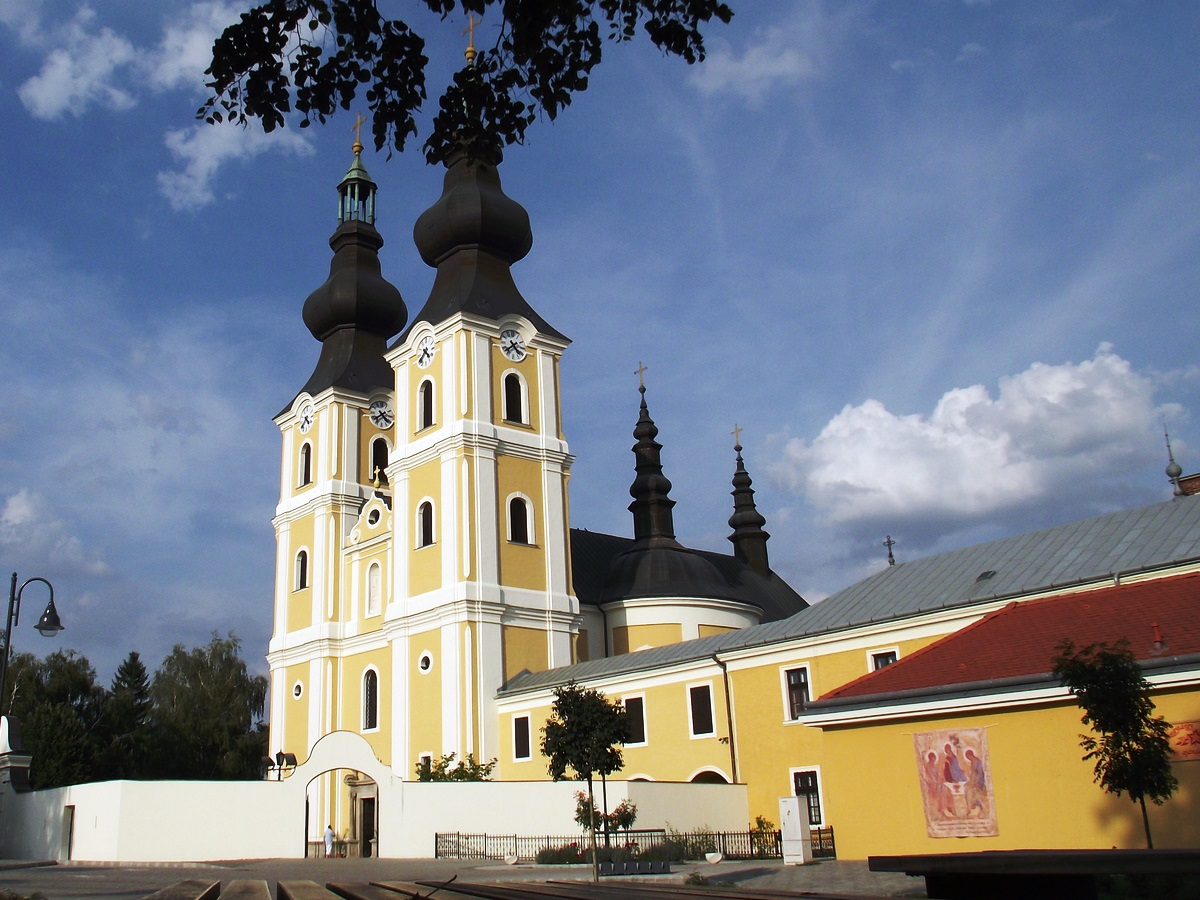
A máriapócsi Szent Mihály-templom

## Gazdaság

#### A vármegye legnagyobb nyereségű cégei a 2022-es adózott eredmény szerint:[30]
1. Michelin Hungária Abroncsgyártó Kft.
2. MASTER GOOD Termelő és Kereskedelmi Kft.
3. LEGO Manufacturing Kft.

### Mezőgazdaság
Szabolcs-Szatmár-Bereg vármegye hazánk egyik legmeghatározóbb mezőgazdasági területe, különösen a Nyírség homokos talajú vidékei, ahol a gyümölcstermesztés kiemelkedő jelentőséggel bír. A megye Magyarország „gyümölcskertje” néven is ismert, az alma termesztésének központja, de a szilva, meggy és kajszibarack termesztése is meghatározó. Az almatermelésben az országos termés közel fele innen származik, amely nemcsak friss fogyasztásra, hanem ipari feldolgozásra is kerül, például légyártás céljából.
A megye síkvidéki és kedvező éghajlati adottságai lehetővé teszik a nagyüzemi szántóföldi növénytermesztést. Jelentős a kukorica, napraforgó és búza termesztése, míg a dohány- és burgonyatermelés hagyományosan fontos ágazat maradt a térségben. A Tisza és mellékfolyói által öntözött területeken a zöldségtermesztés, különösen a káposzta, sárgarépa és egyéb gyökérzöldségek termesztése is jelentős.
Az állattenyésztés terén a sertéstartás és a szarvasmarha-tenyésztés kiemelkedő, amely a hagyományos gazdálkodási módokkal összhangban maradt. Az ágazat az élelmiszeripar számára is fontos alapanyagokat biztosít, különösen tej- és húsfeldolgozás céljából.
Az utóbbi évtizedekben a mezőgazdasági termelésben kihívást jelentett az elaprózódott birtokszerkezet és az öntözési rendszerek fejlesztésének elmaradása. Azonban az elmúlt években növekvő figyelem irányul a modern technológiák alkalmazására, valamint a fenntartható gazdálkodási gyakorlatok bevezetésére.

### Ipar
A megye ipari fejlődése lassan indult meg, amelyet az agrárgazdaság dominanciája és a térség elmaradottsága befolyásolt. A 20. század közepétől kezdődően jelentősebb átalakulás zajlott le. Az 1960-as évektől indult iparosítás főként az élelmiszer- és könnyűipar területén hozott fejlesztéseket, a feldolgozóipar központi szerepet játszott. Az ipari fejlesztések egyik kiemelkedő ágazata az élelmiszer-feldolgozás lett, amely a megye mezőgazdasági alapanyagaira támaszkodott.
Az 1980-as évekre már jelentősebb munkásság és első generációs értelmiségi réteg alakult ki, ami a térség iparának bővülését jelezte. A 2000-es évekre a feldolgozóipar, különösen az élelmiszeripar és a könnyűipar jelentős beruházások révén fejlődött, 2018-ban például a megye beruházásainak egyharmada a feldolgozóiparhoz kötődött, amely negyedével növelte termelési kapacitásait az előző évekhez képest. Ugyanakkor az ipari tevékenység térbeli koncentrációja jellemző; Nyíregyháza és környéke a megye gazdasági motorja, míg a vidék kevésbé iparosodott.
Az ipari szektor fejlődését az utóbbi évtizedekben az állami támogatások, valamint az európai uniós források is elősegítették. Mindemellett a megye ipara ma is küzd az alacsony hozzáadott értéket képviselő tevékenységek dominanciájával, valamint a szakképzett munkaerő hiányával. Ezek kihívást jelentenek a versenyképesség növelése szempontjából.
A megye gazdaságában a mezőgazdasági dominanciát részben sikerült mérsékelni az ipari beruházások révén, de az agrárium és az ipar közötti egyensúly megtalálása továbbra is fontos feladat marad a regionális fejlesztési stratégiákban.

### Turizmus
A megye változatos turisztikai kínálatával a természeti szépségek és a kulturális örökségek kedvelőit egyaránt vonzza. A megye egyik legismertebb turisztikai látványossága a Nyíregyházi Állatpark, amely Magyarország legnépszerűbb vidéki állatkertje, és többször elnyerte az „Európa legjobb állatkertje” díjat. Sóstógyógyfürdő, amely az állatkert mellett található, nemcsak a wellness-szolgáltatásairól híres, hanem gyógyvizeiről is, így egész évben népszerű célpont.
A megyében számos történelmi és építészeti emlék található, például a tákosi „mezítlábas Notre Dame”-ként emlegetett református templom, amely a népi építészet gyöngyszeme. A túristvándi vízimalom, egy működő ipartörténeti emlék, a Túr-folyó partján, szintén kiemelt látnivaló, ahol a látogatók a múlt technológiáját működés közben is megcsodálhatják.
A megye természeti értékei között a Felső-Tisza-vidék védett területei, mint a Szatmár-Beregi Tájvédelmi Körzet és a Tisza-parti holtágak is népszerűek. Ezek a helyek ideálisak túrázásra és aktív kikapcsolódásra. A "Középkori Templomok Útja" nevű program keretében számos templom és kastély került felújításra, így a kulturális turizmus szerelmesei is bőséges kínálattal találkozhatnak
A belföldi turizmus erősödik a megyében, ahol a vendégéjszakák jelentős részét vidéki turisztikai helyszíneken töltik a látogatók, különös tekintettel a határ menti régiók gazdag kulturális örökségére és természeti kincseire.

## Nyelvjárás
A Tisza–Körös-vidéki vagy hortobágyi nyelvjárás a magyar nyelv egy regionális változata, amelyet egyre kisebb létszámú közösségek beszélnek, elsősorban a Hortobágy és a Nyírség elzárt tanyáin és kevésbé fejlett falvaiban. Ez a nyelvjárás Móricz Zsigmond műveiben is feltűnik, például a „Komor ló” című novellában, ahol dokumentálta a ridegpásztorok szűkszavú, tömör kifejezésmódját, amely gazdaságosságra törekedett a szavak használatában.
A nyelvjárás mára csak ritkán hallható nagyobb városokban, mint például Debrecenben, Balmazújvárosban vagy Nádudvaron, de erősebb jelenléttel bír a kisebb falvakban. Egyik legmarkánsabb vonása az í-ző kiejtés, ahol a köznyelvi „é” hang helyett „í” szerepel hangsúlyos és hangsúlytalan helyzetben egyaránt (pl. szíjjel, megnízheted, rígen). Bizonyos szavaknál az „é” helyett „i” jelenik meg, például „verik a bilyeget”. Az í-zés hatással van az egyes szám harmadik személy birtokos személyragos formáira is (létire, fektiből, testivel).
Másik sajátosság a j-zés, amely gyakran a szó eleji „l”-t „j”-re váltja (pl. jány), míg az ly-t minden esetben „l”-ként ejtik (válu, luk). Az olyan tőszavakban, ahol az „ol” szótag dentális mássalhangzó előtt áll, az „l” kiesik, és az „o” hosszabbá válik (pl. vót, vóna). Az ő hangot gyakran ű-vel helyettesítik (űneki).
A lexikai eltérések is jelentősek. Olyan szavak fordulnak elő, mint például:
- „gyarlandó” (esendő),
- „vasaló” (pásztorkunyhó),
- „kunéroz” (ingerel),
- „lesuvad” (lezuhan),
- „cserény” (vesszőkunyhó).

A nyelvjárás szókincse kapcsolatban áll Erdély mezőségi nyelvjárásával, ami az átvett szavakban is megmutatkozik. A Tisza–Körös-vidéki nyelvjárásban az „ö” hangot sok esetben „e”-ként ejtik (pl. ser helyett sör), de nem minden esetben (pl. öt, zöld kiejtése változatlan). További sajátosság a hanglejtés, amelyet a nyelvészeti vizsgálatok különösen jellemzőnek találtak.
Móricz műveiben a nyelvjárás leírása néha pontatlan vagy szándékosan eltérő lehetett, részben a nyelvjárások akkori megítélése miatt, amely gyakran elutasító volt. Ez befolyásolta Móricz nyelvi ábrázolásait is.

## Gasztronómia
Szabolcs-Szatmár-Bereg megye gasztronómiája a vidéki magyar konyha egyik legszínesebb és legízletesebb területe, amelyet a hagyományos receptek, helyi alapanyagok és regionális ízek tesznek különlegessé.

### Levesek
- Szabolcsi káposztás bableves: Ez a laktató étel savanyú káposztából, babból és füstölt csülökből készül, gazdag, zamatos ízvilágával a hagyományos magyar levesek egyik kiemelkedő példája.
- Krumplileves szatmári módra: Egyszerű alapanyagokból – burgonya, hagyma, füstölt hús – készült leves, amit tejföllel tesznek krémessé és pikánssá. Ez a fogás a hétköznapi étkezések alapja volt a vidéken.

### Főételek
- Töltött káposzta: Szabolcs-Szatmár-Bereg megyében a töltött káposzta édeskáposztalevelekbe töltött rizses-húsos keverékből készül, amit gyakran füstölt hússal főznek össze, és paradicsom szósszal öntenek le. Jellegzetessége, hogy Szabolcs megyében készítik a leggyakrabban.
- Szabolcsi töltött paprika: Ezt az ételt édes paprikába töltött darált hússal és rizzsel készítik, paradicsomszószban főzik meg. A szabolcsi változat ízesebb és lágyabb, mint az ország más részein megszokott formája.
- Birsalmás húsos ételek: A birsalma gyakori alapanyag Szabolcs-Szatmár-Beregben, amit gyakran használnak sültek vagy pörköltek kiegészítésére, így különleges, édes-savanykás ízt kölcsönöznek az ételeknek.

### Desszertek
- Szilvalekváros derelye: A szatmári szilva világhírű, és a belőle készült sűrű lekvár gyakran töltelékül szolgál a házi tésztából készített derelyéhez. Ez az édesség a régió jellegzetes csemegéje
- Üveges szilvalekvár: Szatmárban hagyományosan üstben, lassan főzik a szilvalekvárt, amely cukor nélkül készül, és rendkívül sűrű, természetes édessége miatt különleges. Magában is fogyasztható vagy sütemények alapanyagaként
- Szabolcsi almás pite: A helyi almákból készített töltelék gazdag ízvilágot ad ennek a hagyományos süteménynek. A térségben az alma az egyik legfontosabb gyümölcs, és számos változatban felhasználják a konyhában.

Szabolcs-Szatmár-Bereg megye gasztronómiája egyedülálló, mivel ötvözi a hagyományos ízeket a helyi alapanyagok gazdagságával. Ezek az ételek nemcsak az ünnepi asztalok ékei, hanem a mindennapi étkezések során is meghatározók. Ha többet szeretnél megtudni, érdemes ellátogatni a térségbe, vagy követni a receptforrásokat.

## Oktatás és köznevelés
Szabolcs-Szatmár-Bereg vármegye oktatása és köznevelése hosszú múltra tekint vissza, amely az elmúlt évszázadok társadalmi-gazdasági változásaival szorosan összefügg. A történeti adatok szerint az oktatási szint a 20. század elején meglehetősen alacsony volt. Az analfabétizmus mértéke 1900-ban 38% körül mozgott, és 1930-ban is a népesség 9%-a nem járt iskolába. Az 1948-as államosítás és az azt követő évtizedek erőteljes oktatási reformjai révén azonban jelentős előrelépések történtek: az 1980-as évekre az általános iskola nyolc osztályát végzettek aránya ötszörösére nőtt az 1949-es szinthez képest. Az oktatás színvonala azonban a rendszerváltás után ismét kihívásokkal szembesült, részben az iskolabezárások és a demográfiai változások miatt.
Az oktatás fejlődése ezen a területen a három egykori vármegye közös örökségére épül, amelyeket a 20. században egyesítettek. Az oktatási intézmények fennmaradása és fejlődése az 1948-as államosításig jellemzően egyházi irányítás alatt állt, amely meghatározta a vidéki iskolák minőségét és elérhetőségét. Az államosítást követően a köznevelési intézmények fokozatosan állami kézbe kerültek, ami új lehetőségeket és egyben nehézségeket is hozott.

### Felsőoktatás

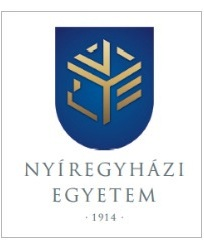
Nyíregyházi Egyetem

A megye legfontosabb felsőoktatási intézménye a Debreceni Egyetem Egészségügyi Kara Nyíregyházán, amely az ápolás, szociális munka és egészségügyi menedzsment területén nyújt képzéseket. Emellett Nyíregyházán található a Nyíregyházi Egyetem, amely pedagógusképzéséről, valamint műszaki és gazdasági programjairól ismert.

### Középiskolák
A megye középiskolai kínálata széles, magában foglalja a gimnáziumokat, szakképző iskolákat és technikumokat. Nyíregyházán a legismertebb középiskolák közé tartozik például a Krúdy Gyula Gimnázium, amely magas színvonalú oktatásáról híres, valamint az Eötvös József Gimnázium, amely erős humán és természettudományos programokat kínál. Mátészalka is kiemelkedik a középiskolai oktatásban, például az Esze Tamás Gimnáziummal és a Baross László Mezőgazdasági Szakközépiskolával.

### Általános iskolák
A megyében számos általános iskola található, különösen Nyíregyházán és a kisebb városokban, például Mátészalkán vagy Kisvárdán. Ezek közé tartoznak a hagyományos állami intézmények, valamint egyházi fenntartású iskolák. Az általános iskolák létszáma és felszereltsége a települések között változó, Nyíregyháza kiemelkedik a modern oktatási infrastruktúrájával.

## Sport

### Labdarúgás
A megye futballélete kiemelkedő, több helyi csapat is szerepel a különböző bajnokságokban. A Nyíregyháza Spartacus FC a megye legismertebb csapata, amely az OTP Bank Ligában szerepel, míg az utánpótlás-nevelés is hangsúlyos. A Magyar Labdarúgó Szövetség területi igazgatóságának köszönhetően több amatőr és utánpótlás-bajnokságot is szerveznek, például a Fair Play Cup-ot. Újabb sportlétesítmények, például új műfüves pályák épülnek a TAO támogatások révén, ami elősegíti a sport fejlődését.

### Kosárlabda
A kosárlabda is fontos szerepet játszik, különösen Nyíregyházán, ahol a Hübner Nyíregyháza BS az NB I/B Piros csoportban versenyez. A csapat az utánpótlás-nevelésre is koncentrál, több fiatal játékosnak biztosítva lehetőséget a fejlődésre. A kosárlabda népszerűsége a helyi közösségekben is folyamatosan növekszik.

### Egyéb sportágak
Az ökölvívás is kiemelkedő szerepet kapott, helyi sportolók, mint például Petrimán Patrícia, országos sikereket értek el. A megyei kézilabda és röplabda egyesületek szintén aktívak, több amatőr és ifjúsági bajnokságot is rendeznek.

### Sportesemények és létesítmények
Nyíregyháza a megye sportközpontja, számos modern létesítménnyel, például a Continental Arénával. Az aréna különféle sportágaknak és kulturális eseményeknek ad otthont. A megye emellett több kisebb sporteseménynek is helyet biztosít, amelyek elősegítik a helyi közösségek mozgáskultúrájának fejlődését.

## Infrastruktúra és közlekedés
Magyarország leghosszabb útvonalán, a 4-es főúton közelíthető meg, de 2007 szeptemberétől, az M3-as autópályán is, ami előbb a 234-es lehajtóig tartott, onnan tovább a 2013-ban megépített szakasz tart Vásárosnaményig, és majd innan fogja a jövőben elérni Beregdarócot, az ukrán határnál.
Záhonyban található Európa keleti felének legnagyobb vasúti csomópontja.
A személyforgalom szempontjából a legforgalmasabb határátkelőhelyek: Csengersima, Záhony, Tiszabecs és Beregsurány.

### Autópályák
| Út | Érintett települések                                                | Hossz  | Térkép |
| -- | ------------------------------------------------------------------- | ------ | ------ |
|    | Nyíregyháza – Őr (M49) – Vásárosnamény (M34) – Beregdaróc / Ukrajna | 269 km |        |

### Főútak
| Út | Érintett települések | Hossz   | Térkép |
| -- | --- | ------- | ------ |
|    | Nyíregyháza – Tiszavasvári – Újfehértó – Mátészalka – Záhony | 352 km  |        |
|    | Tiszavasvári – Nagycserkesz – Nyíregyháza | 50 km   | –      |
|    | Rakamaz – Tiszanagyfalu – Gávavencsellő – Nyírtelek – Nyíregyháza | 37 km   |        |
|    | Nyíregyháza – Baktalórántháza – Vaja – Nyírmada – Vásárosnamény – Beregsurány | 73 km   |        |
|    | Rohod – Vaja – Őr – Hodász – Jármi – Mátészalka – Kocsord – Győrtelek – Ököritófülpös – Porcsalma – Pátyod – Szamosangyalos – Csenger – Szamosbecs – Komlódtótfalu – Csengersima | 57,9 km | –      |
|    | Nyíregyháza | 15 km   |        |
|    | Nyíregyháza – Nyírtura | 14 km   |        |
|    | Tamásipuszta – Aradványpuszta – Nyíradony – Szakolykert – Nyírmihálydi – Szalmadpuszta – Nyírbogát – Nyírbátor – Nyírcsászári – Hodász – Tarnaipuszta – Nyírmeggyes – Mátészalka | 73 km   |        |
|    | Győrtelek – Tunyogmatolcs – Fehérgyarmat – Penyige – Mánd – Kisszekeres – Fülesd – Kölcse – Sonkád – Tiszabecs                                                                   | 38 km   | –      |
|    | Baktalórántháza – Besenyőd – Ófehértó – Nyírgyulaj – Nyírbátor | 19,9 km | –      |

### Magyar–román határátkelőhelyek
- Ömböly–Károlyipuszta (nincs megnyitva)
- Vállaj–Csanálos
- Ura–Börvely (nincs megnyitva)
- Csenger–Óvári (nincs megnyitva)
- Csengersima–Pete
- Zajta–Nagypeleske (nincs megnyitva)
- Garbolc–Szárazberek (nincs megnyitva)

### Magyar–ukrán határátkelőhelyek
- Nagyhódos–Nagypalád (nincs megnyitva)
- Tiszabecs–Tiszaújlak
- Beregsurány–Asztély
- Barabás–Mezőkaszony
- Lónya–Kisharangláb
- Záhony–Csap

## Kultúra
Szabolcs-Szatmár-Bereg vármegye a népi építészet, tárgyi népművészet, a népzene és néptánc gazdag hagyományával rendelkezik.
A vármegye bővelkedik műemlékekben. Különleges látnivalót jelentenek a fából épült haranglábak, a 13. századi csarodai templom és a kazettás mennyezetű tákosi református templom.
Gyógyfürdők a vármegyében:
- Sóstó Gyógyfürdő és Strand – Nyíregyháza
- Sóstó Fürdőház – Nyíregyháza
- Szatmár-Beregi Kórház és Gyógyfürdő – Fehérgyarmat
- Kisvárdai Várfürdő – Kisvárda  Archiválva 2009. február 1-i dátummal a Wayback Machine-ben
- Sárkány Wellness & Gyógyfürdő – Nyírbátor

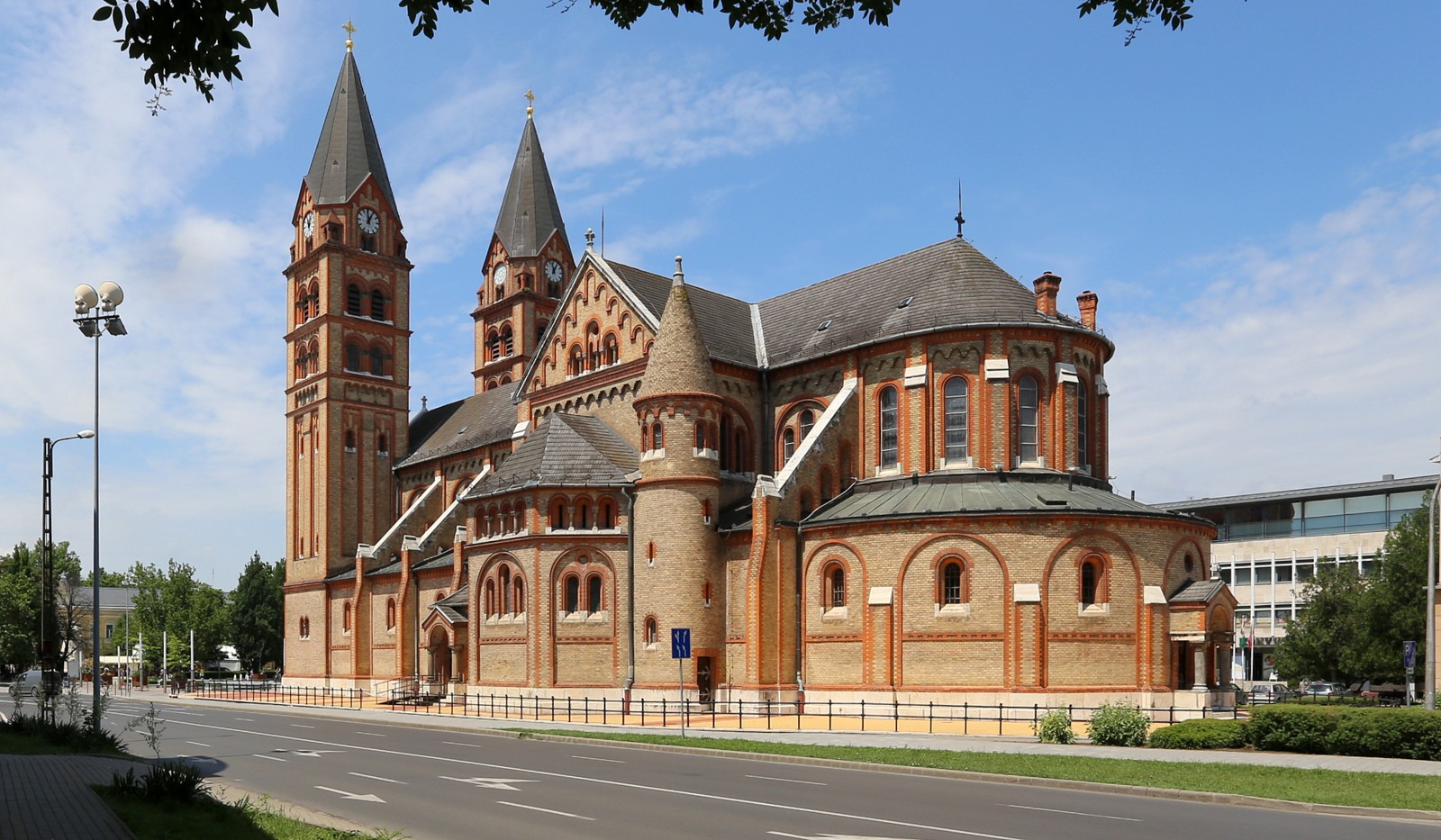
Nyíregyháza, a vármegyeszékhely
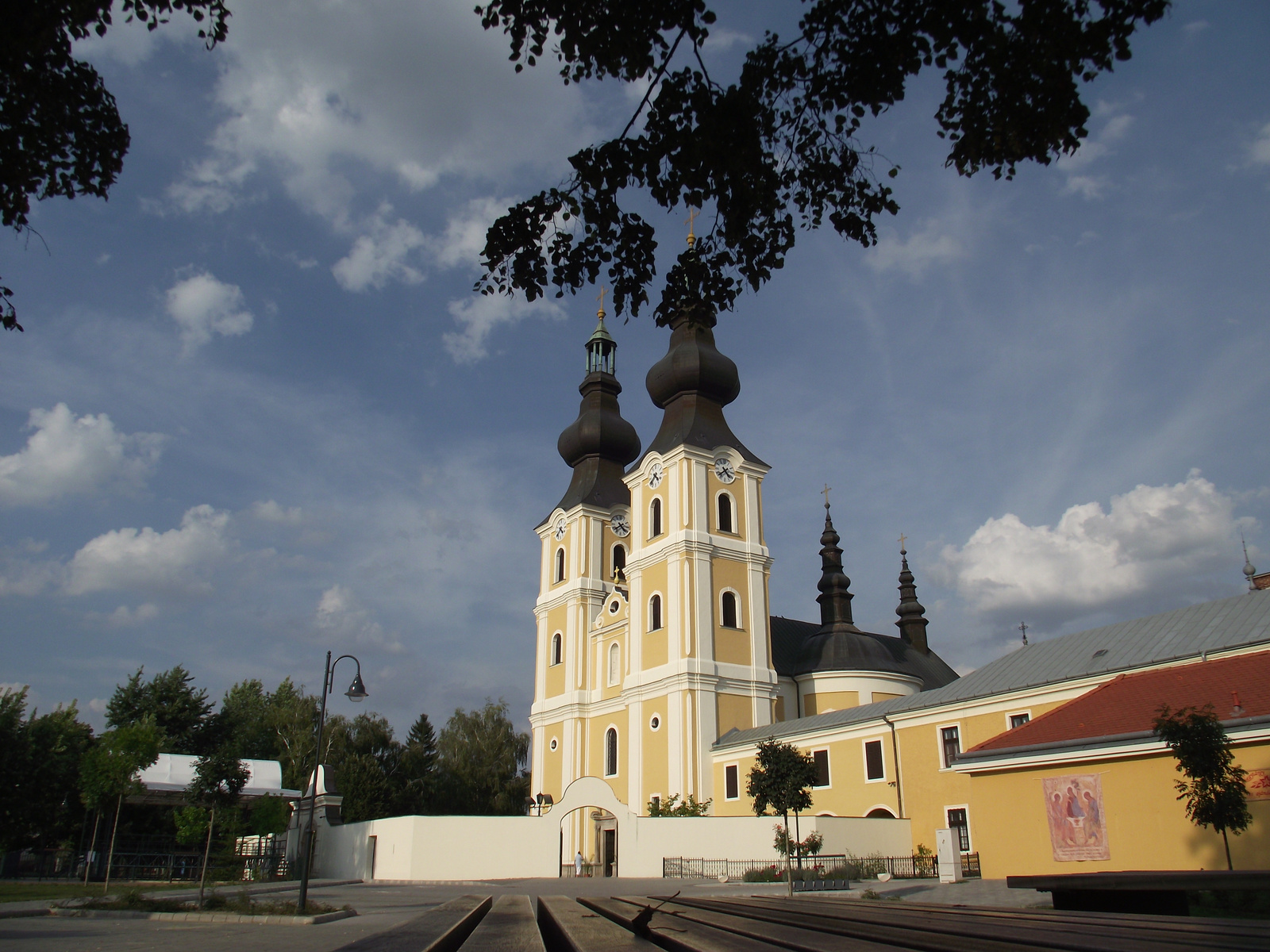
A kegytemplom Máriapócson
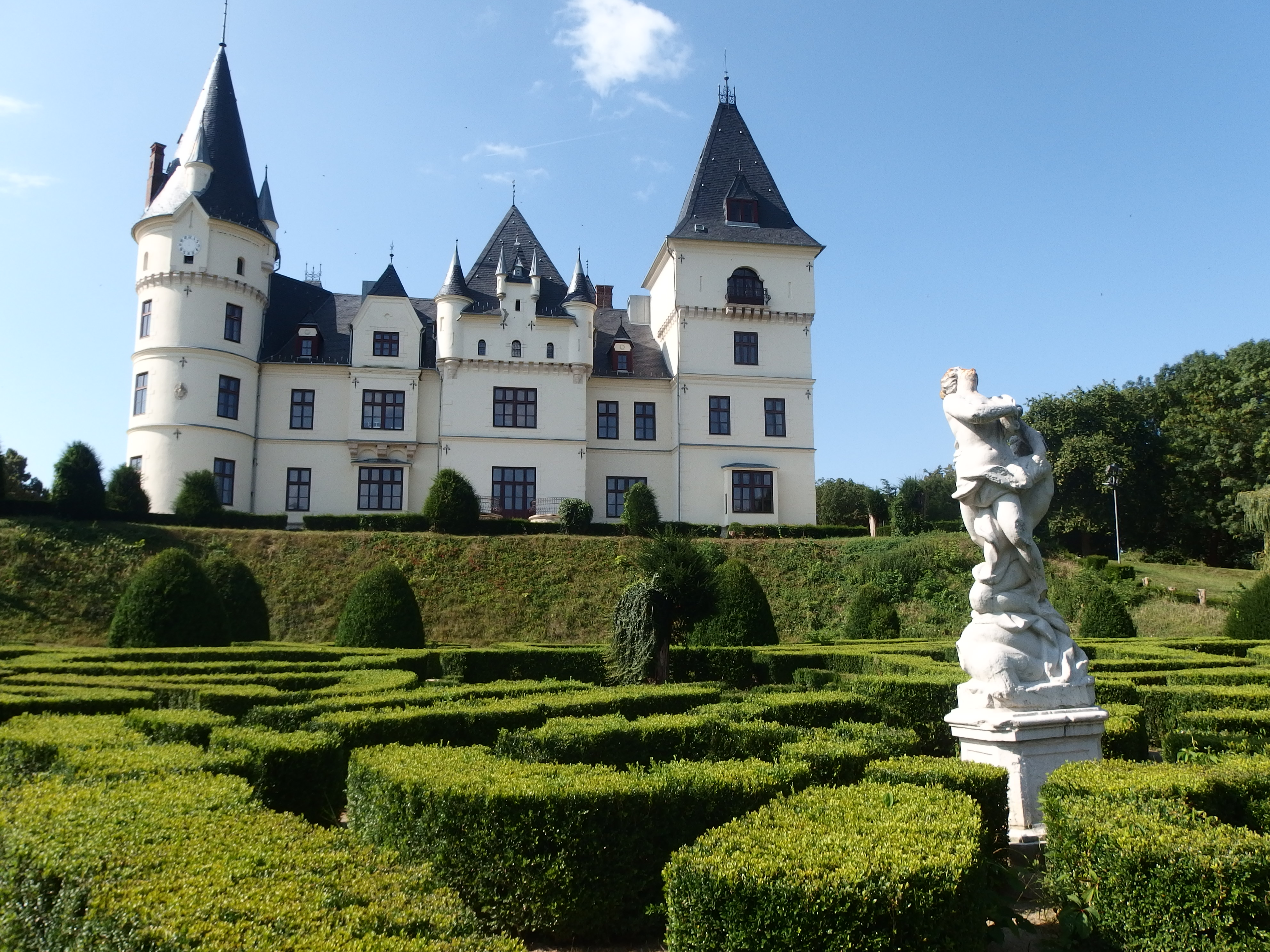
Az Andrássy-kastély Tiszadobon
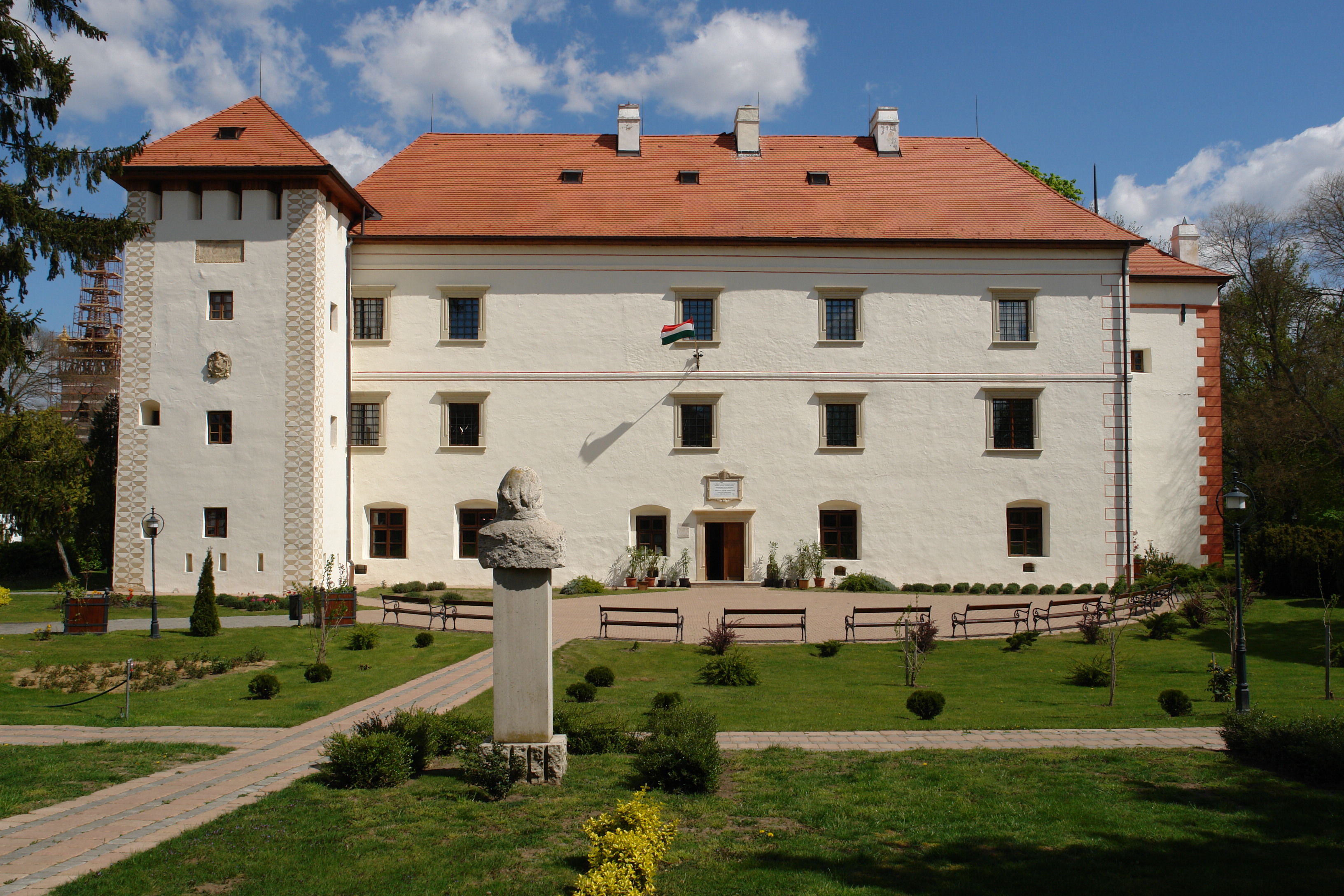
A vajai Vay-kastély
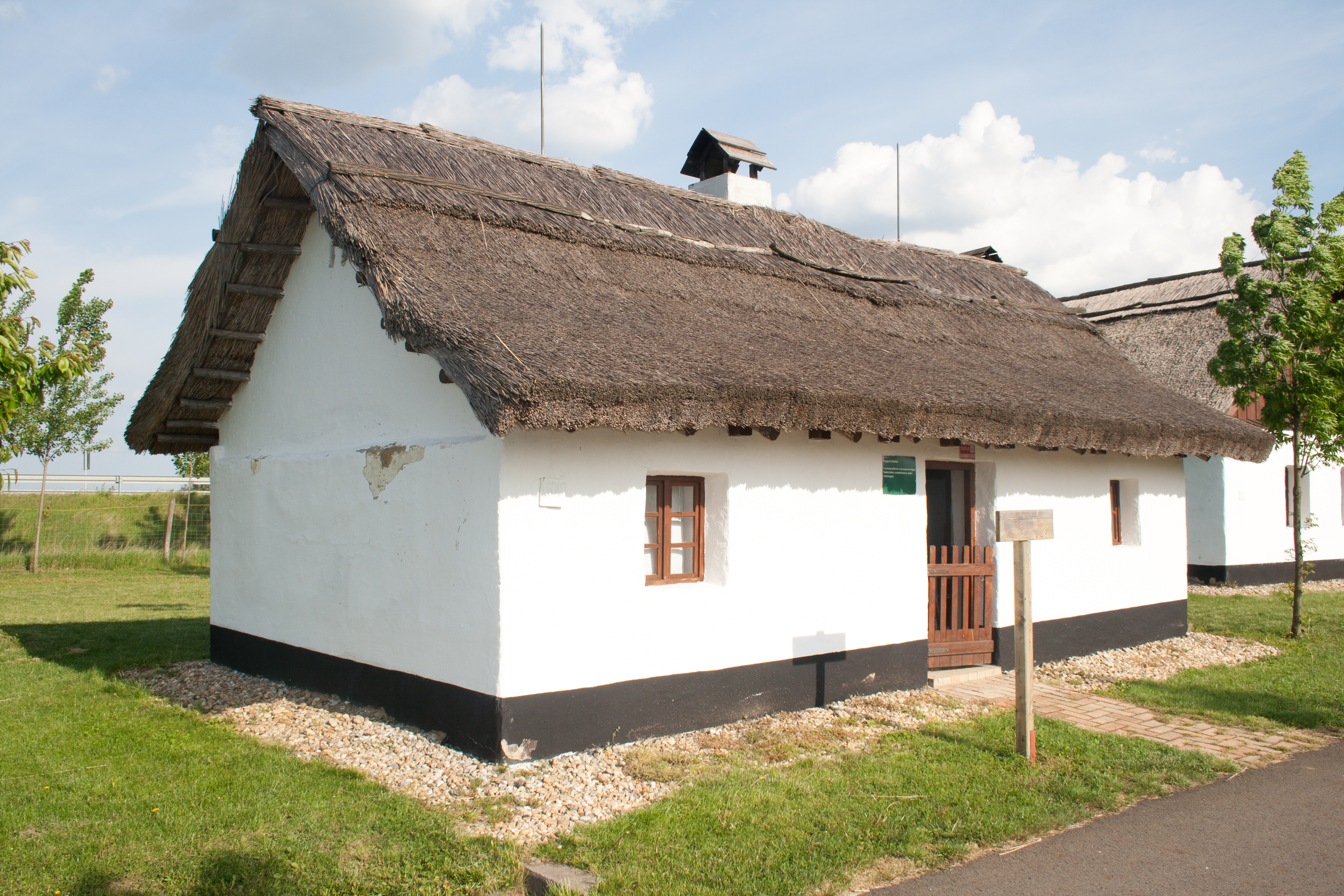
Hagyományos magyar parasztház Pócspetrin
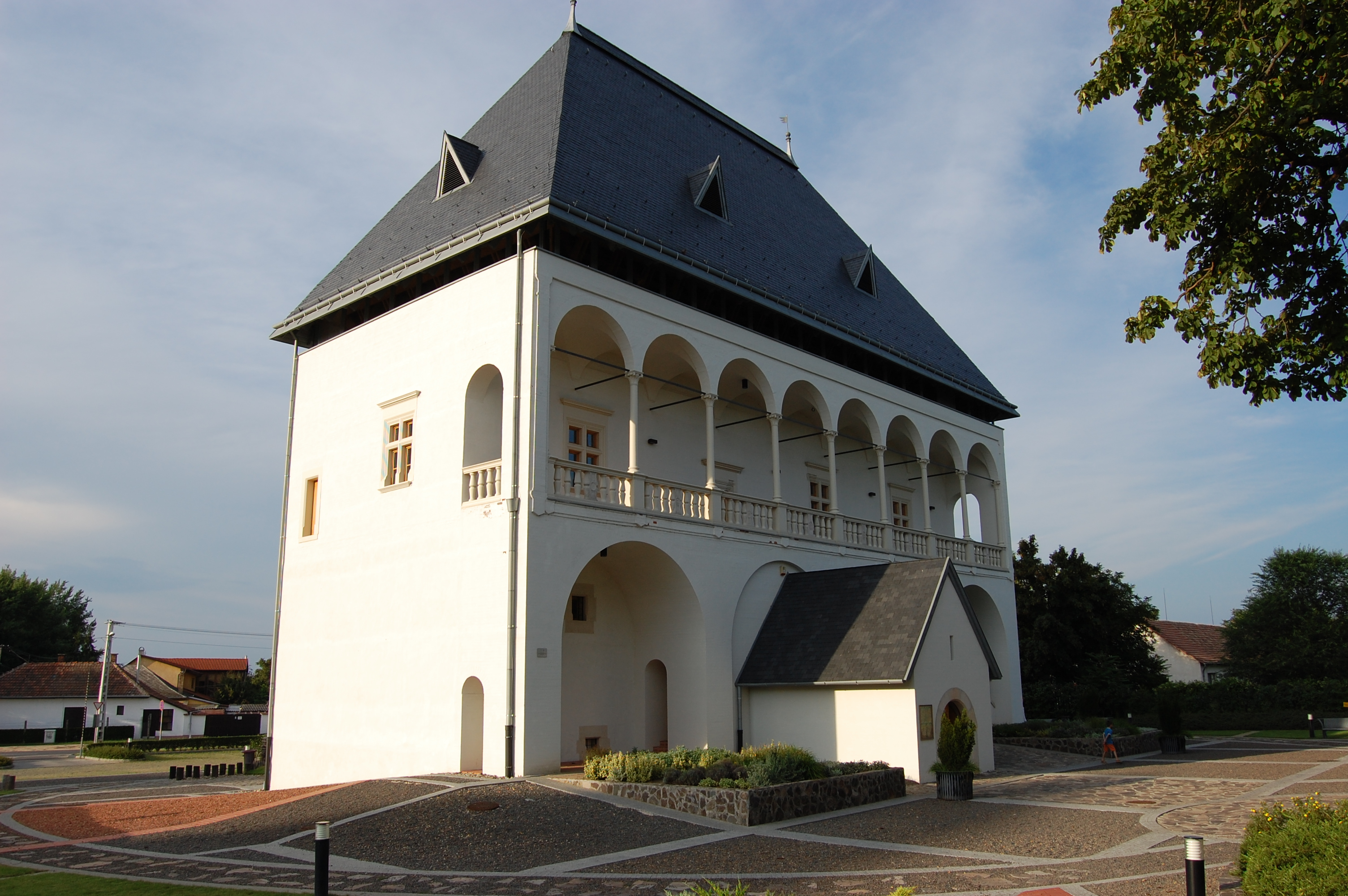
Báthory-kastély Nyírbátoron
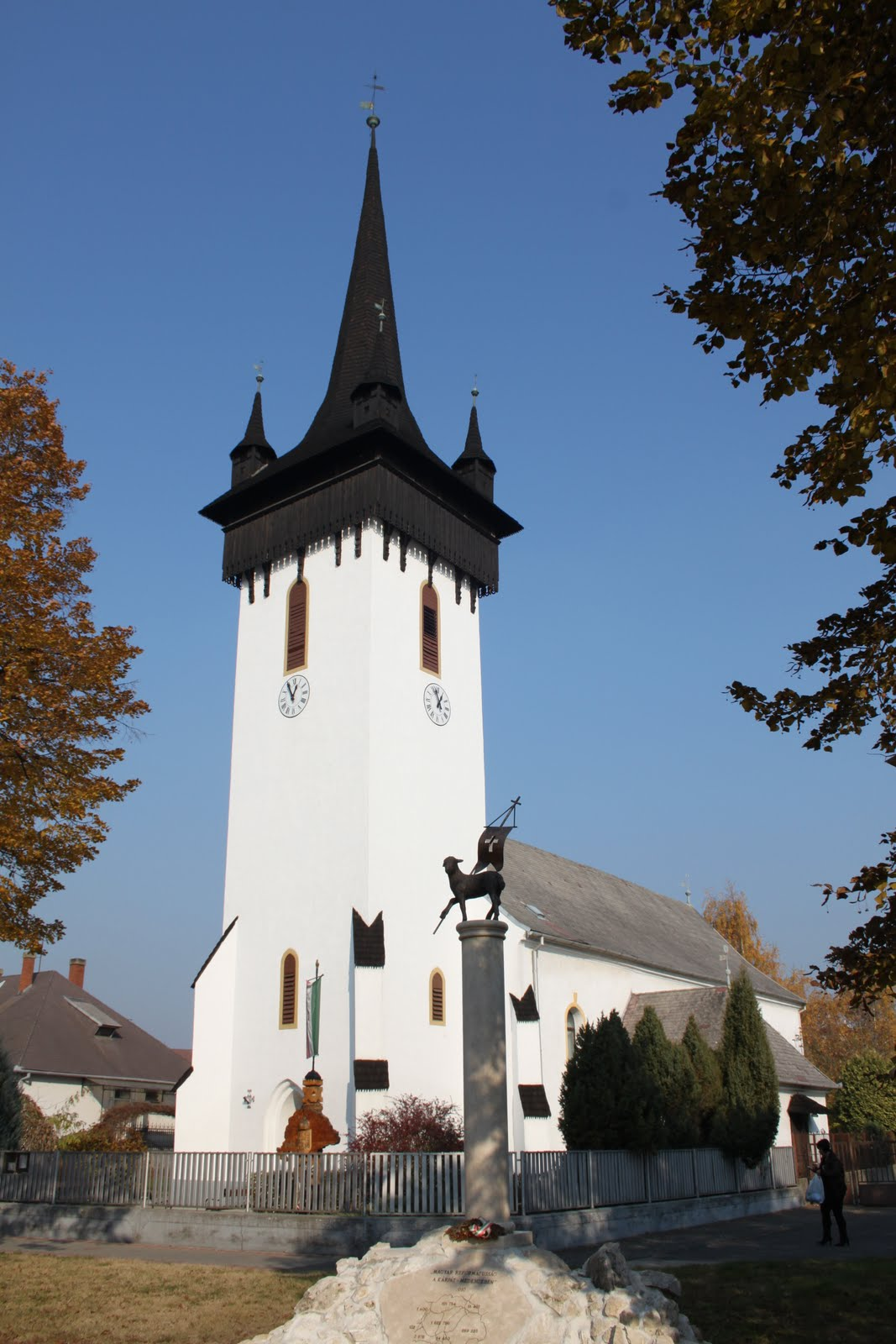
A református templom Fehérgyarmaton
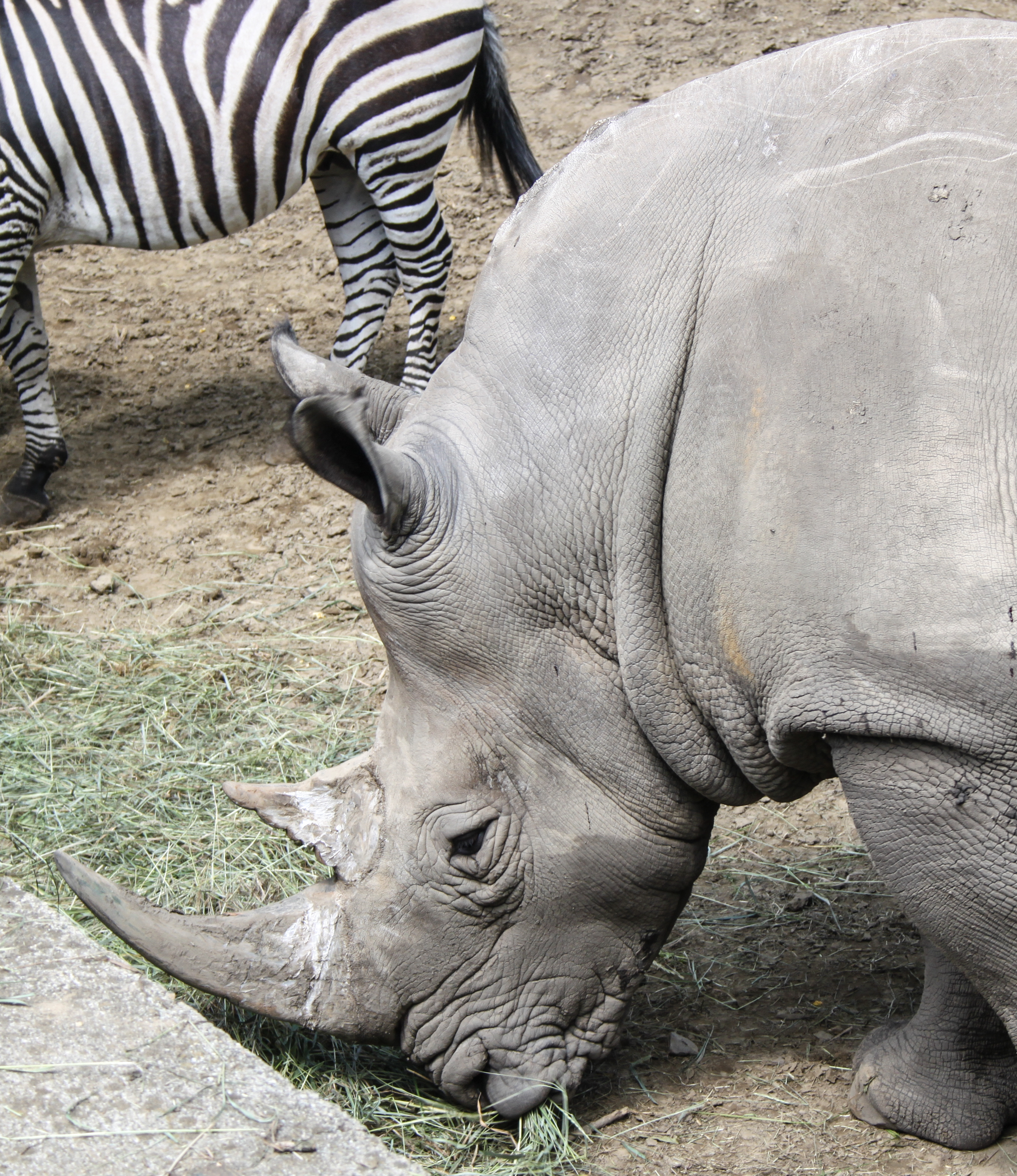
A Nyíregyházi Állatpark

## Híres szülöttei
- Várdai Pál (Kisvárda, 1483 – Pozsony, 1549. október 12.), esztergomi érsek
- Báthori Erzsébet (Nyírbátor, 1560. augusztus 7. – Csejte, 1614. augusztus 21.), grófnő
- Károlyi Sándor (Olcsvaapáti, 1669. július 2. – Erdőd, 1743. szeptember 8.) előbb kuruc, majd császári–királyi tábornagy, a szatmári béke aláírója és egyik létrehozója
- Vay Ádám (Vaja, 1657 – Dancka, 1719. január 31.), kuruc szenátor, II. Rákóczi Ferenc udvari főkapitánya
- Bessenyei György (Tiszabercel, 1746/47 – Pusztakovácsi, 1811. február 24.), író, költő
- Lónyay János (Vásárosnamény, 1796. december 15. – Nagylónya, 1859. november 19.), politikus, beregi alispán, Bihar és Bereg főispáni helytartója
- Szentpétery Zsigmond (Rohod, 1798. július 31. – Pest, 1858. december 13.), színész, színrendező, színigazgató, a Pesti Magyar Színház első szerződtetett társulatának[47] tagja
- Répásy Mihály (Kemecse, 1800. január 26. – Szeged, 1849. július 30.), honvédtábornok, az 1848–49-es forradalom és szabadságharc egyik katonai vezetője
- Lónyay Menyhért (Nagylónya, 1822. január 6. – Budapest, 1884. november 3.), politikus, Magyarország miniszterelnöke (1871–1872)
- Vasvári Pál (Bűd, 1826. július 14. – Havasnagyfalu, 1849. július 5.), történész, filozófus, a „márciusi ifjak” egyik vezéralakja
- Kállay András (Napkor, 1839. április 1. – Nyíregyháza, 1921. november 30.), főispán, író
- Benczúr Gyula (Nyíregyháza, 1844. január 28. – Dolány, 1920. július 16.), festő
- Zielinski Szilárd (Mátészalka, 1860. május 1. – Budapest, 1924. április 24.), építőmérnök, műegyetemi tanár, a magyarországi vasbetonépítés úttörője
- Károlyi Gyula (Nyírbakta, 1871. május 7. – Budapest, 1947. április 23.), politikus, Magyarország miniszterelnöke (1931–1932)
- Krúdy Gyula (Nyíregyháza, 1878. október 21. – Budapest, 1933. május 12.), író
- Móricz Zsigmond (Tiszacsécse, 1879. július 29. – Budapest, 1942. szeptember 4.), író
- Kállay Miklós (Nyíregyháza, 1887. január 23. – New York, 1967. január 14.), politikus, Magyarország miniszterelnöke (1942–1944)
- Juhász József (Kemecse, 1908. július 4. – Toronto, 1974. június 23.), színész
- Béres József (Záhony, 1920. február 7. – Budapest, 2006. március 26.), Széchenyi-díjas kutató, a Béres Csepp megalkotója
- Torgyán József (Mátészalka, 1932. november 16. – Budapest, 2017. január 22.), ügyvéd, 1990 és 2002 között országgyűlési képviselő, 1991-től 2002-ig az FKGP elnöke, 1998 és 2001 között földművelésügyi és vidékfejlesztési miniszter
- Végh Antal (Jánkmajtis, 1933. október 14. – Budapest, 2000. december 19.), író, szociográfus, pedagógus, újságíró
- Kozák András (Vencsellő, 1943. február 23. – Budapest, 2005. február 24.), Kossuth-díjas és Jászai Mari-díjas színész
- Bodnár István (Kisvárda, 1943. június 17. –), költő, újságíró
- Nógrádi Gábor (Nyíregyháza, 1947. június 22. -), költő, író
- Farkas Bertalan (Gyulaháza, 1949. augusztus 2. –), űrhajós
- Bangó Margit (Vásárosnamény, 1950. április 4. –), Kossuth-díjas énekesnő
- Pokol Béla (Záhony, 1950. május 7. –), alkotmánybíró, jogtudós, politológus, 1998 és 2002 között országgyűlési képviselő
- D. Nagy Lajos (Tiszalök, 1950. szeptember 29. –), énekes, a Bikini együttes frontembere
- Hegedűs D. Géza (Ibrány, 1953. május 7. –), Kossuth-díjas színész, rendező, egyetemi tanár, a Nemzet Színésze
- Veres János (Nyírbátor, 1957. február 5. –), politikus, 2005 és 2009 között az ország pénzügyminisztere
- Friderikusz Sándor (Nyíregyháza, 1958. július 2. –), televíziós műsorvezető, riporter
- Bódi Guszti (Nagyecsed, 1958. december 12. –), előadóművész
- Dajka László (Nyíregyháza, 1959. április 29. –), magyar válogatott labdarúgó, edző
- Veres András (Pócspetri, 1959. november 30. –), római katolikus püspök
- Szaniszló Ferenc (Csenger, 1960. október 7. –), újságíró, riporter, műsorvezető
- Eszenyi Enikő (Csenger, 1961. január 11. –), Kossuth-díjas és Jászai Mari-díjas magyar színésznő, színházi rendező, a Vígszínház igazgatója, érdemes művész
- Simicskó István (Tiszalök, 1961. november 29. –), politikus, honvédelmi miniszter
- Bódi Margó (Nagyecsed, 1962. május 23. –), előadóművész
- Czomba Sándor (Vásárosnamény, 1963. augusztus 14. –), politikus
- Bücs Zsolt (Mátészalka, 1963. szeptember 8. –), magyar válogatott labdarúgó, edző
- Gazdag Tibor (Nyíregyháza, 1964. október 15. –), színész
- Gyüre Csaba (Kisvárda, 1965. május 19. –), politikus
- Papcsák Ferenc (Nyíregyháza, 1966. február 19. –), politikus
- Fazekas István (Csenger, 1967. május 5. –), Váci Mihály-díjas költő
- Szabó Győző (Nyírbátor, 1970. július 7. –), színész, reklámgrafikus
- Tóth Roland (Kisvárda, 1972. augusztus 28. –), színész
- Szabó P. Szilveszter (Mátészalka, 1974. január 1. –), színész, musicalénekes
- Osztolykán Ágnes (Csenger, 1974. november 3. –), politikus
- Karácsony Gergely (Fehérgyarmat, 1975. június 11. –), politikus, volt országgyűlési képviselő. 2014 és 2019 között Zugló polgármestere, 2019. október 14. óta Budapest főpolgármestere.
- Szakál Miklós (Nyíregyháza, 1976. május 6. –), televíziós műsorvezető, énekes
- Nagy Zsolt (Kisvárda, 1976. április 26. –), színész
- Dolhai Attila (Kisvárda, 1977. január 7. –), színész, musicalénekes
- Oláh Ibolya (Nyíregyháza, 1978. január 31. –), énekesnő, dalszerző
- Miló Viktória (Nyíregyháza, 1978. július 3. –), ökölvívó
- Bodnár László (Mátészalka, 1979. február 25. –), magyar válogatott labdarúgó
- Nagy Sándor (Kisvárda, 1980. augusztus 18. –), színész
- Véber István (Mérk, 1980. december 8. –), meteorológus
- Harsányi Gergely (Nyíregyháza, 1981. május 3. –), magyar válogatott kézilabdázó
- Bakos-Kiss Gábor (Nyíregyháza, 1981. augusztus 1. –), színész
- Nagy Ivett (Kisvárda, 1982. június 28. –), magyar válogatott kézilabdázó
- Danku Csaba (Vállaj, 1983. november 19. –), jogász, a Nemzeti Választási Iroda volt elnökhelyettese, az Emberi Erőforrások Minisztériuma helyettes államtitkára
- Szirota Jennifer (Vásárosnamény, 1993. július 20. –) énekesnő, a Csillag születik 2012  második helyezett (legjobb női hang)
- Márta Alex (ByeAlex) (Kisvárda, 1984. június 6. –), énekes, a 2013-as A Dal győztese, a 2013-as Eurovíziós Dalfesztivál tizedik helyezettje
- Takács Nóra (Vásárosnamény, 1984. szeptember 25. –), modell, műsorvezető, szépségszakértő
- Rudolf Gergely (Nyíregyháza, 1985. március 9. –), magyar válogatott labdarúgó
- Farkas Balázs (Nyíregyháza, 1988. április 24. –), magyar válogatott labdarúgó
- Egri László (Nyírbátor, 1988. május 11. –), költő, tanár, történész
- Kulja András (Nyíregyháza, 1989. szeptember 17. –) magyar orvos, tudománykommunikációs szakértő, egészségedukációs tartalomgyártó, politikus, 2024-óta a Tisztelet és Szabadság Párt európai parlamenti képviselője
- Muri Enikő (Nyíregyháza, 1990. április 24. –), énekesnő, a 2011-es X-Faktor 2. helyezettje
- Bódi Ádám (Nyíregyháza, 1990. október 18. –), magyar válogatott labdarúgó
- Kapu Tibor (Vásárosnamény, 1991. november 5. –) magyar gépészmérnök, űrhajós
- Fucsovics Márton (Nyíregyháza, 1992. február 8. –), teniszező
- Bodó Richárd (Mátészalka, 1993. március 13. –), magyar válogatott kézilabdázó

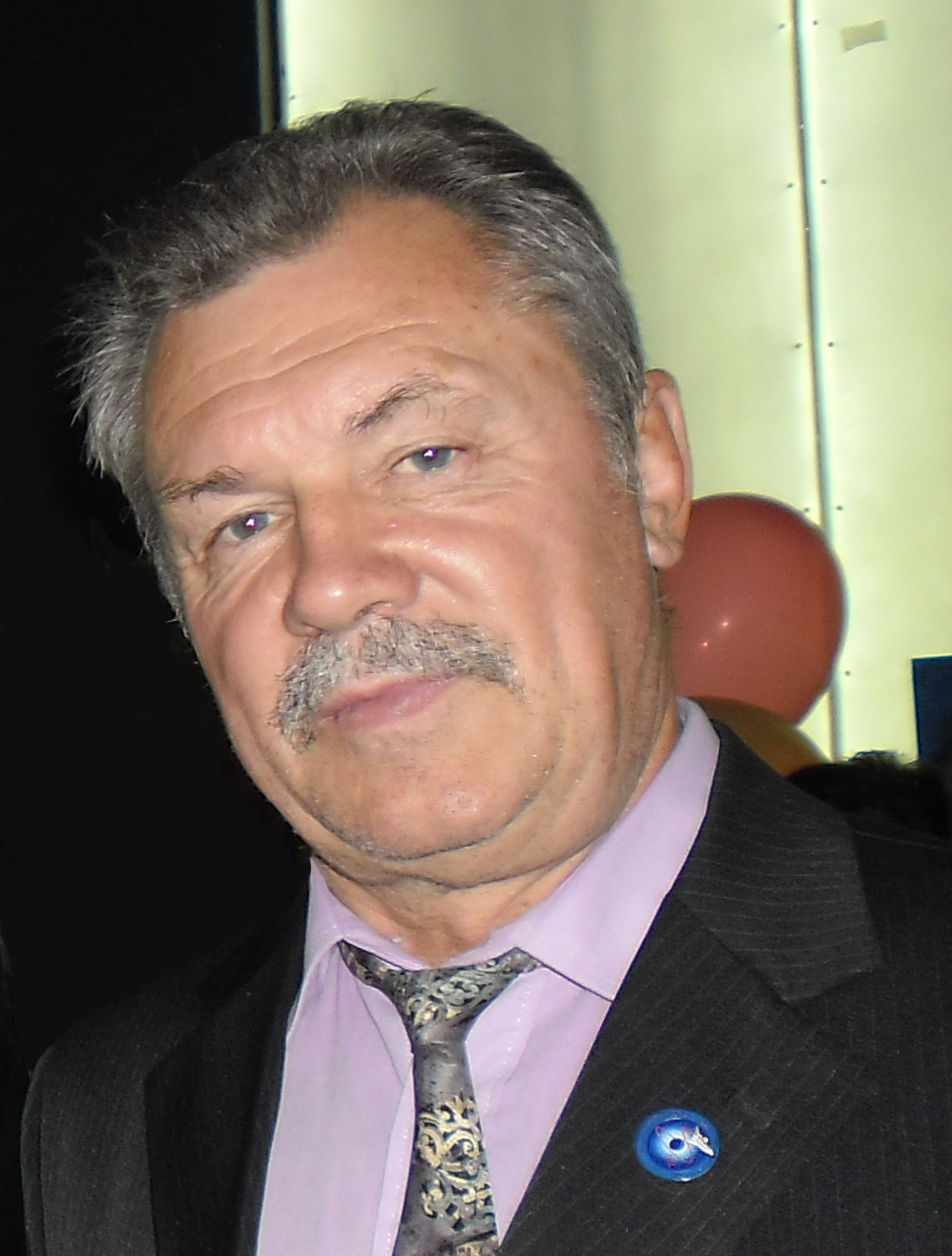
Farkas Bertalan
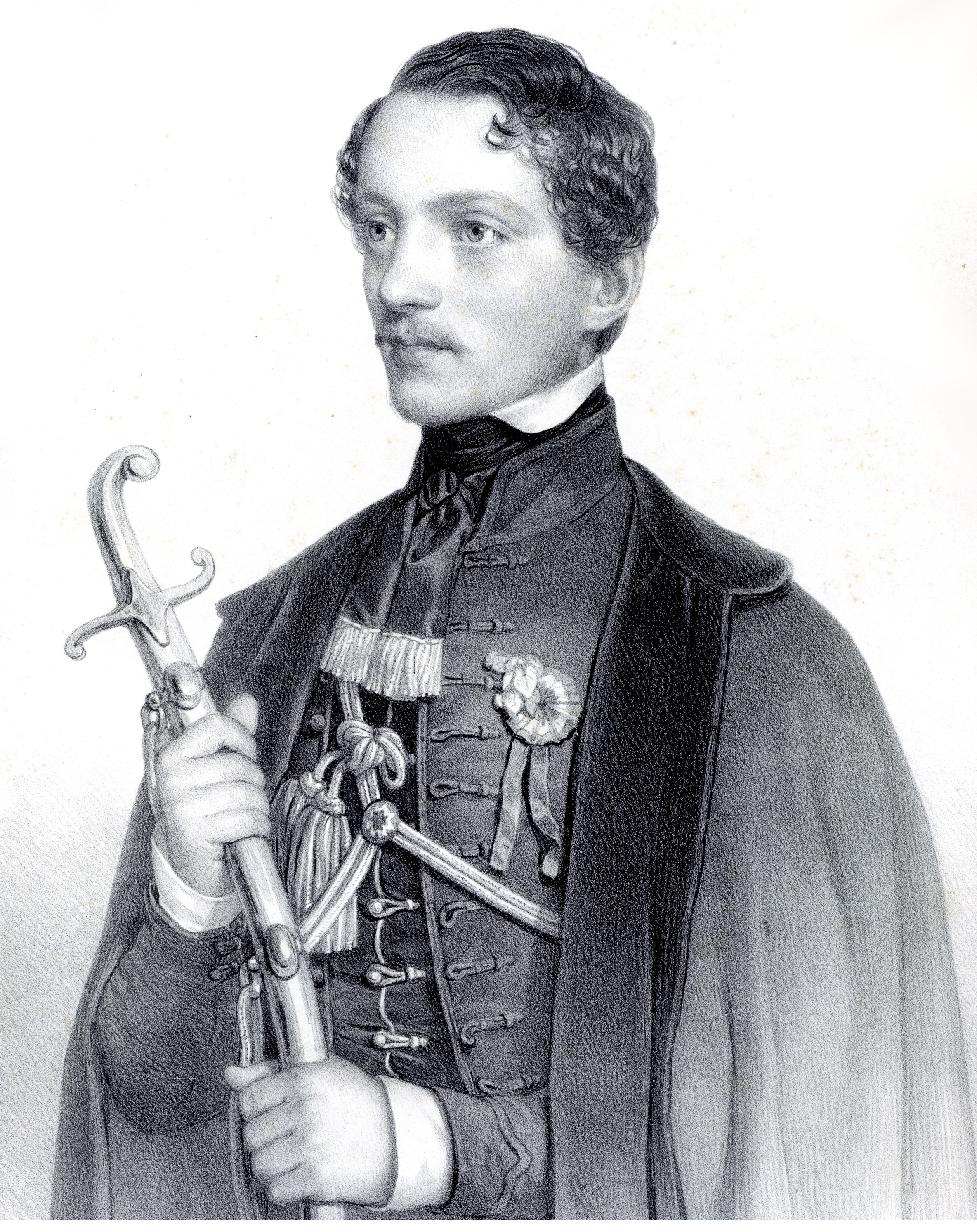
Vasvári Pál
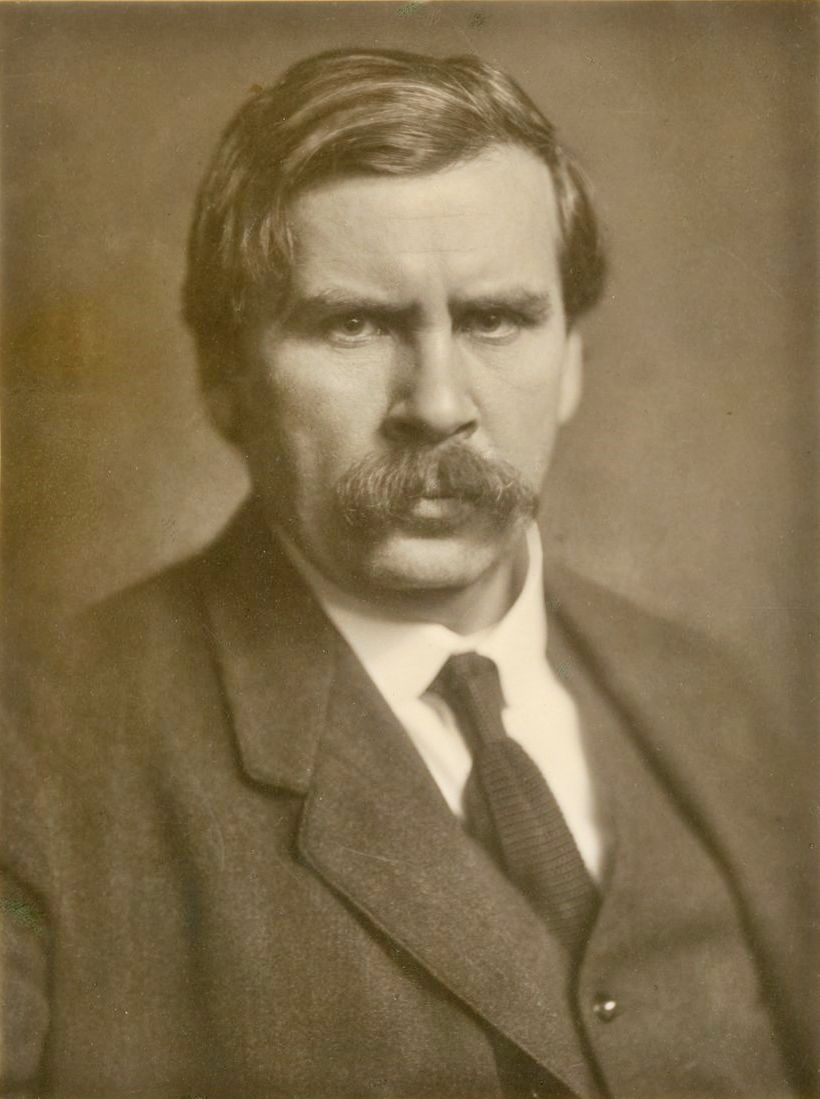
Móricz Zsigmond
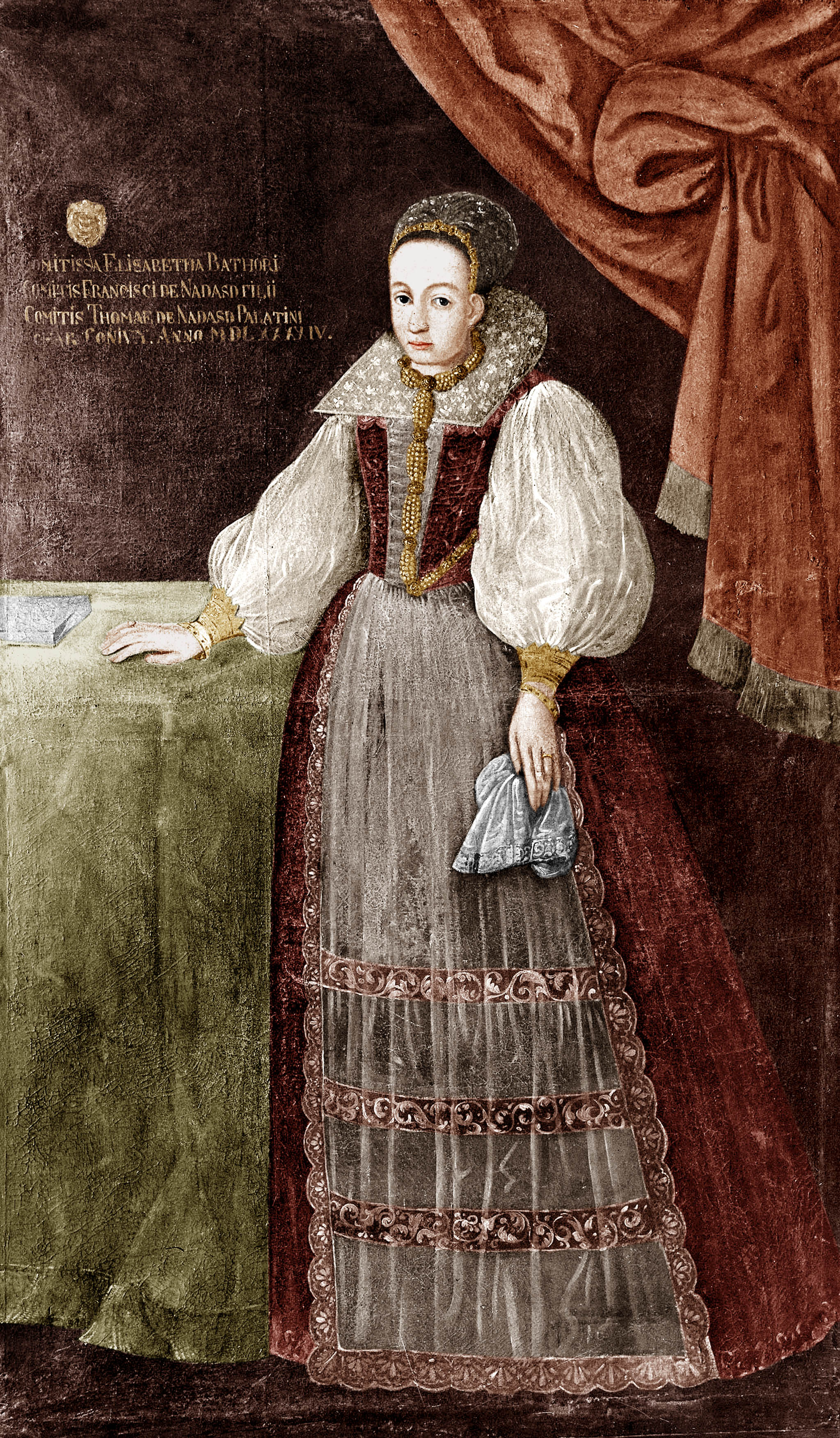
Báthori Erzsébet
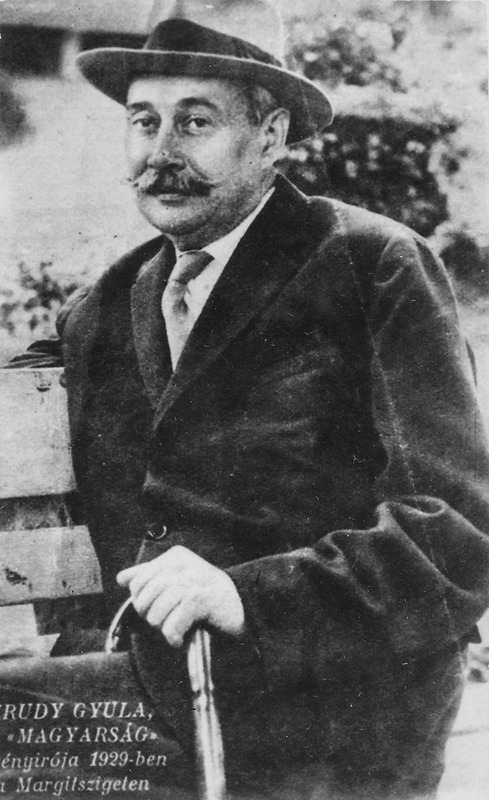
Krúdy Gyula

## Települései

### Városok
(Népesség szerinti sorrendben, a KSH adatai alapján)

| Sorsz. | Település       | Lakónépesség                   | Kistérség                    |
| ------ | --------------- | ------------------------------ | ---------------------------- |
| 1.     | Nyíregyháza     | 115 359 fő (2024. jan. 1.) +/- | Nyíregyházai kistérség       |
| 2.     | Mátészalka      | 15 157 fő (2024. jan. 1.) +/-  | Mátészalkai kistérség        |
| 3.     | Kisvárda        | 14 888 fő (2024. jan. 1.) +/-  | Kisvárdai kistérség          |
| 4.     | Tiszavasvári    | 12 276 fő (2024. jan. 1.) +/-  | Tiszavasvári kistérség       |
| 5.     | Újfehértó       | 12 183 fő (2024. jan. 1.) +/-  | Nagykállói kistérség         |
| 6.     | Nyírbátor       | 11 237 fő (2024. jan. 1.) +/-  | Nyírbátori kistérség         |
| 7.     | Nagykálló       | 9033 fő (2024. jan. 1.) +/-    | Nagykállói kistérség         |
| 8.     | Vásárosnamény   | 7895 fő (2024. jan. 1.) +/-    | Vásárosnaményi kistérség     |
| 9.     | Fehérgyarmat    | 6975 fő (2024. jan. 1.) +/-    | Fehérgyarmati kistérség      |
| 10.    | Nyírtelek       | 6455 fő (2024. jan. 1.) +/-    | Nyíregyházai kistérség       |
| 11.    | Ibrány          | 6272 fő (2024. jan. 1.) +/-    | Ibrány-Nagyhalászi kistérség |
| 12.    | Nagyecsed       | 5953 fő (2024. jan. 1.) +/-    | Mátészalkai kistérség        |
| 13.    | Balkány         | 5840 fő (2024. jan. 1.) +/-    | Nagykállói kistérség         |
| 14.    | Tiszalök        | 5347 fő (2024. jan. 1.) +/-    | Tiszavasvári kistérség       |
| 15.    | Nagyhalász      | 5311 fő (2024. jan. 1.) +/-    | Ibrány-Nagyhalászi kistérség |
| 16.    | Kemecse         | 4666 fő (2024. jan. 1.) +/-    | Ibrány-Nagyhalászi kistérség |
| 17.    | Nyírmada        | 4630 fő (2024. jan. 1.) +/-    | Baktalórántházai kistérség   |
| 18.    | Csenger         | 4394 fő (2024. jan. 1.) +/-    | Csengeri kistérség           |
| 19.    | Rakamaz         | 4186 fő (2024. jan. 1.) +/-    | Tiszavasvári kistérség       |
| 20.    | Demecser        | 3863 fő (2024. jan. 1.) +/-    | Ibrány-Nagyhalászi kistérség |
| 21.    | Mándok          | 3721 fő (2024. jan. 1.) +/-    | Záhonyi kistérség            |
| 22.    | Záhony          | 3712 fő (2024. jan. 1.) +/-    | Záhonyi kistérség            |
| 23.    | Dombrád         | 3560 fő (2024. jan. 1.) +/-    | Kisvárdai kistérség          |
| 24.    | Baktalórántháza | 3554 fő (2024. jan. 1.) +/-    | Baktalórántházai kistérség   |
| 25.    | Vaja            | 3368 fő (2024. jan. 1.) +/-    | Mátészalkai kistérség        |
| 26.    | Ajak            | 3237 fő (2024. jan. 1.) +/-    | Kisvárdai kistérség          |
| 27.    | Nyírbogát       | 2931 fő (2024. jan. 1.) +/-    | Nyírbátori kistérség         |
| 28.    | Nyírlugos       | 2418 fő (2024. jan. 1.) +/-    | Nyírbátori kistérség         |
| 29.    | Máriapócs       | 1822 fő (2024. jan. 1.) +/-    | Nyírbátori kistérség         |

### Községek, nagyközségek
| - Anarcs - Apagy - Aranyosapáti - Balsa - Barabás - Bátorliget - Benk - Beregdaróc - Beregsurány - Berkesz - Besenyőd - Beszterec - Biri - Botpalád - Bököny - Buj - Cégénydányád - Csaholc - Csaroda - Császló - Csegöld - Csengersima - Csengerújfalu - Darnó - Döge - Encsencs - Eperjeske - Érpatak - Fábiánháza - Fényeslitke - Fülesd - Fülpösdaróc - Gacsály - Garbolc - Gávavencsellő - Gelénes - Gemzse - Geszteréd - Géberjén - Gégény | - Gulács - Győröcske - Győrtelek - Gyulaháza - Gyügye - Gyüre - Hermánszeg - Hetefejércse - Hodász - Ilk - Jánd - Jánkmajtis - Jármi - Jéke - Kállósemjén - Kálmánháza - Kántorjánosi - Kék - Kékcse - Kérsemjén - Kisar - Kishódos - Kisléta - Kisnamény - Kispalád - Kisszekeres - Kisvarsány - Kocsord - Komlódtótfalu - Komoró - Kótaj - Kölcse - Kömörő - Laskod - Levelek - Lónya - Lövőpetri - Magosliget - Magy - Mánd | - Márokpapi - Mátyus - Mezőladány - Méhtelek - Mérk - Milota - Nagyar - Nagycserkesz - Nagydobos - Nagyhódos - Nagyszekeres - Nagyvarsány - Napkor - Nábrád - Nemesborzova - Nyírbéltek - Nyírbogdány - Nyírcsaholy - Nyírcsászári - Nyírderzs - Nyírgelse - Nyírgyulaj - Nyíribrony - Nyírjákó - Nyírkarász - Nyírkáta - Nyírkércs - Nyírlövő - Nyírmeggyes - Nyírmihálydi - Nyírparasznya - Nyírpazony - Nyírpilis - Nyírtass - Nyírtét - Nyírtura - Nyírvasvári - Olcsva - Olcsvaapáti - Ófehértó | - Ópályi - Ököritófülpös - Ömböly - Őr - Panyola - Pap - Papos - Paszab - Pátroha - Pátyod - Penészlek - Penyige - Petneháza - Piricse - Porcsalma - Pócspetri - Pusztadobos - Ramocsaháza - Rápolt - Rétközberencs - Rohod - Rozsály - Sényő - Sonkád - Szabolcs - Szabolcsbáka - Szabolcsveresmart - Szakoly - Szamosangyalos - Szamosbecs - Szamoskér - Szamossályi - Szamosszeg - Szamostatárfalva - Szamosújlak - Szatmárcseke - Székely - Szorgalmatos - Tarpa - Tákos | - Terem - Tiborszállás - Timár - Tiszaadony - Tiszabecs - Tiszabercel - Tiszabezdéd - Tiszacsécse - Tiszadada - Tiszadob - Tiszaeszlár - Tiszakanyár - Tiszakerecseny - Tiszakóród - Tiszamogyorós - Tiszanagyfalu - Tiszarád - Tiszaszalka - Tiszaszentmárton - Tiszatelek - Tiszavid - Tisztaberek - Tivadar - Tornyospálca - Tunyogmatolcs - Tuzsér - Túristvándi - Túrricse - Tyukod - Ura - Uszka - Újdombrád - Újkenéz - Vasmegyer - Vállaj - Vámosatya - Vámosoroszi - Zajta - Zsarolyán - Zsurk |